# Thời đại Khám phá

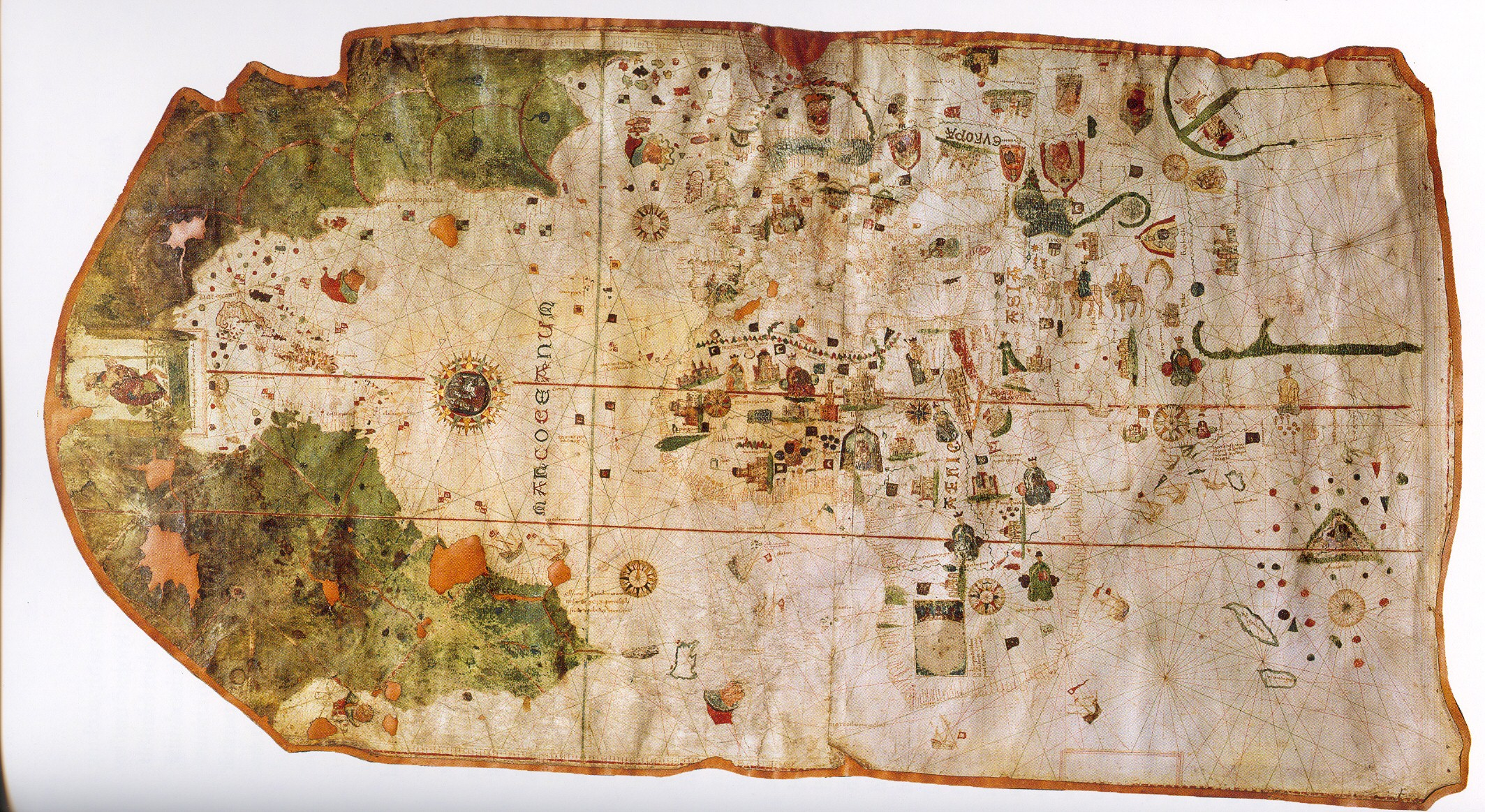
Tấm bản đồ Juan de la Cosa năm 1500, hình minh họa sớm nhất không tranh cãi về châu Mỹ.
Bảo tàng Hàng hải Madrid, Madrid, Tây Ban Nha.

Bình đồ địa cầu Cantino năm 1502, tấm bản đồ sớm nhất cho thấy khám phá của Columbus ở Trung Mỹ, Corte-Real tới Newfoundland, Gama tới India và Cabral tới Brazil. Đường kẻ Tordesillas là đường bên trái.
Biblioteca Estense, Modena, Ý.

Thời đại Khám phá hay Thời đại Thám hiểm là cách gọi phổ thông về những khám phá địa lý của châu Âu vào khoảng thời kỳ cận đại, phần lớn trùng lặp với kỷ nguyên tàu buồm, khoảng từ đầu thế kỷ 15 đến thế kỷ 18 trong lịch sử châu Âu. Trong thời kỳ này, người châu Âu bắt đầu đi khám phá thế giới và mở mang chân trời địa lý của họ. Gần đây, một số sử gia gọi thời kỳ này là Thời kỳ Tiếp xúc (tiếng Anh: Contact Period) hay Thời đại bành trướng của châu Âu.
Các cuộc viễn chinh này của người châu Âu dẫn đến sự trỗi dậy của thương mại toàn cầu và các đế quốc thực dân châu Âu. Từ sự liên hệ giữa Cựu Thế giới (châu Âu, Á và Phi) và Tân Thế giới (châu Mỹ và Úc) mà tạo nên tuyến mậu dịch Columbus, trao đổi các loài thực vật, động vật, thực phẩm, quần thể người (bao gồm cả nô lệ), bệnh truyền nhiễm và văn hóa giữa bán cầu Đông và Tây. Các khám phá trong thời đại này và sau đó giúp ta có hoàn thiện bản đồ thế giới. Từ đó, một thế giới quan mới nảy sinh và các nền văn minh xa xôi tiếp xúc, tuy vậy, nó cũng dẫn đến sự lan truyền của những dịch bệnh làm suy giảm dân số và sự bóc lột, chinh phục quân sự và thống trị kinh tế của châu Âu đối với nhiều dân cư bản địa. Nó cũng cho phép sự mở rộng của Kitô giáo trên toàn thế giới: các hoạt động truyền giáo, cuối cùng khiến nó trở thành tôn giáo lớn nhất thế giới.

## Khái niệm
Khái niệm về sự khám phá đã được xem xét kỹ lưỡng, phê phán lịch sử thuật ngữ cốt lõi trong thuyết sử học phân chia thời kỳ. Thuật ngữ "thời đại khám phá" đã xuất hiện trong nhiều sử liệu và vẫn được sử dụng khá phổ biến. Sử gia J. H. Parry gọi thời kỳ này là Thời đại Trinh sát (Age of Reconnaissance), lập luận rằng giai đoạn này không chỉ là những cuộc thám hiểm của người châu Âu tới các vùng đất lạ lẫm đối với họ, mà còn góp phần phát triển kiến thức địa lý và khoa học thực nghiệm. "Ta đã chứng kiến những thắng lợi quan trọng đầu tiên của câu hỏi thực nghiệm (empirical inquiry, nghĩa là học hỏi thông qua các thí nghiệm thực tế) trước kiến thức uy tín (authority, nghĩa là học hỏi từ người có uy tín, mà không cần xem xét rằng thông tin đó có đúng hay không), sự khởi đầu của liên kết chặt chẽ giữa khoa học, công nghệ và công việc hàng ngày, chính là một đặc điểm thiết yếu của thế giới phương Tây hiện đại." Nhà chính trị học Anthony Pagden rút ra từ công trình của học giả Edmundo O'Gorman, khẳng định rằng: "Đối với tất cả người châu Âu, các sự kiện vào tháng 10 năm 1492 đã tạo thành một 'sự khám phá'. Một thứ gì đó mà họ không hề biết trước đây đã đột nhiên xuất hiện trước mắt họ." O'Gorman thêm rằng cuộc gặp gỡ vật lý và địa lý với các vùng lãnh thổ mới ít quan trọng hơn nỗ lực của người châu Âu để tích hợp kiến thức mới này vào thế giới quan của họ, thứ mà ông gọi là "phát kiến châu Mỹ". Pagden xem xét nguồn gốc của các thuật ngữ "discovery" và "invention". Trong tiếng Anh, từ "discovery" và các dạng của nó trong các ngôn ngữ thuộc ngữ tộc Rôman (tiếng Pháp, Ý, v.v) bắt nguồn từ "disco-operio trong tiếng Latinh, có nghĩa là khám phá, tiết lộ, để lộ ra trước ánh nhìn" hàm ý rằng những gì được tiết lộ đã tồn tại trước đó. Rất ít người châu Âu bấy giờ sử dụng thuật ngữ "phát minh" cho các cuộc khám phá mới, ngoại lệ đáng chú ý là Martin Waldseemüller, người tạo ra tấm bản đồ đầu tiên sử dụng thuật ngữ "Americus" (tiếng Latinh cho America, nghĩa là Mỹ châu).

## Tổng quan
| Các khám phá lớn                              |                              |      |                          |
| Khám phá chính/ Điểm đến                      | Nhà khám phá                 | Năm  | Trợ cấp bởi              |
| --------------------------------------------- | ---------------------------- | ---- | ------------------------ |
| Sông Congo                                    | Diogo Cão                    | 1482 | João II của Bồ Đào Nha   |
| Mũi Hảo Vọng Ấn Độ Dương                      | Dias                         | 1488 | João II của Bồ Đào Nha   |
| Tây Ấn                                        | Colombo                      | 1492 | Ferdinand và Isabella    |
| Ấn Độ                                         | Vasco da Gama                | 1498 | Manuel I                 |
| Brazil                                        | Cabral                       | 1500 | Manuel I                 |
| Quần Đảo Maluku Châu Úc (Tây Thái Bình Dương) | Albuquerque, Abreu và Serrão | 1512 | Manuel I                 |
| Thái Bình Dương                               | Vasco Balboa                 | 1513 | Fernando II của Aragon   |
| Eo biển Magellan                              | Magellan                     | 1520 | Charles I xứ Tây Ban Nha |
| Đi vòng quanh Trái Đất                        | Magellan và Elcano           | 1522 | Charles I xứ Tây Ban Nha |
| Châu Úc                                       | Willem Janszoon              | 1606 | Công ty Đông Ấn Hà Lan   |
| New Zealand                                   | Abel Tasman                  | 1642 | Công ty Đông Ấn Hà Lan   |
| Quần đảo quanh Nam Cực                        | James Cook                   | 1773 | George III               |
| Hawaii                                        | James Cook                   | 1778 | George III               |

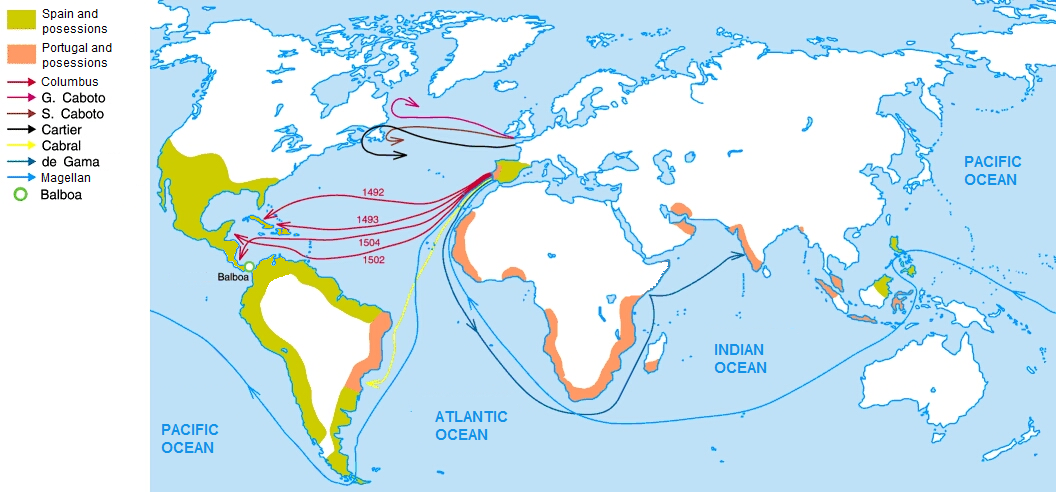
Bản đồ các chuyến hải hành chính vào thời đại Khám phá. Xem chi tiết ở bảng có thể mở rộng bên dưới:

Người Bồ Đào Nha đã bắt đầu khám phá bờ Đại Tây Dương từ năm 1418, dưới sự bảo trợ của Hoàng tử Henry. Loại thuyền nhẹ, linh hoạt và chống chọi được gió được phát triển dưới thời của ông. Năm 1488, Bartolomeu Dias đến được Ấn Độ Dương bằng tuyến đường này. Năm 1492 các Vua của Ca-tô của Castile và Aragon tài trợ cho kế hoạch của Christopher Columbus để đi về phía tây để đến Ấn Độ bằng cách băng qua Đại Tây Dương. Ông thay vào đó đáp xuống một lục địa chưa được khám phá gọi là châu Mỹ. Để tránh mâu thuẫn giữa Bồ Đào Nha và Castile (vương quốc mà Colombo phụng sự), Hiệp ước Tordesillas được ký kết, chia đôi thế giới giữa hai cường quốc.
Năm 1498, một cuộc thám hiểm Bồ Đào Nha do Vasco da Gama chỉ huy đến Ấn Độ bằng cách đi vòng quanh Châu Phi, mở cửa thương mại trực tiếp với châu Á . Trong khi các đoàn tàu thám hiểm khác đã được gửi từ Bồ Đào Nha sang Bắc Mỹ, trong những năm tiếp theo, Hạm đội Bồ Ấn cũng mở rộng tuyến đường về phía đông, tới tận Nam Mỹ và góp phần liên kết Tân Thế giới trực tiếp với Cựu thế giới (bắt đầu từ năm 1500, Pedro Alvares Cabral), và khám phá các hòn đảo Nam Đại Tây Dương và Nam Ấn Độ Dương. Chẳng bao lâu, người Bồ Đào Nha đi thuyền về phía đông, tới Quần đảo Gia Vị (Indonesia) trù phú năm 1512, cập bến tại Trung Quốc một năm sau đó. Năm 1513, Vasco Núñez de Balboa của Tây Ban Nha vượt eo Panama và phát hiện "biển khác" từ Thế giới Mới. Cuộc khai phá về phía Đông và Tây tụ họp vào năm 1522, khi cuộc thám hiểm của Tây Ban Nha do thuyền trưởng người Bồ Đào Nha Ferdinand Magellan và sau đó là Sebastián Elcano về phía tây hoàn thành chuyến đi đầu tiên vòng quanh thế giới, trong khi các conquistador Tây Ban Nha thâm nhập sâu hơn vào nội địa châu Mỹ, và một số hòn đảo ở Nam Thái Bình Dương.
Từ năm 1495, người Pháp, người Anh và người Hà Lan cũng vào cuộc khi nghe tin những khám phá thú vị và béo bở này, thách thức độc quyền của Iberia về thương mại hàng hải bằng cách tìm kiếm các hải tuyến mới. Bắt đầy bằng những cuộc khai phá sâu vào Bắc Mỹ (cuộc thám hiểm đầu tiên của John Cabot năm 1497 ở phía bắc, phụng sự Anh Quốc, tiếp đó là các cuộc thám hiểm của Pháp tới Nam Mỹ và sau đó đến Bắc Mỹ) và vào Thái Bình Dương quanh Nam Mỹ. Họ cũng theo chân người Bồ Đào Nha vòng qua Châu Phi vào Ấn Độ Dương; phát hiện Úc năm 1606, New Zealand vào năm 1642 và Hawaii vào năm 1778. Trong khi đó, từ năm 1580 đến năm 1640, người Nga đông tiến và chinh phục gần như toàn bộ Siberia và Alaska.

## Bối cảnh
Kiến thức thời trung cổ của châu Âu về châu Á ngoài tầm với của Đế quốc Byzantine được thu thập từ các báo cáo lẻ tẻ từ thời Alexander Đại Đế và những người kế nhiệm ông, thường bị bóp méo bởi các huyền thoại. Một nguồn thông tin khác là từ mạng lưới buôn người Do Thái Radhanite của các thương gia đi lại giữa châu Âu và thế giới Hồi giáo trong thời gian của các quốc gia Thập tự chinh.

### Sự trỗi dậy của giao thương Âu Châu
Giữa thế kỷ thứ XII và XIV, nền kinh tế châu Âu đột biến bởi sự liên kết các tuyến giao thương đường sông và đường biển, khiến châu Âu phát triển những mạng lưới thương mại phức tạp.:345
Trước thế kỷ XII, trở ngại chính cho hoạt động buôn bán của Tây Âu phía đông eo Gibraltar là các nhà nước Hồi giáo và độc quyền thương mại của các thành bang cộng hòa hàng hải như Venice và Genoa. Kinh tế Iberia tăng trưởng theo sau cuộc tái chiếm Al-Andalus và cuộc vây hãm Lisbon năm 1147. Sự suy giảm sức mạnh hải quân của Nhà Fatimid trước cuộc Thập tự chinh lần thứ nhất đã cho phép các thành bang Ý hàng hải là Venice, Genoa và Pisa, thống trị thương mại phía đông Địa Trung Hải. Các thương nhân Ý từ đó mà trở nên giàu có và lan tỏa tầm ảnh hưởng chính trị. Cuộc xâm lược Anh của người Norman vào cuối thế kỷ XI khiến Biển Bắc trở nên an toàn hơn cho các hoạt động giao thương. Liên minh Hanse, một liên hiệp các bang hội thương gia và thị trấn ở miền bắc nước Đức dọc Biển Bắc và Biển Baltic, góp phần không nhỏ cho sự phát triển kinh doanh tại khu vực. Vào thế kỷ thứ XII, vùng Flander, Hainault và Braband sản xuất hàng dệt chất lượng tốt nhất ở Bắc Âu, khuyến khích các thương nhân từ Genova và Venice giong buồm trực tiếp tới đó qua eo Gibraltar và men theo bờ Đại Tây Dương.:316–38 Nicolozzo Spinola giong thuyền trực tiếp từ Genève đến Flanders vào năm 1277.:328

### Công nghệ: Thiết kế tàu và la bàn

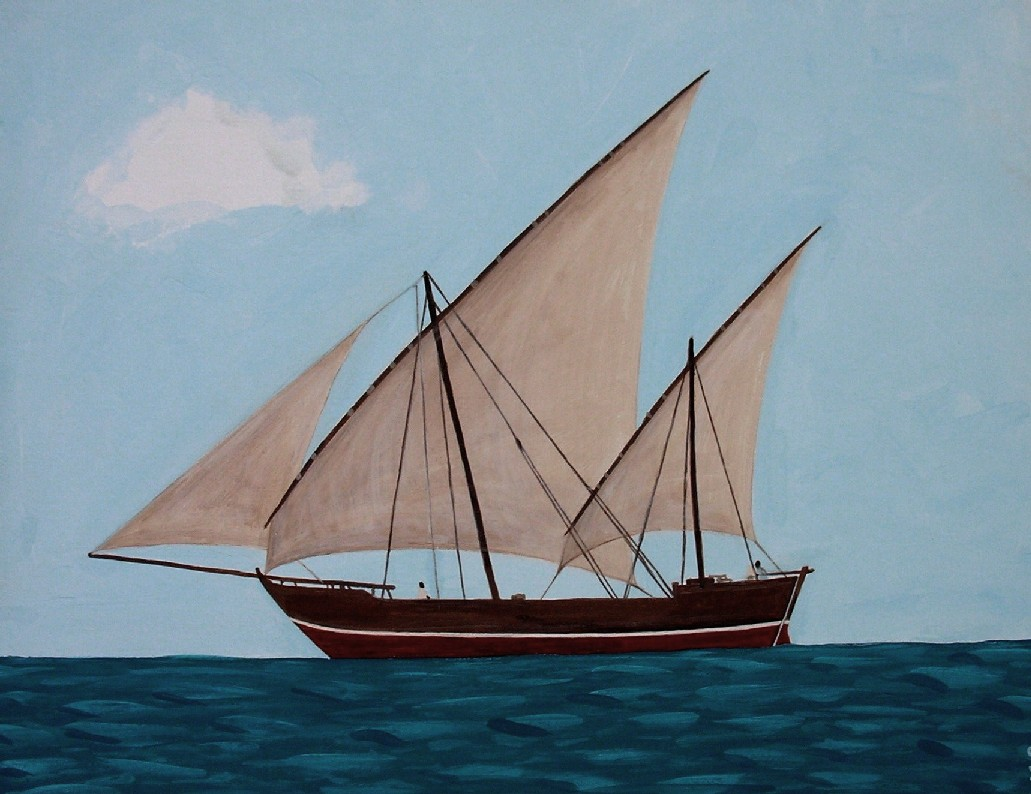
Một tàu ca-ra-vê với hai buồm tam giác và buồm mũi. Loại tàu này được phát minh bởi người Bồ, chúng linh hoạt và rất hữu dụng trong Thời đại Khám phá.

Những tiến bộ công nghệ quan trọng mở ra Thời đại Khám phá là các ứng dụng mới như la bàn từ tính và những cải tiến trong ngành thiết kế tàu.
La bàn là vật dụng hỗ trợ cho phương pháp hoa tiêu truyền thống dựa trên vị trí mặt trời và các ngôi sao. La bàn đã được sử dụng ở Trung Quốc vào thế kỷ XI và được các thương nhân Ả Rập ở Ấn Độ Dương áp dụng thuần thục. La bàn được truyền bá sang châu Âu vào cuối thế kỷ XII hoặc đầu thế kỷ XIII. Việc sử dụng la bàn ở Ấn Độ Dương được đề cập lần đầu tiên năm 1232.:351–2 Việc sử dụng la bàn ở châu Âu được đề cập lần đầu tiền năm 1180.:382 Người châu Âu sử dụng la bàn "khô", với một cây kim trên trục. Thẻ la bàn là một phát minh của châu Âu.
Để đi biển, người Mã Lai đã phát minh ra những cánh buồm junk làm từ thảm dệt gia cố bằng tre, vài trăm năm trước năm thứ 1 TCN. Thời nhà Hán (206 TCN-220 CN), người Trung Quốc sử dụng những cánh buồm junk lĩnh hội từ các thủy thủ Mã Lai cập bến bờ phía Nam Trung Quốc. Bên cạnh loại buồm này, họ cũng tạo ra những chiếc buồm hình thang (buồm tanja). Các loại buồm mới khiến các chuyến hải hành tại bờ phía tây châu Phi trở nên khả thi, bởi vì chúng có khả năng chống lại gió. Loại buồm này cũng đã truyền cảm hứng cho người Ả Rập phía Tây và Polynesia phía Đông của Mã Lai phát triển các loại buồm tam giác và buồm càng cua.
Người Java đóng loại tàu vượt đại dương gọi là po từ khoảng thế kỷ I CN. Nó dài 50 m và có phần nổi (khoảng cách từ mặt nước đến mép thuyền) tầm 4–7 mét. Po có khả năng chở 700 người cùng với hơn 10.000 "斛" (hộc) hàng hóa (250-1000 tấn tùy theo ước tính). Chúng được đóng từ nhiều tấm ván để chống bão và có 4 cánh buồm cộng thêm một cánh buồm căng chéo trước mũi. Người Java đã đến được Ghana vào thế kỷ thứ VIII.
Tàu bè sau này tăng kích thước, cần ít thủy thủ đoàn hơn và có thể đi được quãng đường dài hơn mà không cần dừng lại. Chi phí đi lại đường dài do vậy giảm thiểu vào thế kỷ thứ XIV.:342 Tàu cog vẫn phổ biến cho thương mại do chi phí đóng thuyền thấp. Thuyến galê cũng được sử dụng trong thương mại.

### Địa lí và bản đồ

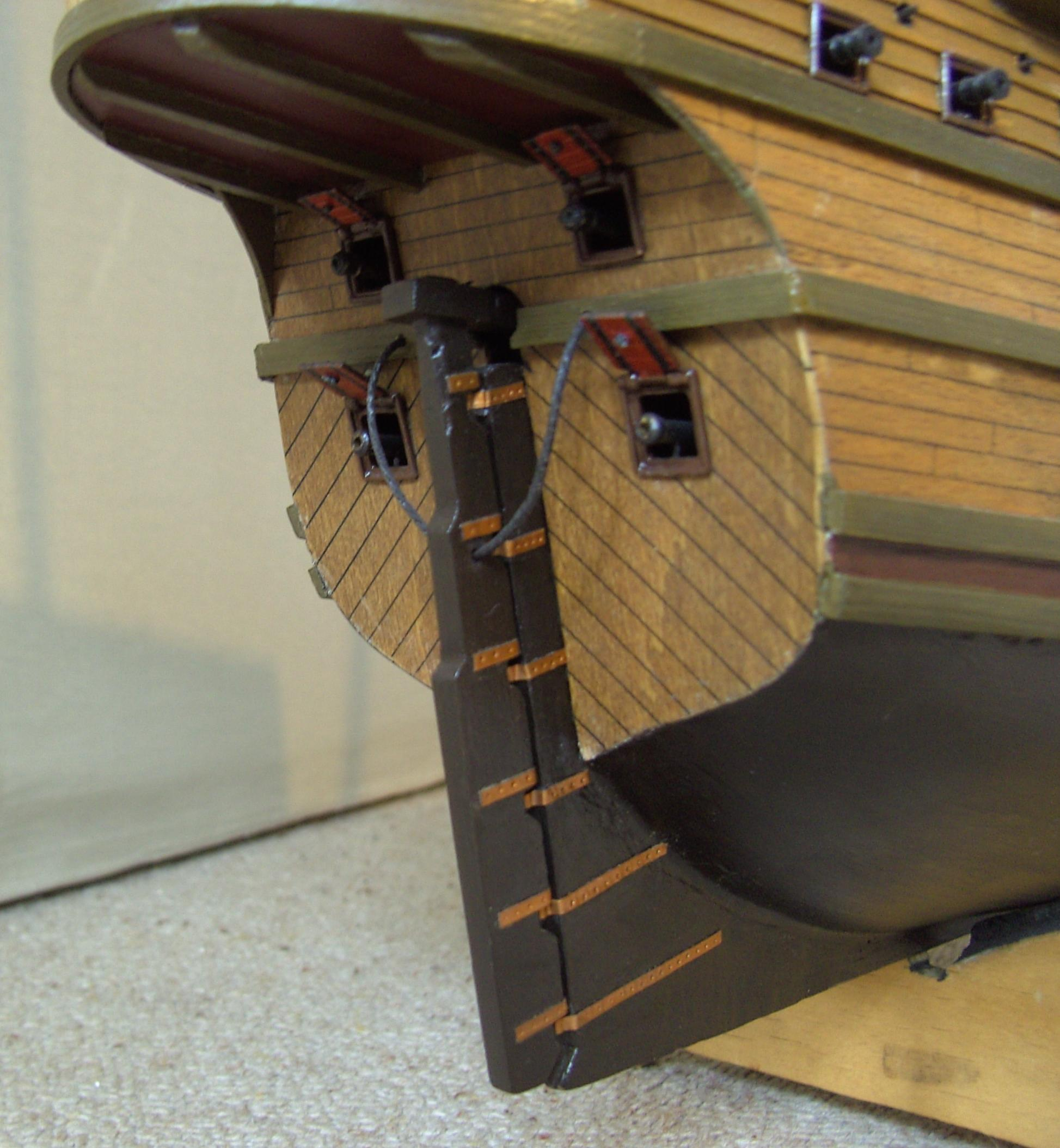
Đuôi lái sống đuôi tàu kiểu trục xoay-chốt xoay từ kỳ hạm Adler von Lübeck (1567–1581) của Liên minh Hanse.

Cẩm nang hàng hải Biển Erythraean, một tài liệu có niên đại từ những năm 40–60 CN, mô tả một hải tuyến mới được phát hiện thông qua Biển Đỏ đến Ấn Độ, rồi còn có các mô tả về các khu chợ ở các thị trấn dọc Biển Đỏ, Vịnh Ba Tư, Ấn Độ Dương và đường bờ biển phía đông châu Phi, chép rằng "xa hơn những nơi này, đại dương chưa được khám phá lặn về phía tây, chạy dọc theo các khu vực phía nam Aethiopia và Libya và Châu Phi, rồi hợp với biển tây (có thể đang nhắc đến Đại Tây Dương)". Kiến thức thời trung cổ ở châu Âu về châu Á ngoài tầm với của Đế quốc Byzantine được thu thập qua các báo cáo rời rạc, thường bị phóng đại bởi các truyền thuyết, có từ thời Alexander Đại đế và những người kế vị ông khi bành trướng về phía Đông.
Một nguồn khác là từ các mạng lưới thương mại của người Do Thái Radhanite lai vãng giữa châu Âu và thế giới Hồi giáo trong thời kì Thập tự chinh.

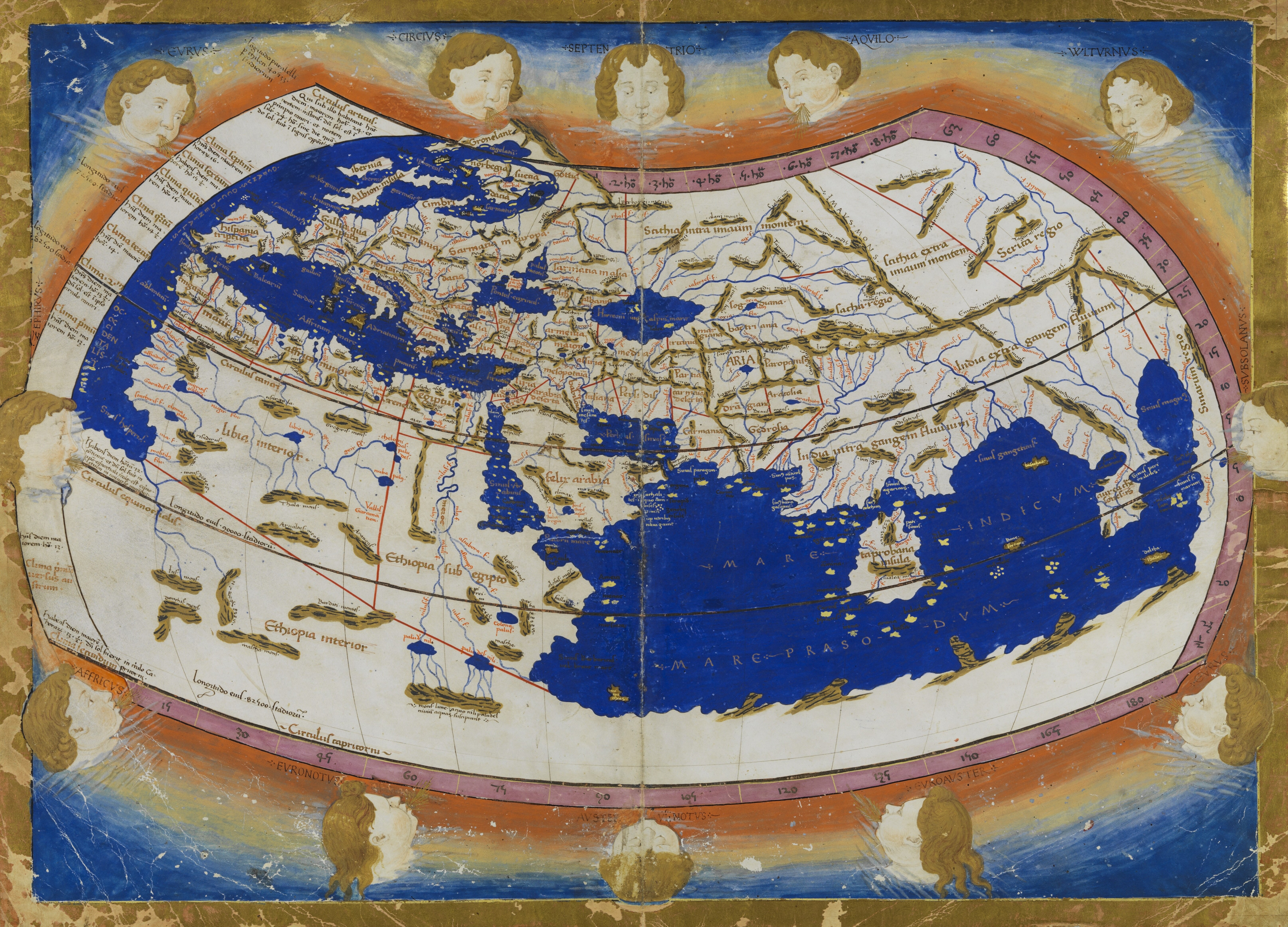
Bản đồ thế giới Ptolemy (thế kỷ II) và bản phục dựng thế kỷ XV của Nicolaus Germanus.

Năm 1154, nhà địa lý học Ả Rập Muhammad al-Idrisi tạo cuốn bản đồ thế giới với tựa là Tabula Rogeriana tại triệu đình vua Roger II xứ Sicily, nhưng các Kitô hữu, người Genova và người Venice, hoặc các thủy thủ Ả Rập, vẫn không có khái niệm hoàn hảo về châu Phi hay các vùng đất xa hơn về phía nam. Người châu Âu biết về sa mạc Sahara thông qua các khu định cư ở Nam Địa Trung Hải nhưng sự thống trị của các nước Ả Rập tại Bắc Phi đã ngăn cản việc thăm dò sâu hơn vào nội địa. Kiến thức bờ châu Phi ở Đại Tây Dương bị phân mảnh và chủ yếu chỉ được biết thông qua các bản đồ thời Hy La cũ dựa trên tư liệu của người Carthage, bao gồm cả cuộc khám phá Mauritania của người La Mã. Biển Đỏ hầu như nằm trong quên lãng và chỉ có liên kết thương mại với các nước cộng hòa Hàng hải, đặc biệt là Cộng hòa Venezia, mới có được kiến thức hàng hải chính xác.
Người Ả Rập chủ yếu đi lại giữa các tuyến thương mại ở Ấn Độ Dương. Giữa những năm 1405-1421, Minh Thành Tổ tài trợ một loạt các sứ mệnh ngoại giao hàng hải phương xa dưới sự chỉ huy của đô đốc Trịnh Hòa. Các đội tàu Trung Quốc đã đến thăm Ả Rập, Đông Phi, Ấn Độ, Đông Nam Á hải đảo và Thái Lan. Theo Mã Hoan, các chuyến công du này bị hoãn lại đột ngột sau cái chết của Thành Tổ. Nhà Minh sau đó thực hiện chính sách hải cấm (海禁), hạn chế buôn bán hàng hải.
Vào năm 1400, bản dịch tiếng Latinh của Geographia được truyền tới Ý từ Constantinople. Sự tái khám phá kiến thức địa lý La Mã là một sự mặc khải, cả trong ngành lập bản đồ và thế giới quan của Tây Âu, tuy vẫn có những kiến thức sai lệch như Ấn Độ Dương là một biển nội địa.

### Các hành trình thời Trung Cổ (1241–1438)

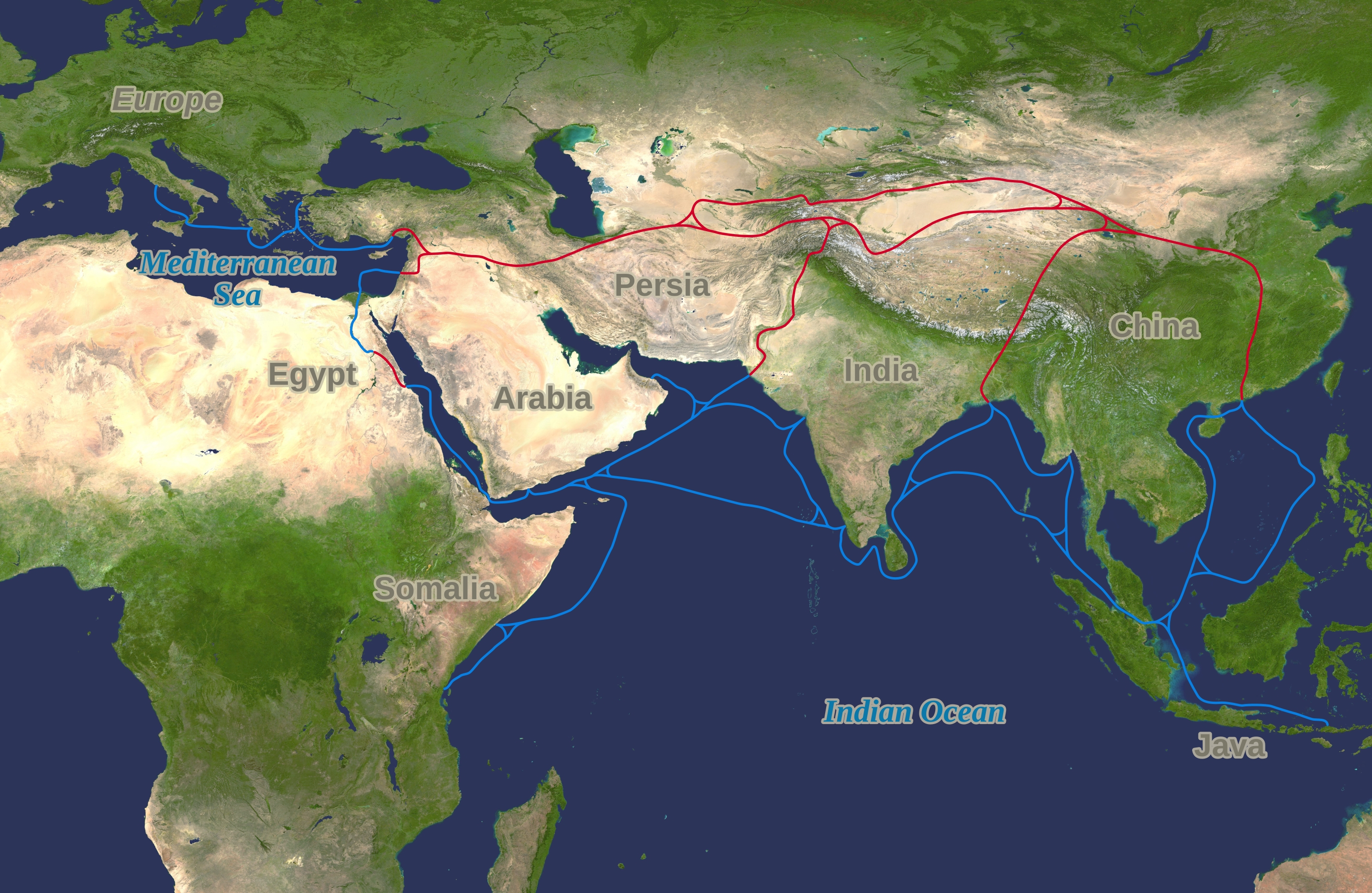
Con đường Tơ lụa và các tuyến giao thương gia vị sau này bị chặn bởi Đế quốc Ottoman năm 1453 thúc đẩy quá trình khám phá biển cả để tìm hải tuyến thay thế

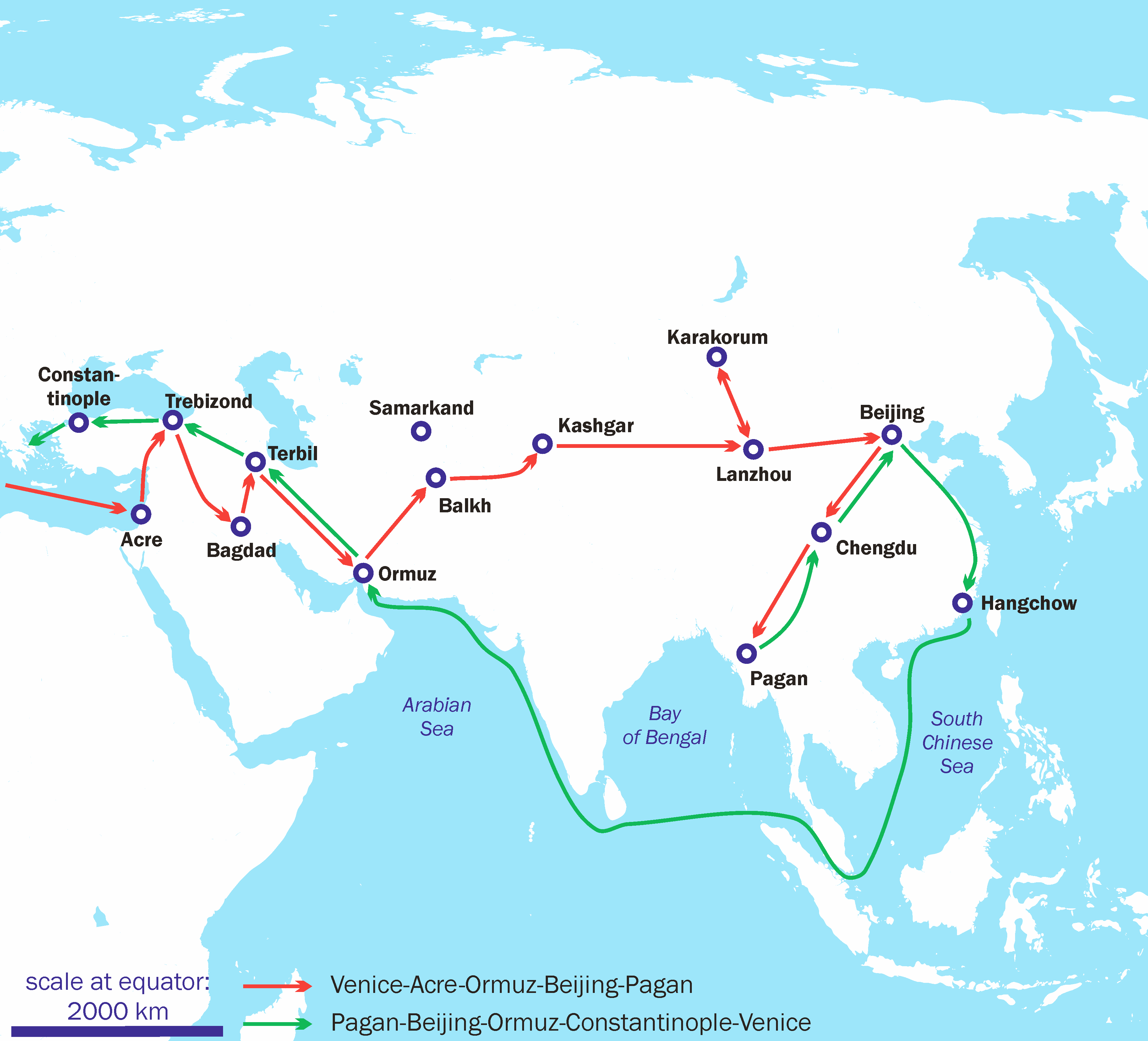
Hành trình của Marco Polo (1271–1295)

Mở đầu cho Thời đại Khám phá là một loạt các cuộc thám hiểm châu Âu băng qua Á-Âu bằng đường bộ vào cuối thời Trung cổ. Đế quốc Mông Cổ thống nhất phần lớn lục địa Á-Âu và từ năm 1206 trở đi, thời kì Pax Mongolica cho phép các tuyến giao thương và đường liên lạc an toàn kéo dài từ tận Trung Đông đến Trung Quốc. Nhiều người châu Âu đã tận dụng thời kì này để đi về phía đông. Hầu hết là người Ý, vì thương mại giữa châu Âu và Trung Đông được kiểm soát chủ yếu bởi các nước cộng hòa hàng hải.
Có rất ít ghi chép về các thương nhân từ Bắc Phi và khu vực Địa Trung Hải buôn bán ở Ấn Độ Dương vào cuối thời Trung cổ.
Các sư thần Kitô giáo đã được gửi đến tận Karakorum trong cuộc xâm lược vùng Levant của Mông Cổ, từ đó mà họ hiểu rõ hơn về thế giới. Người đầu tiên trong số những lữ khách này là Giovanni da Pian del Carpine, được Giáo hoàng Innôcentê IV phái đến triều đình Đại Hãn, khứ hồi từ Mông Cổ trở về, từ năm 1241 đến năm 1247. Cũng trong khoảng thời gian này, hoàng tử Nga Yaroslav II của Vladimir và hai con trai của ông là Alexander Nevsky và Andrey II của Vladimir đến thăm thủ đô của Mông Cổ. Mặc dù mang ý nghĩa chính trị mạnh mẽ, không có ghi chép chi tiết nào về các sứ mệnh ngoại giao này. Ngoài ra, các cuộc du hành tới Trung Quốc bằng đường bộ của André de Longjumeau người Pháp và William của Rubruck người Flemish cũng phải được kể đến. Thương nhân người Venice tên Marco Polo, đã ghi chép rất nhiều về các chuyến đi khắp châu Á của ông từ năm 1271 đến 1295. Ông khẳng định rằng chính ông đã từng là một vị khách tại triều đình nhà Nguyên của Hốt Tất Liệt trong cuốn Marco Polo du ký.
Hạm đội Hồi giáo bảo vệ eo biển Gibraltar bị quân Genoa đánh tan năm 1291. Vào năm đó, nỗ lực thám hiểm Đại Tây Dương đầu tiên được thực hiện bởi hai anh em thương gia là Vadino và Ugolino Vivaldi từ Genoa với hai thuyền galê nhưng mất tích ngoài khơi Ma-rốc, tạo ra nỗi sợ hãi về các cuộc thám hiểm đại dương tại châu Âu. Từ năm 1325 đến 1354, học giả người Ma-rốc là Ibn Battuta, đã khởi hành từ Tangier băng qua Bắc Phi, sa mạc Sahara, Tây Phi, Nam Âu, Đông Âu, Sừng châu Phi, Trung Đông và châu Á, rồi sang tận Trung Quốc. Sau khi trở về, ông kể lại chuyến phiêu lưu này cho một học giả mà ông gặp ở Granada và chép lại trong cuốn Rihla ("Du ký"). Từ năm 1357 đến 1371, một cuốn sách về những chuyến du hành được cho là của John Mandeville nổi lên ở châu Âu. Mặc dù không đáng tin cậy và có nhiều phóng đại, cuốn sách vẫn được sử dụng làm tài liệu tham khảo về phương Đông, Ai Cập và vùng Levant nói chung, lan truyền kiến thức cổ hủ rằng Jerusalem là cái rốn của thế giới.
Trong thời kỳ quan hệ yên bình giữa Timurid và châu Âu khoảng năm 1439, Niccolò de' Conti cho xuất bản một ghi chép về chuyến đi của ông với tư cách là một thương nhân Hồi giáo đến Ấn Độ và Đông Nam Á, và sau đó vào năm 1466-1472, thương nhân người Nga tên là Afanasy Nikitin xứ Tver tới được Ấn Độ, rồi được ông kể lại trong cuốn Cuộc hành trình vượt Ba Biển.
Những chuyến đi trên đất liền này ít có ảnh hưởng sâu sắc. Đế quốc Mông Cổ sụp đổ gần như ngay sau khi nó hình thành và chẳng mấy chốc tuyến đường về phía đông trở nên khó khăn và nguy hiểm hơn. Hơn nữa, Cái chết Đen ở châu Âu vào thế kỷ XIV ngăn cản các cuộc lữ hành và thương mại. Sự trỗi dậy của Đế quốc Ottoman sau này càng hạn chế khả năng buôn bán đường bộ của châu Âu hơn.

### Các sứ mệnh Trung Quốc (1405-1433)

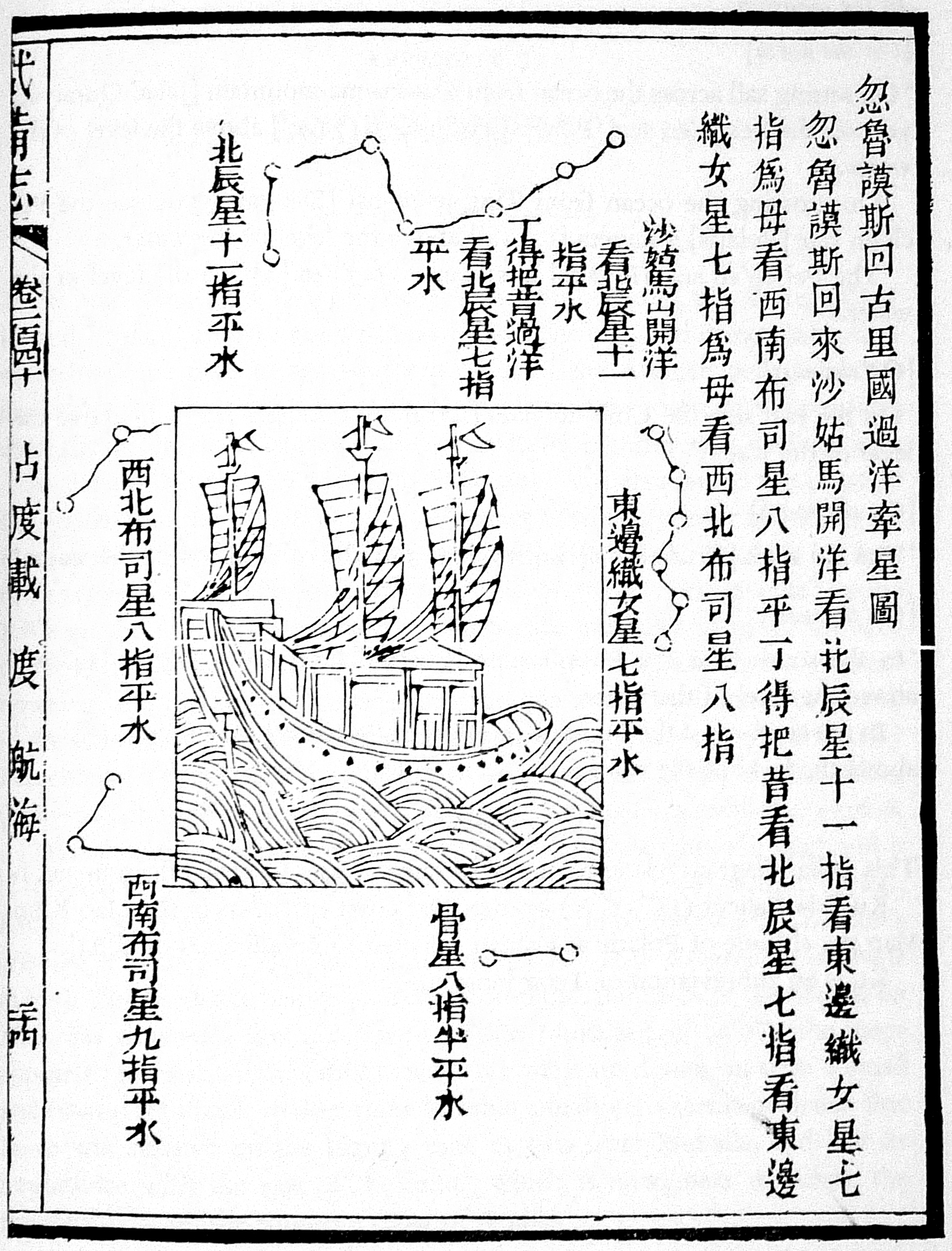
"Trịnh Hòa hàng hải đồ" (Hán tự: 鄭和航海圖), được cho là dựa trên những ghi chép của Trịnh Hòa, cho thấy lộ trình giữa Đông Nam Á và tới tận Malindi, trong cuốn Võ bị chí (1628)

Người Trung Quốc có mối liên hệ rộng rãi trong mạng lưới thương mại châu Á và đã giong thuyền đến Ả Rập, Đông Phi và Ai Cập kể từ thời nhà Đường (618-907). Từ năm 1405 đến 1421, Minh Thành Tổ tài trợ một loạt các nhiệm vụ lấy cống phẩm ở Ấn Độ Dương dưới sự chỉ huy của đô đốc Trịnh Hòa.
Một đội tàu lớn mới đã được chuẩn bị cho các cuộc thám hiểm ngoại giao quốc tế này. Chiếc thuyền lớn nhất trong số đó, gọi là Bảo Thuyền (tàu kho báu), có chiều dài lên tới 121 mét và chứa hàng ngàn thủy thủ. Chuyến thám hiểm đầu tiên xuất phát vào năm 1405. Ít nhất bảy cuộc thám hiểm được ghi chép rõ ràng, mỗi chuyến thám hiểm sau hoành tráng hơn và đắt đỏ hơn lần trước. Các hạm đội đã đến thăm Ả Rập, Đông Phi, Ấn Độ, Quần đảo Mã Lai và Xiêm La. Họ biếu quà bằng vàng, bạc, sứ và lụa; đổi lại là các sản vật quý hiếm địa phương như đà điểu, ngựa vằn, lạc đà, ngà voi và hươu cao cổ. Sau cái chết của hoàng đế, Trịnh Hòa đã dẫn đầu một đoàn thám hiểm cuối cùng khởi hành từ Nam Kinh vào năm 1431 và trở về Bắc Kinh vào năm 1433. Rất có khả năng chuyến thám hiểm cuối cùng này đã đến tận Madagascar. Các chuyến đi được báo cáo bởi Mã Hoan, một du khách và dịch giả Hồi giáo đi cùng với Trịnh Hòa ba trong số bảy chuyến thám hiểm, ghi chép của ông được xuất bản ra cuốn Doanh Nhai Thăng Lãm (Hán tự: 瀛涯胜览, nghĩa là: khảo sát tổng thể bờ biển) (1433).
Các chuyến đi có tác động đáng kể và lâu dài lên mạng lưới hải tuyến tơ lụa, sử dụng và tạo ra các nút và điểm chốt giao thương theo sau, từ đó làm tái cấu trúc các mối quan hệ và trao đổi văn hóa quốc tế. Điều này đặc biệt quan trọng vì không có chính thể nào khác có được sự thống trị hải quân đối với khu vực Ấn Độ Dương trước các chuyến đi này. Nhà Minh đã thúc đẩy các nút thay thế như một chiến lược để thiết lập quyền kiểm soát mạng lưới. Do các chuyến đi của Trung Quốc, các cảng như Malacca (ở Đông Nam Á), Cochin (trên Bờ biển Malabar) và Malindi (trên Bờ biển Swahili) trở thành các hải cảng then chốt thế chỗ các cảng quan trọng đã được thành lập trước đó. Sự xuất hiện của hạm đội kho báu nhà Minh đã tạo ra và tăng cường cạnh tranh giữa các chính thể tìm kiếm mối liên minh với nhà Minh.
Các chuyến công du này mang đến sự hội nhập khu vực và sự gia tăng lưu thông quốc tế về con người, lý tưởng và hàng hóa ở Tây Dương. Nó cũng cung cấp nền tảng cho các cuộc thảo luận chủ nghĩa thế giới, diễn ra tại các địa điểm như trên tàu của hạm đội Minh, thủ đô Nam Kinh cũng như Bắc Kinh, và tiệc chiêu đãi do triều đình nhà Minh tổ chức cho các đại diện nước ngoài. Các nhóm người đa dạng từ khắp các quốc gia hàng hải tụ tập, giao lưu và cùng nhau đi thăm thú khi hạm đội kho báu nhà Minh khi họ di chuyển qua lại vùng biển. Lần đầu tiên trong lịch sử, khu vực hàng hải từ Trung Quốc đến Châu Phi chịu sự thống trị của một cường quốc duy nhất và từ đó cho phép tạo ra một không gian chủ nghĩa thế giới.
Những hành trình đường dài này bị ngừng lại, vì nhà Minh thực hiện hải cấm, một chính sách cô lập, hạn chế thương mại hàng hải. Các chuyến viễn chinh bị hoãn lại đột ngột sau cái chết của hoàng đế. Người Trung Quốc mất hứng thú với những gì họ gọi là vùng đất man rợ bên ngoài, và các hoàng đế kế vị cảm thấy các chuyến thám hiểm này ảnh hưởng xấu đến quốc gia; Minh Nhân Tông chấm dứt các cuộc thám hiểm này và Minh Tuyên Tông bưng bít các thông tin liên quan đến các cuộc lữ hành của Trịnh Hòa.

## Đại Tây Dương (1419-1507)

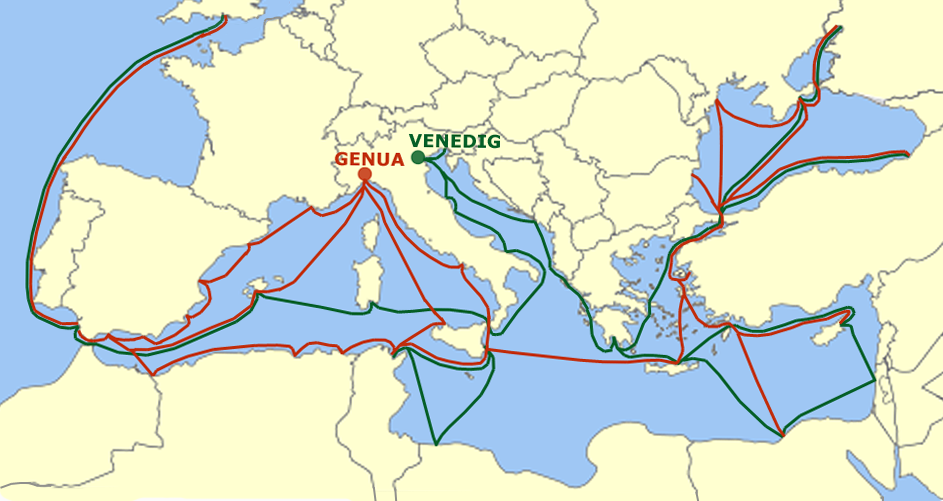
Các tuyến giao thương hàng hải của người Genoa (đỏ) và người Venice (lục) ở Địa Trung Hải và Biển Đen

Từ thế kỷ thứ VIII đến thế kỷ XV, Cộng hòa Venice và các nước cộng hòa hàng hải lân cận đã nắm giữ độc quyền thương mại châu Âu với Trung Đông. Việc buôn bán tơ lụa và gia vị, bao gồm hương, thảo mộc, thuốc và thuốc phiện, đã làm cho các quốc gia thành bang Địa Trung Hải này trở nên giàu có. Gia vị là một trong những sản phẩm đắt tiền và được đòi hỏi cao nhất thời Trung cổ, vì chúng được sử dụng trong y học, các nghi lễ tôn giáo, mỹ phẩm, nước hoa, cũng như phụ gia thực phẩm và chất bảo quản. Những mặt hàng này đều được nhập từ châu Á và châu Phi.
Các thương nhân Hồi giáo, chủ yếu là hậu duệ của các thủy thủ Ả Rập từ Yemen và Ô-man, thống trị các tuyến hàng hải trên khắp Ấn Độ Dương, khai thác các vùng nguồn ở Viễn Đông và vận chuyển các sản phẩm tại các khu thương điếm ở Ấn Độ, chủ yếu là Kozhikode, về phía tây đến Ormus ở Vịnh Ba Tư và Jeddah ở Biển Đỏ. Từ đây, các tuyến đường bộ dẫn đến bờ biển Địa Trung Hải. Các thương nhân Venice đã phân phối hàng hóa qua châu Âu cho đến khi Đế chế Ottoman trỗi dậy, dẫn đến sự sụp đổ của Constantinople năm 1453, ngăn cản người châu Âu sử dụng các tuyến đường bộ và trên biển.
Buộc phải sụt giảm các hoạt động của họ ở Biển Đen và chiến tranh với Venice, người Genoa chuyển sang buôn bán lúa mì, dầu ô liu và tìm kiếm vàng bạc. Châu Âu thâm hụt liên tục vàng bạc, vì tiền chỉ chảy ra ngoài, chỉ để chi tiêu cho thương mại phương Đông mà giờ đã bị cắt đứt. Một số mỏ ở châu Âu cạn kiệt, thiếu thỏi vàng dẫn đến sự phát triển của một hệ thống ngân hàng phức tạp để quản lý rủi ro trong thương mại (ngân hàng nhà nước đầu tiên, Banco di San Giorgio, được thành lập năm 1407 tại Genoa). Các cộng đồng Genoa sau đó được thành lập ở Bồ Đào Nha, kiếm lợi từ doanh nghiệp và chuyên môn tài chính của họ.
Thuyền buồm châu Âu chủ yếu buôn bán ven biển bằng hải đồ portolan. Những hải đồ này xác định các tuyến đường biển dựa trên các hải cảng ven bờ: các thủy thủ khởi hành từ một điểm đã biết, đi theo la bàn và cố gắng xác định vị trí của họ bằng các mốc gắn với đất liền. Đối với cuộc thám hiểm đại dương đầu tiên, người Tây Âu đã sử dụng la bàn và những tiến bộ mới trong phác bản đồ và thiên văn học. Các công cụ điều hướng của Ả Rập như thước trắc tinh và thước đo phần tư được sử dụng để xác đinh vị trí dựa trên thiên văn hàng hải.

### Các khám phá của người Bồ Đào Nha

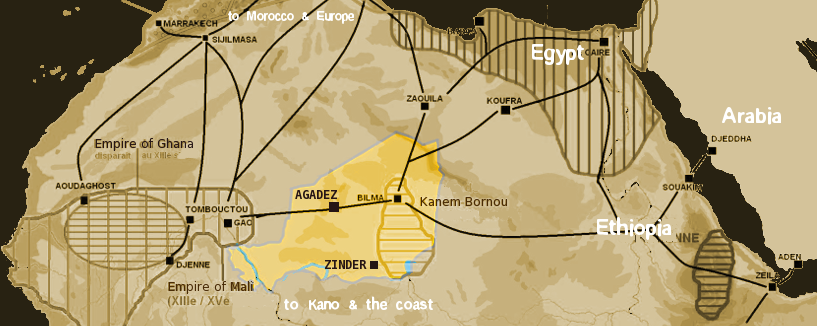
Giao thương xuyên Sahara khoảng năm 1400, với vùng Niger được tô đậm

Năm 1297, cuộc reconquista kết thúc ở Bồ Đào Nha, vua Dinis xứ Bồ đã tỏ mối quan tâm đến ngành xuất khẩu và vào năm 1317, ông thỏa thuận với thủy thủ thương gia Genoa tên Manuel Pessanha (Pessagno), bổ nhiệm ông là đô đốc đầu tiên của hải quân Bồ Đào Nha với mục tiêu bảo vệ đất nước chống lại các cuộc tấn công cướp biển Hồi giáo. Sự bùng phát của bệnh dịch hạch đã dẫn đến sự sụt giảm dân số nghiêm trọng nửa sau thế kỷ XIV: chỉ có đường biển mới an toàn, với phần lớn cộng đồng định cư để đánh cá và buôn bán ven biển. Từ năm 1325-1357, Afonso IV xứ Bồ Đào Nha khuyến khích thương mại hàng hải và khơi mào những chuyến thám hiểm đầu tiên. Quần đảo Canary (đã được biết đến bởi người Genoa) được tuyên bố là phát hiện chính thức của Bồ Đào Nha, nhưng vào năm 1344, vương quốc Castile bắt đầu mở rộng cạnh tranh ở biển nên tranh chấp quần đảo này.
Để đảm bảo độc quyền về thương mại, người châu Âu (bắt đầu với người Bồ Đào Nha) đã cố gắng áp đặt một hệ thống thương mại địa trung hải sử dụng sức mạnh quân sự và đe dọa chuyển hướng thương mại qua các cảng mà họ kiểm soát; nơi hàng hóa có thể bị đánh thuế. Năm 1415, Ceuta bị chinh phục bởi Bồ Đào Nha nhằm kiểm soát bờ biển châu Phi. Hoàng tử trẻ Henrique Nhà hàng hải nhận thức được lợi nhuận trong các tuyến thương mại xuyên Sahara. Trong nhiều thế kỷ, các tuyến buôn bán nô lệ và vàng liên kết Tây Phi với Địa Trung Hải phải đi qua sa mạc Tây Sahara, kiểm soát bởi người Moors ở Bắc Phi.
Henry muốn biết lãnh thổ Hồi giáo ở Châu Phi kéo dài bao xa, hy vọng luồn qua được chúng và giao dịch trực tiếp với Tây Phi bằng đường biển. Ông muốn tìm kiếm các đồng minh ở vùng đất Kitô giáo huyền thoại về phía nam, như vương quốc Kitô giáo đã mất từ lâu của Prester John và để thăm dò xem liệu có thể đến Ấn Độ bằng đường biển hay không, nguồn gốc của tuyến buôn gia vị sinh lời. Ông đầu tư vào các chuyến đi xuống bờ biển Mauritanie, tập hợp một nhóm thương nhân, chủ tàu và người có quan tâm đến các hải tuyến mới. Chẳng bao lâu, họ tới được các đảo Madeira (1419) và Azores (1427) ở Đại Tây Dương. Người lãnh đạo đoàn thám hiểm João Gonçalves Zarco có công thiết lập các khu định cư trên đảo Madeira.
Thời bấy giờ, người châu Âu không biết những gì nằm xa hơn Mũi Non (Mũi Chaunar) trên bờ biển châu Phi và liệu có thể quay trở lại sau khi vượt qua nó. Các huyền thoại cảnh cáo về quái vật đại dương hoặc rìa của thế giới nhưng hành trình của Hoàng tử Henry đã thách thức những niềm tin như vậy: bắt đầu từ năm 1421, người Bồ đi thuyền vượt qua nó, đến Mũi Bojador khó khăn mà vào năm 1434, một trong những thuyền trưởng của Hoàng tử Henry, Gil Eanes, vượt qua được.
Một bước tiến lớn là sự ra đời của tàu ca-ra-ve vào giữa thế kỷ XV, một loại tàu nhỏ có khả năng đi ngược gió tốt hơn bất kỳ tàu nào khác ở châu Âu vào thời điểm đó. Phát triển từ các thiết kế tàu đánh cá, chúng là các con tàu đầu tiên có thể bớt sự phụ thuộc vào hải đồ và đi an toàn trên Đại Tây Dương. Để định hướng trên biển bằng thiên thể, người Bồ Đào Nha đã sử dụng Lịch thiên văn, trải qua một sự khuếch tán đáng chú ý trong thế kỷ XV. Đây là những biểu đồ thiên văn vẽ đồ thị vị trí của các ngôi sao trong một khoảng thời gian riêng biệt. Được xuất bản năm 1496 bởi nhà thiên văn học, nhà chiêm tinh và nhà toán học người Do Thái, Abraham Zacuto, cuốn Almanach Perpetuum bao gồm một số bảng miêu tả sự chuyển động của các ngôi sao. Các bảng này cách mạng hóa hoạt động hoa tiêu, cho phép tính toán vĩ độ. Kinh độ chính xác, tuy nhiên, vẫn khó nắm bắt trong nhiều thế kỷ. Sử dụng tàu ca-ra-ve, việc thăm dò có hệ thống tiếp tục ở phía nam xa hơn, tiến lên trung bình một độ mỗi năm. Bán đảo Sénégal và Mũi Verde đã được khám phá vào năm 1445 và năm 1446, Álvaro Fernandes đã tới tận Sierra Leone ngày nay.
Năm 1453, Constantinople rơi vào tay người Ottoman là một đòn giáng mạnh vào các Thiên chúa quốc và mối quan hệ kinh doanh được thiết lập liên kết với phương đông. Năm 1455, Giáo hoàng Nicôla V ban hành tông sắc Romanus Pontifex bổ sung Dum Diversas trước đó (1452), trao tất cả các vùng đất và biển được phát hiện ngoài Mũi Bojador cho vua Afonso V xứ Bồ Đào Nha và những người kế vị ông, cũng như buôn bán và chinh phục người Hồi giáo hay ngoại đạo, một chính sách Biển đóng ở Đại Tây Dương. Nhà vua, người đã tìm hiểu các chuyên gia Genova về một tuyến đường biển đến Ấn Độ, đã ủy thác bản đồ thế giới Fra Mauro, đưa tới Lisbon năm 1459.

#### Các khám phá sau Hoàng tử Henry

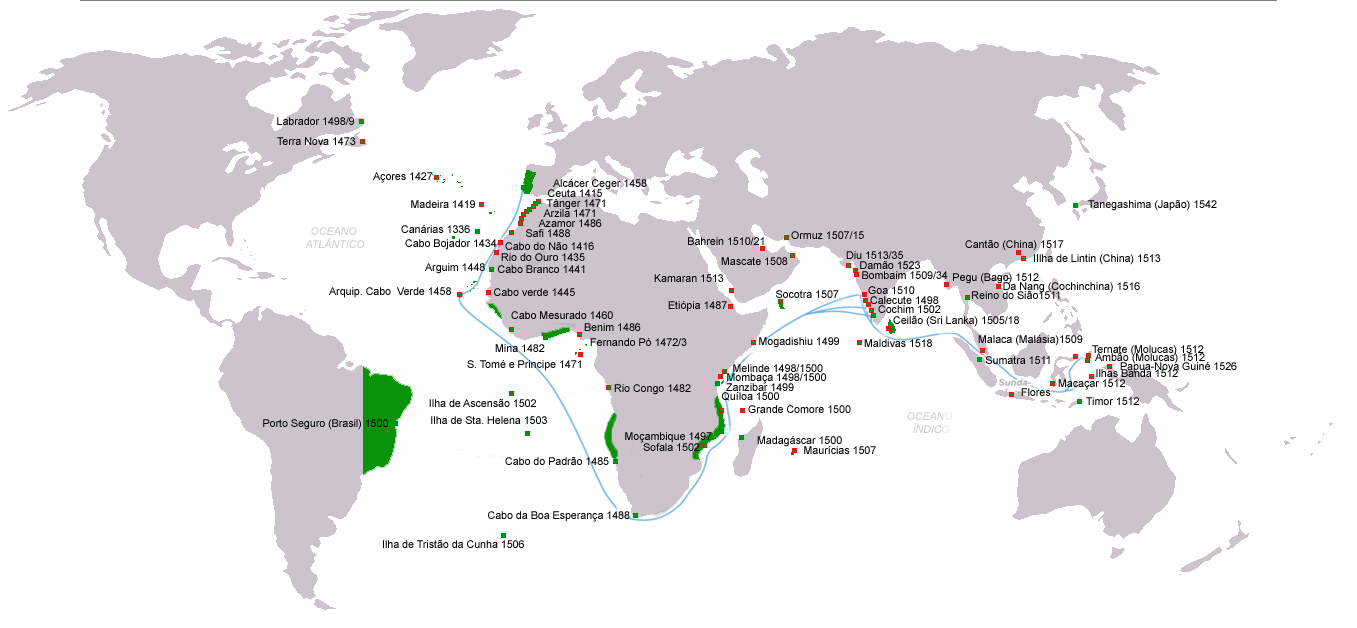
Các khám phá của Bồ Đào Nha giữa những năm 1415–1543; những vùng màu xanh là những khám phá dưới đời João III

Năm 1460, Pedro de Sintra đặt chân đến Sierra Leone. Hoàng tử Henry qua đời vào tháng 11 năm đó. Do thu nhập ít ỏi, các cuộc thám hiểm được ủy thác cho thương nhân Fernão Gomes năm 1469, để đổi lấy độc quyền thương mại ở Vịnh Guinea ông này phải khám phá 100 dặm (161 km) mỗi năm trong vòng 5 năm. Với sự tài trợ của Gomes, các nhà thám hiểm như João de Santarém, Pedro Escobar, Lopo Gonçalves, Fernão do Pó và Pedro de Sintra đã vượt xa những mục tiêu đó. Họ đến Nam bán cầu và các đảo thuộc Vịnh Guinea, São Tomé và Príncipe và Elmina trên Bờ biển Vàng vào năm 1471 (Ở Nam bán cầu, họ đã sử dụng chòm Nam Thập Tự làm mốc cho việc định hướng hàng hải). Ở nơi ngày nay gọi là "Bờ biển vàng" Ghana, họ phát hiện một tuyến mậu dịch vàng thịnh vượng giữa dân bản địa và thương nhân Ả Rập-Berber.
Năm 1478 (trong Chiến tranh kế vị Castilia), ngoài khơi Elmina diễn ra một cuộc hải chiến giữa Hạm đội Castilia gồm 35 tàu ca-ra-vê và hạm đội Bồ Đào Nha để giành quyền bá chủ thương mại Guinea (vàng, nô lệ, ngà voi và hạt tiêu). Bồ Đào Nha thắng lợi và các Quốc vương Công giáo buộc phải công nhận các vùng lãnh thổ tranh chấp ở Tây Phi thuộc về Bồ Đào Nha theo Hiệp ước Alcáçovas, 1479. Đây là cuộc chiến tranh thuộc địa đầu tiên giữa hai cường quốc châu Âu.
Năm 1481, João II mới đăng cơ cho lập một thương điếm tại São Jorge da Mina. Năm 1482, Diogo Cão khám phá sông Congo, và tiếp tục khám phá Mũi Cross (Namibia hiện đại) vào năm 1486.

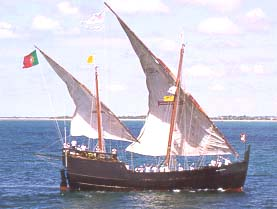
Bản mô hình tàu ca-ra-vê giữa thế kỷ XV

Bước đột phá quan trọng tiếp theo diễn ra vào năm 1488, khi Bartolomeu Dias đi vòng qua mũi phía nam châu Phi, nơi ông đặt tên là "Mũi bão" (Cabo das Tormentas). Ông neo đậu tại Vịnh Mossel rồi tiến sang phía đông đến tận cửa sông Great Fish, chứng minh rằng Ấn Độ Dương có thể được tiếp cận từ Đại Tây Dương. Đồng thời, nhà thám hiểm Pêro da Covilhã, được gửi đi dò la trên đất liền, tới được Ethiopia và thu thập nhiều thông tin quan trọng về Biển Đỏ và bờ biển Quenia. Không lâu sau, vua João II của Bồ Đào Nha truyền chỉ dụ đổi tên mũi đất đó thành "Mũi hảo vọng" (Cabo da Boa Esperança).

### Tây Ban Nha vào cuộc: Columbus và Tây Ấn

Bốn chuyến hành trình của Christopher Columbus từ năm 1492–1503

Castile, kình địch lân bang của Bồ Đào Nha, bắt đầu thiết lập quyền cai trị trên quần đảo Canary ngoài khơi phía tây châu Phi vào năm 1402, nhưng bị kìm hãm bởi lục đục nội bộ tại chính quốc và các cuộc kháng chiến chống quân Hồi giáo thế kỷ XV. Chỉ vào cuối thế kỷ đó, sau khi thống nhất vương quốc Castile-Aragon và hoàn thành cuộc reconquista, Tây Ban Nha mới đổ công sức vào khám phá các tuyến thương mại đường biển. Vương miện Aragon từng là một cường quốc hàng hải quan trọng ở Địa Trung Hải, kiểm soát các vùng lãnh thổ ở miền đông Tây Ban Nha, Tây Nam nước Pháp, các đảo lớn như Sicily, Malta, và Vương quốc Naples và Sardinia, với cương thổ trải dài đến tận Hy Lạp. Năm 1492, các đồng cai trị đã chinh phục vương quốc Moorish của Granada, nước chư hầu công nạp cho Castile hàng hóa châu Phi, và quyết định tài trợ cho các cuộc thám hiểm của Christopher Columbus với hy vọng đánh đổ sự độc quyền của Bồ Đào Nha trên các tuyến đường biển phía tây châu Phi, để đến "Ấn Độ" (phía đông và nam Á) bằng cách đi về phía tây. Hai lần trước, vào năm 1485 và 1488, Columbus đã trình bày dự án cho vua John II xứ Bồ Đào Nha, người đã khước từ ông.
Vào tối ngày 3 tháng 8 năm 1492, Columbus rời bến từ Palos de la Frontera với ba chiếc tàu; một tàu carrack lớn, Santa María, biệt danh là Gallega, và hai tàu hộ tống nhỏ hơn, Pinta và Santa Clara, biệt danh là Niña. Columbus lần đầu tiên dặt chân lên Quần đảo Canary, nơi ông lấy nhu yếu phẩm cho chuyến đi dài năm tuần vượt đại dương, băng qua một phần của Đại Tây Dương được gọi là Biển Sargasso.
Họ nhìn thấy đất liền vào ngày 12 tháng 10 năm 1492 và Columbus gọi hòn đảo đó (nay là vùng Bahamas) là San Salvador, tưởng rằng đây là "Đông Ấn". Columbus cũng khám phá bờ biển phía đông bắc Cuba (đổ bộ vào ngày 28 tháng 10) và bờ bắc của Hispaniola vào ngày 5 tháng 12. Ông được vị cacique (thủ lĩnh) bản địa Guacanagari chấp thuận và cho phép một vài người trong đoàn ở lại.

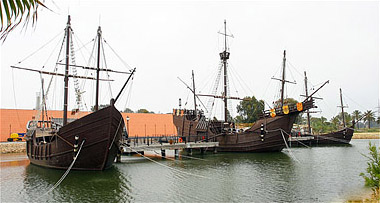
Phỏng dựng các con tàu Niña, Pinta và Santa María neo đậu tại Palos de la Frontera, Tây Ban Nha

Columbus để lại 39 người đàn ông và họ thành lập khu định cư La Navidad tại Haiti ngày nay. Trước khi hồi hương, ông bắt cóc khoảng 10-25 người bản địa để mang về Tây Ban Nha. Chỉ có 7-8 người trong số họ sống sót tới được Tây Ban Nha, và đã gây ấn tượng khá tốt với triều đình Sevilla.
Khi trở về, một cơn bão buộc ông phải cập cảng Lisbon vào ngày 4 tháng 3 năm 1493. Sau một tuần ở Bồ Đào Nha, ông lên đường sang Tây Ban Nha và vào ngày 15 tháng 3 năm 1493 đến Barcelona, nơi ông yết kiến Nữ hoàng Isabella và Vua Ferdinand. Tin tức về việc ông khám phá ra những vùng đất mới nhanh chóng lan rộng khắp châu Âu.
Columbus và các nhà thám hiểm Tây Ban Nha ban đầu thất vọng với những khám phá của họ, không giống như ở Châu Phi hay Châu Á, dân cư Ca-ri-bê có ít hàng hóa để trao đổi với đội tàu Castilla. Các hòn đảo này do vậy đã trở thành tâm điểm của các cuộc thực dân hóa. Chỉ đến khi toàn bộ lục địa châu Mỹ được khám phá, Tây Ban Nha mới tìm ra sự giàu có mà họ khao khát bấy lâu.

### Hiệp ước Tordesillas (1494)

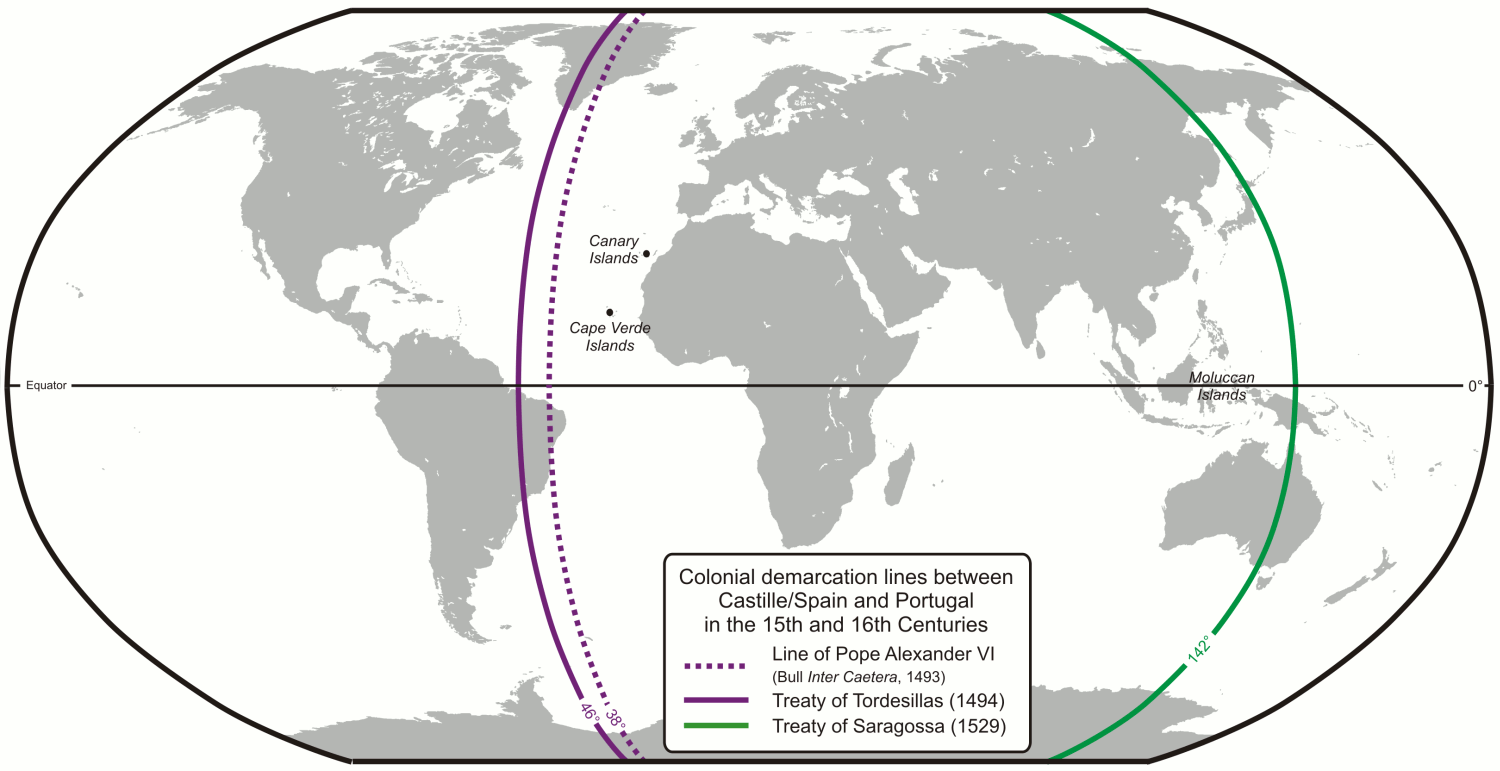
Đường kẻ hiệp ước Tordesillas năm 1494 (tím) và đường kẻ đối diện cắt qua Quần đảo Maluku theo hiệp ước Zaragoza năm 1529 (xanh)

Ngay sau khi Columbus trở về từ nơi mà sau này được gọi là "Tây Ấn", một sự phân chia ảnh hưởng trở nên cần thiết để tránh xung đột giữa Tây Ban Nha và Bồ Đào Nha. Vào ngày 4 tháng 5 năm 1493, hai tháng sau khi Columbus cập bến, các Quốc vương Công giáo nhận được tông sắc (Inter caetera) từ Giáo hoàng Alexanđê VI, lệnh rằng tất cả các vùng đất phía tây và phía nam của đường kẻ từ cực xuống cực cách 100 dặm về phía tây nam Quần đảo Açores hoặc Quần đảo Mũi Verd sẽ thuộc về Vương quốc Castilla. Tông sắc không đề cập đến Bồ Đào Nha, do vậy họ chưa thể thể tuyên bố chủ quyền đối với những vùng đất mới được phát hiện ở phía đông của đường kẻ đó.
Vua João II của Bồ Đào Nha không hài lòng với thỏa thuận này. Ông thương lượng trực tiếp với Vua Ferdinand và Nữ hoàng Isabella của Tây Ban Nha nhằm di chuyển giới tuyến về phía tây, và cho phép ông ta lấy được các vùng đất mới được khám phá về phía đông.
Hiệp ước Tordesillas được chấp thuận bởi hai vương quốc, chia đôi vùng ảnh hưởng thành hai nửa địa cầu. Trong hiệp ước này, người Bồ Đào Nha nhận được mọi thứ bên ngoài châu Âu ở phía đông của một đường cắt chạy 370 dặm phía tây quần đảo Cape Verde (thuộc về Bồ Đào Nha) và những hòn đảo được Christopher Columbus phát hiện trong chuyến đi đầu tiên (được tuyên bố là thuộc Castilla), được đặt tên là Cipangu và Antilia (Cuba và Hispaniola). Điều ước này cho họ quyền kiểm soát tuyệt đối với Châu Phi, Châu Á và miền đông Nam Mỹ (Brazil). Người Tây Ban Nha (Castilla) lấy được mọi tấc đất ở phía tây đường kẻ này.

### Một thế giới mới: Châu Mỹ

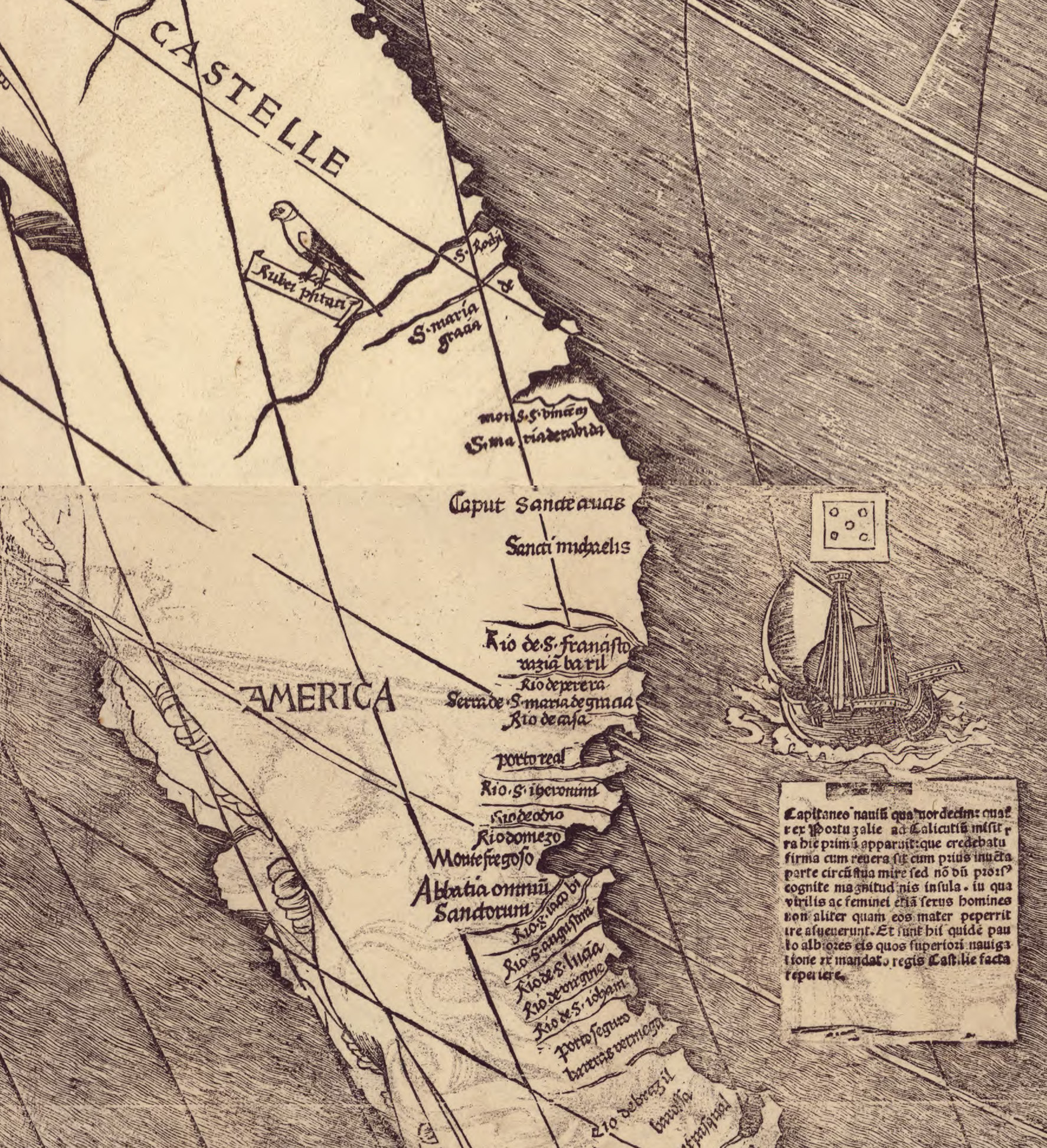
Chi tiết bản đồ Waldseemüller 1507 có ghi "America" lần đầu tiên trong lịch sử.

#### Bắc Mỹ
John Cabot được ban giấy chứng nhận đặc quyền từ Vua Henry VII của Anh. Đi thuyền từ Bristol, có lẽ được hỗ trợ bởi Hiệp hội các thương nhân địa phương, Cabot vượt Đại Tây Dương trên phía bắc với hy vọng chuyến đi đến "Tây Ấn" sẽ ngắn hơn và cập bến tại một nơi nào đó ở Bắc Mỹ, có thể là Newfoundland. Năm 1499, João Fernandes Lavrador được Vua Bồ cấp phép và ông ra khơi cùng với Pêro de Barcelos. Họ là người khám phá ra Labrador, được nhượng và đặt theo tên João. Sau khi trở về, ông có thể đã cập bến Bristol để lấy danh nghĩa khám phá của nước Anh. Giữa năm 1499-1502, anh em Gaspar và Miguel Corte Real khám phá và đặt tên cho đường bờ biển Greenland và Newfoundland. Cả hai cuộc thám hiểm đều được ghi nhận trong bản đồ thế giới Cantino năm 1502.

#### "Ấn Độ thực sự" và Brazil
Năm 1497, Quốc vương Manuel I xứ Bồ Đào Nha gửi một hạm đội thám hiểm về phía đông, hoàn tất sứ mệnh của những tiền nhân tìm đường đến Ấn Độ. Vào tháng 7 năm 1499, tin tức lan truyền rằng người Bồ Đào Nha đã tới được "Ấn Độ thật", vì vua Bồ đã gửi một bức thư báo tin vui đến Quốc vương Công giáo Tây Ban Nha một ngày sau khi đoàn tàu trở về.
Hành trình thứ ba của Columbus vào năm 1498 mở màn cho cuộc xâm chiếm thuộc địa thành công đầu tiên ở Tây Ấn, trên đảo Hispaniola. Mặc dù bị hoài nghi, Columbus vẫn bảo thủ rằng ông đã đến được Ấn Độ. Trong chuyến đi, ông phát hiện ra cửa sông Orinoco ở bờ biển phía bắc Nam Mỹ (nay là Venezuela) và nghĩ rằng lượng nước ngọt khổng lồ đổ ra biển chỉ có thể bắt nguồn từ một khối đất liền, mà ông đinh ninh là châu Á lục địa.
Khi giao thương giữa Seville và Tây Ấn phát triển, kiến thức về các đảo Caribbean, Trung Mỹ và bờ biển phía bắc của Nam Mỹ càng ngày mở rộng. Đội tàu Tây Ban Nha của Alonso de Ojeda và Amerigo Vespucci năm 1499–1500 đã đặt chân lên bờ biển của Guyana ngày nay. Vespucci đi thuyền về phía nam, khám phá cửa sông Amazon vào tháng 7 năm 1499, và đạt 6° Nam, ở phía đông bắc Brazil ngày nay, trước khi quay lại.
Vào đầu năm 1500, đoàn của Vicente Yáñez Pinzon bị một cơn bão làm chệch hướng và đi lạc đến tận bờ biển phía đông bắc của Brazil vào ngày 26 tháng 1 năm 1500, họ từ đó do thám xuống phía nam tới bang Pernambuco ngày nay. Hạm đội của ông là những người đầu tiên đi vào cửa sông Amazon mà họ đặt tên là Río Santa María de la Mar Dulce (Sông Saint Mary của Biển nước ngọt). Tuy vậy, vùng đất quá xa về phía đông để người tây Ban Nha có thể lấy được do Hiệp ước Tordesillas, nhưng phát hiện này đã khiến người Tây Ban Nha càng hứng thú hơn về miền đất này, với chuyến đi thứ hai của Pinzon vào năm 1508 (một chuyến khảo sát dọc bờ biển phía bắc đến bờ biển Trung Mỹ đại lục, để tìm kiếm một lối đi về phía Đông) và một chuyến đi vào năm 1515-1516 bởi một hoa tiêu của đoàn thám hiểm 1508, Juan Díaz de Solís. Cuộc thám hiểm năm 1515-1516 được thúc đẩy bởi các báo cáo về người Bồ Đào Nha trong khu vực (xem bên dưới). Cuộc thám thính kết thúc khi de Solís và một số thủy thủ đoàn của ông mất tích trong lúc khám phá Sông La Plata trên một chiếc thuyền, nhưng những gì họ tìm thấy và kể lại đã khơi dậy sự tò mò của Tây Ban Nha và công cuộc thuộc địa hóa châu Mỹ dần bắt đầu vào năm 1531.
Vào tháng 4 năm 1500, Hạm đội Bồ Ấn thứ hai, dẫn đầu bởi Pedro Álvares Cabral và gồm nhiều vị thuyền trưởng kỳ cựu như Bartolomeu Dias và Nicolau Coelho, cập bến Brazil sau khi thực hiện một "volta do mar" để tránh bị kẹt trong Vịnh Guinea do gió không thuận lợi. Vào ngày 21 tháng 4 năm 1500, họ trông thấy một ngọn núi và đặt tên nó là Monte Pascoal, rồi vào ngày 22 tháng 4, Cabral lên bờ. Vào ngày 25 tháng 4, toàn bộ hạm đội đổ bộ ở cảng mà họ đặt tên là Porto Seguro (Cảng an toàn). Cabral nhận thấy rằng vùng đất mới nằm ở phía đông của đường kẻ Tordesillas và gửi một phái viên về Bồ Đào Nha cùng với thông tin về vùng đất mới này cùng với một bức thư của Pero Vaz de Caminha miêu tả rất chân thực về Brazil trước năm 1500. Tin rằng nơi này là một hòn đảo, ông đặt tên cho nó là Ilha de Vera Cruz. Một số sử gia cho rằng người Bồ Đào Nha có thể đã thấy vùng đất Nam Mỹ này trước khi thực hiện "volta do mar", điều đó sẽ lý giải cho sự kiên quyết của vua John II trong việc di chuyển đường kẻ về phía tây vào năm 1494, vì vậy việc ông cập bến Brazil có lẽ không hoàn toàn là tình cờ. Tuy vậy, cũng không loại trừ khả năng động cơ của John chỉ đơn thuần là tăng cơ hội lấy những vùng đất mới ở Đại Tây Dương. Từ bờ biển phía đông, hạm đội sau đó quay về hướng đông để tiếp tục hành trình đến mũi phía nam của châu Phi và Ấn Độ. Cabral là thuyền trưởng đầu tiên tới cả bốn châu lục, dẫn đầu đoàn thám hiểm đầu tiên kết nối và thống nhất châu Âu, châu Phi, châu Mỹ và châu Á.
Theo lời mời của Vua Manuel I, Amerigo Vespucci— một người Florentine từng làm việc cho một chi nhánh của Ngân hàng Medici ở Seville từ năm 1491 — phù hợp với các chuyến thám hiểm đại dương và từng đi đến The Guianas hai lần với Juan de la Cosa phụng sự Tây Ban Nha — ban cho ông tư cách là hoa tiêu trong các hành trình đến bờ biển phía đông Nam Mỹ. Các cuộc thám hiểm này đã được biết đến rộng rãi ở châu Âu sau khi hai ghi chép được cho là của ông, được xuất bản từ năm 1502 đến 1504, cho rằng những vùng đất mới được phát hiện không phải là Ấn Độ mà là "Thế giới mới", Mundus novus, tựa tiếng Latinh của một tài liệu đương đại dựa trên những bức thư của Vespucci gửi cho Lorenzo di Pierfrancesco de 'Medici. Người ta nhận ra rằng Columbus chưa từng đặt chân đến Châu Á mà đã phát hiện một lục địa mới hoàn toàn, Châu Mỹ. Châu Mỹ được đặt tên vào năm 1507 bởi các nhà vẽ bản đồ Martin Waldseemüller và Matthias Ringmann, có lẽ sau Amerigo Vespucci.
Khoảng năm 1501–1502, một trong những cuộc thám hiểm của Bồ Đào Nha, dẫn đầu bởi Gonçalo Coelho (và/hoặc André Gonçalves hoặc Gaspar de Lemos), giong buồm về phía nam ven bờ Nam Mỹ đến vịnh Rio de Janeiro ngày nay. Ghi chép của Amerigo Vespucci kể rằng đoàn thám hiểm đã đạt đến vĩ độ "Nam cực cao 52°Nam", ở vĩ độ "lạnh" của vùng phía nam Patagonia (có thể gần Eo biển), trước khi quay trở lại. Vespucci viết rằng họ đi về phía tây nam và nam, dọc "một bờ biển dài, không ngoằn ngoèo" (trùng khớp với bờ biển phía Nam Nam Mỹ). Điều này có vẻ không chính xác, vì ông đã chỉnh sửa một phần mô tả của mình trong bức thư tiếp theo, nêu rõ một sự thay đổi, từ khoảng 32°Nam (Nam Brazil), về phía nam-đông nam, ra biển rộng; tuy nhiên, vẫn khẳng định là đoàn của ông đã đạt tới 50°/52°Nam (Đây có thể là do quyết định của chính ông hoặc bởi người kiểm duyệt D. Manuel, vị này có thể đã gây áp lực buộc Vespucci phải thay đổi ghi chép do lo ngại rằng họ đã tiết lộ quá nhiều với Lorenzo de 'Medici và công chúng).
Năm 1503, Binot Paulmier de Gonneville thách thức chính sách mare clausum của Bồ Đào Nha và dẫn đầu một trong những cuộc thám hiểm Normand và Breton sớm nhất của Pháp tới Brazil. Ông định đi thuyền đến Đông Ấn, nhưng gần Mũi Hảo Vọng, con tàu của ông bị lệch hướng về phía tây bởi một cơn bão và đáp đất ở bang Santa Catarina (miền nam Brazil) ngày nay ngày 5 tháng 1 năm 1504.
Vào khoảng 1511–1512, thuyền trưởng người Bồ João de Lisboa và Estevão de Fróis tiến vào cửa Sông La Plata ở Uruguay và Argentina ngày nay và đã đi xa xuống phía nam tới Vịnh San Matias ngày nay ở 42°Nam (được ghi trong Newen Zeytung auss Pressilandt có nghĩa là "Tin tức mới từ vùng đất Brazil"). Đoàn thám hiểm gặp một mũi đất kéo dài từ bắc xuống nam mà họ gọi là Mũi của "Santa Maria" (Punta del Este, giữ tên Mũi gần đó); và sau 40 °Nam, họ tìm thấy một "Mũi" hoặc "một điểm hoặc một địa điểm kéo dài ra biển" và một "Vịnh" (vào tháng Sáu và tháng Bảy). Sau khi rong ruổi gần 300 km (186 dặm) để đi vòng qua mũi này, họ lại nhìn thấy lục địa ở phía bên kia, rồi đi về phía tây bắc, nhưng một cơn bão đã ngăn họ tiến tiếp. Bị Tramontane hoặc gió bắc cuốn đi, họ đành rút lui. Đoàn thám hiểm mang về những tin tức đầu tiên kể về một vị Vua Trắng và "người dân vùng núi" sâu trong nội địa (Đế quốc Inca) và một chiếc rìu bạc được biếu tặng bởi người bản địa Charrúa khi quay trở về ("gần bờ biển hoặc bên bờ của Brazil ") và "về phía Tây "(dọc theo bờ biển và cửa sông La Plata), dâng cho vua Manuel I. Christopher de Haro, một người Flemish gốc Sephardic (một trong những nhà tài trợ cuộc thám hiểm cùng với D. Nuno Manuel), người sẽ phụng sự Tây Ban Nha sau năm 1516, tin rằng các nhà hàng hải đã phát hiện ra một eo biển phía nam sang được châu Á.
Năm 1519, một đoàn thám hiểm được gửi đi từ Tây Ban Nha để tìm đường đến châu Á dẫn dắt bởi nhà hàng hải người Bồ Đào Nha giàu kinh nghiệm Ferdinand Magellan. Hạm đội đã khám phá các con sông, vịnh và lập bản đồ bờ biển Nam Mỹ cho đến khi tìm được đường sang Thái Bình Dương thông qua eo biển Magellan.
Khoảng năm 1524–1525, Aleixo Garcia, một conquistador Bồ Đào Nha (có lẽ là cựu thủy thủ đoàn của cuộc viễn chinh Solís năm 1516), dẫn đầu một đoàn thám hiểm tư nhân khám phá các xác tàu đắm Tây Ban Nha và Bồ Đào Nha, tuyển mộ khoảng 2000 người Anh-điêng Guaraní. Họ khám phá và tiến sâu các vùng lãnh thổ của miền nam Brazil, Paraguay và Bolivia ngày nay bằng cách sử dụng mạng lưới đường mòn bản địa Peabiru. Họ cũng là những người châu Âu đầu tiên băng qua Chaco và tiếp xúc với vùng lãnh thổ bên ngoài Đế chế Inca trên những ngọn đồi của dãy Andes, gần Sucre.

## Ấn Độ Dương (1497–1513)

### Tuyến đường của Gama đến Ấn Độ

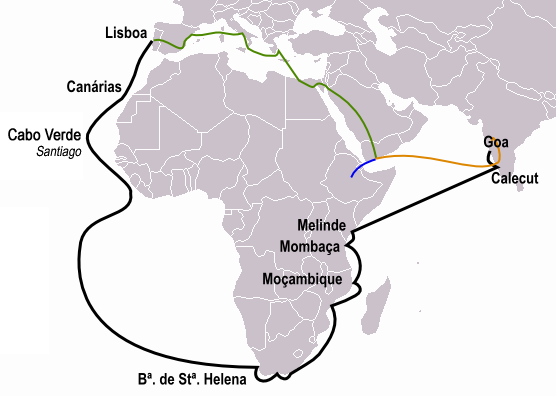
Tuyến đường của Vasco da Gama khoẳng năm 1497–1499 đến Ấn Độ (đen). Các hành trình trước của Pêro da Covilhã (cam) và Afonso de Paiva (lam), và tuyến đường chung của họ (lục)

Được bảo trợ khỏi sự cạnh tranh trực tiếp của Tây Ban Nha bởi hiệp ước Tordesillas, việc thăm dò và bành trướng về phía đông của Bồ Đào Nha tiếp tục. Hai lần, vào năm 1485 và 1488, Bồ Đào Nha chính thức chối bỏ ý tưởng đến Ấn Độ của Christopher Columbus bằng cách đi về phía tây. Vua John II không ủng hộ ý tưởng đó vì cho rằng ước tính 2.400 dặm (3.860 km) của Columbus không chính xác, và một phần cũng là vì Bartolomeu Dias đã vượt thành công mũi phía nam của châu Phi vào năm 1487, do đó triều đình Bồ Đào Nha tin rằng đi thuyền về phía đông sẽ ngắn hơn nhiều. Sự trở lại của Dias từ Mũi Hảo Vọng vào năm 1488 và chuyến đi của Pêro da Covilhã đến Ethiopia cho thấy sự trù phú của Ấn Độ Dương có thể tiếp cận được từ Đại Tây Dương. Một cuộc thám hiểm dài hạn đã được chuẩn bị.
Đời vua Manuel I xứ Bồ, vào tháng 7 năm 1497, một hạm đội thám hiểm nhỏ gồm bốn tàu và khoảng 170 người rời Lisbon dưới sự chỉ huy của Vasco da Gama. Đến tháng 12, hạm đội vượt qua sông Great Fish-nơi đoàn của Dias quay đầu trờ về châu Âu-và đi vào vùng biển chưa được phác bản đồ. Vào ngày 20 tháng 5 năm 1498, họ đến được Calicut. Những nỗ lực của Vasco da Gama để giao dịch thuận lợi bất thành bởi hàng hóa của ông không đủ nổi bật. Hai năm và hai ngày sau khi khởi hành, Gama và 55 thủy thủ sống sót trở về Bồ Đào Nha trong vinh quang, do họ là những người đầu tiên đi tàu từ châu Âu đến Ấn Độ.
Năm 1500, đoàn thứ hai, lớn hơn và gồm 1500 người được cử đến Ấn Độ. Dưới trướng Pedro Álvares Cabral, họ trông thấy đất liền Brazil; Sau đó, ở Ấn Độ Dương, một trong những chiếc tàu của Cabral cập bến Madagascar (1501), từng được khám phá một phần bởi Tristão da Cunha năm 1507; Mô-ri-xơ được phát hiện năm 1507, Socotra bị chiếm đóng năm 1506. Cùng năm đó, Lourenço de Almeida đổ bộ lên Sri Lanka, hòn đảo phía đông có tên "Taprobane" trong các ghi chép của nhà địa lý học Hy Lạp thế kỷ thứ IV của Alexander Đại đế tên là Megasthenes. Các thương điếm châu Âu đầu tiên được thành lập tại Kochi và Calicut (1501) và sau đó là Goa (1510).

### Các đảo Gia Vị và Trung Quốc

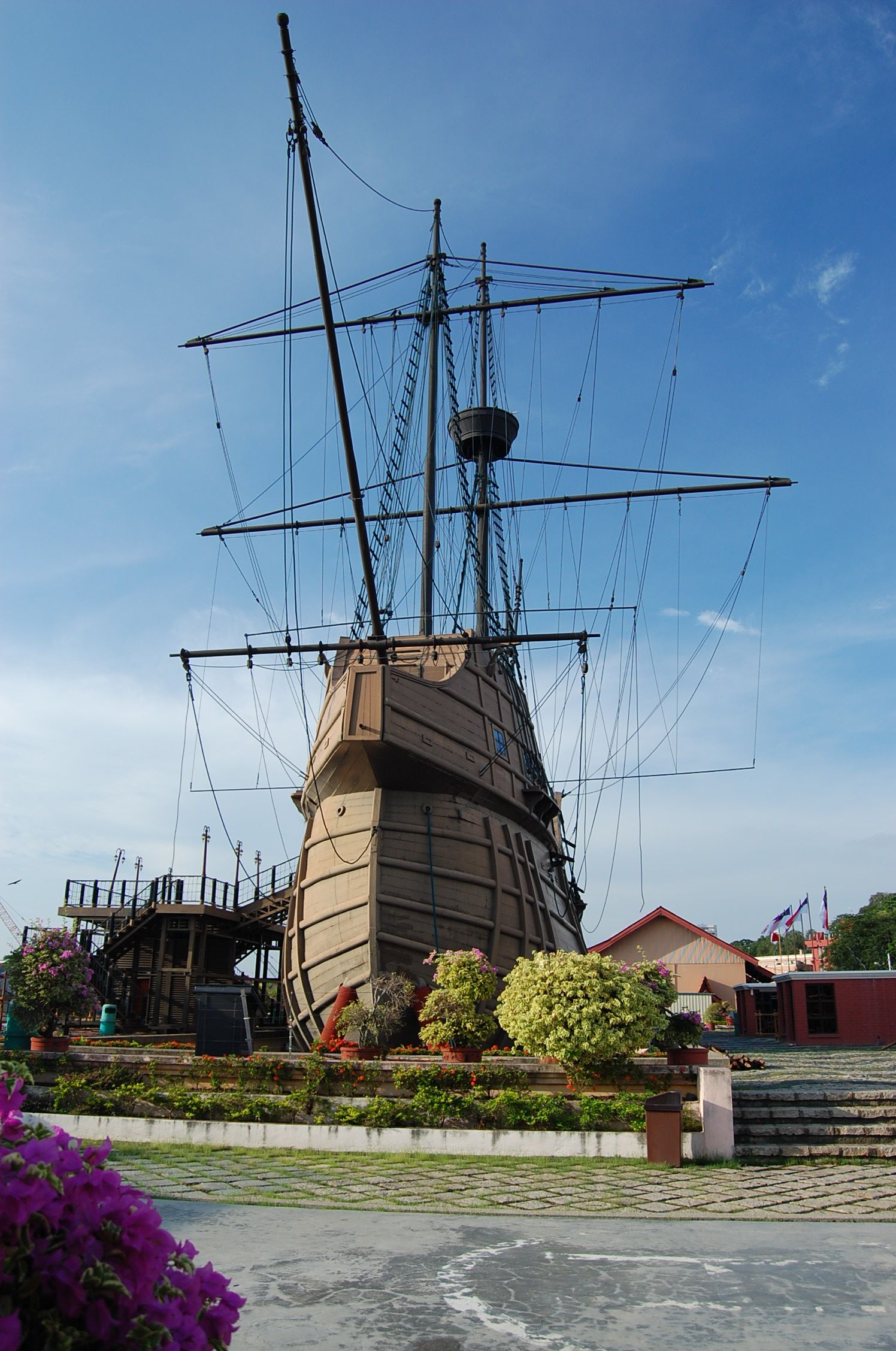
Bản sao của tàu carrack Flor de la Mar trở thành Bảo tàng Hàng hải của Malacca ở Malaysia.

Năm 1511, Afonso de Albuquerque chinh phục Malacca dưới lá cờ Bồ Đào Nha, bấy giờ là trung tâm thương mại châu Á. Albuquerque đã gửi một số phái đoàn ngoại giao về phía đông Malacca: Duarte Fernandes là đặc phái viên châu Âu đầu tiên đến Vương quốc Xiêm (Thái Lan hiện đại).
Hay tin về vị trí bí mật của các "đảo gia vị" hay quần đảo Maluku, chủ yếu là quần đảo Banda, bấy giờ là nguồn nhục đậu khấu và đinh hương duy nhất, Afonso đã gửi một chuyến viễn chinh dưới quyền António de Abreu đến Banda (thông qua Java và Quần đảo Sunda nhỏ hơn), nơi họ là những người châu Âu đầu tiên cập bến vào đầu năm 1512 sau khi lần theo con đường mà họ cũng đã đi qua trước đó như các đảo Buru, Ambon và Seram. Từ Banda Abreu trở về Malacca, sau khi bị tách khỏi đoàn bởi một vụ đắm tàu và đi về phía bắc, phó thuyền trưởng Francisco Serrão một lần nữa lại cập Ambon và chìm ở Ternate, nơi ông nhận được giấy phép xây dựng một thương điếm pháo đài Bồ Đào Nha: Pháo đài São João Baptista de Ternate, kiến tạo sự hiện diện của Bồ Đào Nha tại Quần đảo Malay.
Vào tháng 5 năm 1513, sứ thần Bồ Đào Nha Jorge Álvares đựoc cử đến Trung Quốc. Mặc dù ông là người châu Âu đầu tiên bước chân trên đảo Nội Linh Đinh ở Châu thổ sông Châu Giang nhưng Rafael Perestrello, một người anh em họ của Christopher Columbus, mới là nhà thám hiểm châu Âu đầu tiên tới bờ biển phía nam Trung Quốc đại lục và buôn bán tại Quảng Châu năm 1516. Rafael chỉ huy một tàu Bồ Đào Nha với thủy thủ đoàn từ một thuyền buồm khởi hành từ Malacca. Fernão Pires de Andrade đến thăm Quảng Châu năm 1517 và mở cửa giao thương với Trung Quốc. Người Bồ Đào Nha bị nhà Minh đánh đuổi năm 1521 tại Trận Truân Môn và năm 1522 tại Trận Thiến Thảo Loan, người Trung Quốc tịch thu được loại súng đại bác xoay của Bồ Đào Nha rồi cải biến chùng thành súng "Bật Lang Cơ" 佛郎機. Sau một vài thập kỷ, sự thù địch giữa người Bồ và Trung Quốc chấm dứt và vào năm 1557, Trung Quốc cho phép Bồ Đào Nha nhập cư ở Ma Cao.
Để củng cố độc quyền thương mại, Afonso de Albuquerque chiếm đóng Muscat và Hormuz ở Vịnh Ba Tư năm 1507 và năm 1515. Ông thiết lập quan hệ ngoại giao với Ba Tư. Vào năm 1513, trong chiến dịch đánh chiếm Aden, đoàn thám hiểm do Albuquerque dẫn đầu đã khám phá Biển Đỏ bên trong Bab al-Mandab và trú ẩn tại đảo Kamaran. Năm 1521, lực lượng của António Correia chiếm Bahrain, mở ra thời kỳ gần 80 năm cai trị của Bồ Đào Nha trên quần đảo này ở vùng Vịnh. Ở Biển Đỏ, Massawa là điểm xa nhất mà người Bồ Đào Nha thường lui tới cho đến năm 1541, khi một hạm đội của Estevão da Gama xâm nhập đến tận Suez.

## Thái Bình Dương (1513–1529)

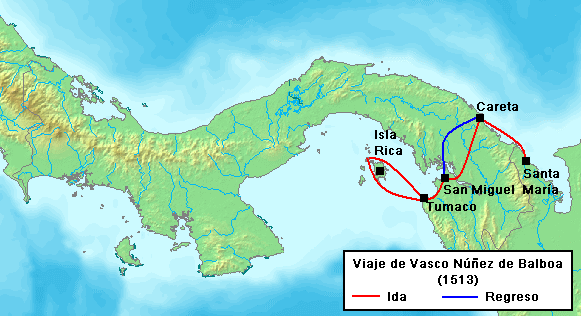
Hành trình của Vasco Núñez de Balboa đến "Biển Nam", năm 1513

### Phát hiện Thái Bình Dương
Năm 1513, khoảng 40 dặm (64 km) về phía nam của Acandí, nay thuộc Colombia, Vasco Núñez de Balboa nghe tin đồn về một vùng "biển khác" nhiều vàng. Với một ít tài nguyên và thông tin được cung cấp bởi các cacique địa phương (thủ lĩnh bộ tộc), ông băng qua eo Panama với 190 người Tây Ban Nha, một vài người dẫn đường bản địa và một đàn chó.
Sử dụng một tàu brigantine nhỏ và mười chiếc ca-nô bản địa, họ men theo bờ biển. Vào ngày 6 tháng 9, đoàn thám hiểm được tăng viện thêm 1.000 người. Trên quãng đường đầy gian truân, họ chạm trán với dân bản địa thù địch, tiến vào rừng sâu rậm rạp và leo dãy đồi núi dọc sông Chucunaque mà nghe đồn là có thể thấy được "biển khác" nếu leo tới đỉnh. Balboa tiến trước và vào buổi trưa ngày 25 tháng 9, ông phát hiện ở phía chân trời một vùng biển lạ, trở thành người châu Âu đầu tiên chiêm ngưỡng và đến được Thái Bình Dương từ Tân thế giới. Đoàn thám hiểm xuống bờ để do thám, trở thành những người châu Âu đầu tiên định vị Thái Bình Dương từ Tân thế giới. Sau khi đi được hơn 110 km (68 dặm), Balboa đặt tên cho vịnh nơi họ dừng chân là San Miguel. Ông đặt tên cho biển này là Mar del Sur (Biển Nam) vì họ đi xuống nam để tìm nó. Mục đích chính của Balboa trong cuộc thám hiểm là tìm kiếm các vương quốc nhiều vàng. Ông băng qua vùng đất của các cacique, đặt tên cho hòn đảo lớn nhất là Isla Rica (Đảo Giàu, ngày nay gọi là Isla del Rey). Ông đặt tên cho toàn bộ khu vực là Archipiélago de las Perlas, cái tên mà vẫn được sử dụng tới tận ngày nay.

### Các tiến triển về phía đông
Từ năm 1515-1516, hạm đội Tây Ban Nha của Juan Díaz de Solís men theo đường bờ biển phía đông Nam Mỹ đến tận Río de la Plata. Solís đặt tên cho nơi này ngay trước khi chết trong nỗ lực tìm kiếm "Biển Nam".

### Hành trình vòng quanh Trái Đất đầu tiên

Lộ trình của Magellan-Elcano đi vòng quanh thế giới (1519–1522)

Đến năm 1516, một số nhà hàng hải Bồ Đào Nha uất ức vua Manuel I xứ Bồ, đã tập trung tại Seville để phụng sự vua Charles I mới đăng cơ của vương quốc Tây Ban Nha. Trong số đó có các nhà thám hiểm Diogo và Duarte Barbosa, Estêvão Gomes, João Serrão và Ferdinand Magellan, các nhà phác bản đồ Jorge Reinel và Diogo Ribeiro, các nhà thiên văn học Francisco và Ruy Faleiro và thương gia người Flemish Christopher de Haro. Ferdinand Magellan (người đã giong buồm đến Ấn Độ dưới lá cờ Bồ Đào Nha dừng chân tại Quần đảo Maluku năm 1513, vẫn giữ liên lạc với Francisco Serrão sống ở đó) phát triển lý thuyết rằng các đảo này nằm trong khu vực Tordesillas của Tây Ban Nha, được hỗ trợ bởi nghiên cứu của anh em Faleiro.
Hay tin những nỗ lực của người Tây Ban Nha trong việc tìm đường đến Ấn Độ bằng cách đi về phía tây, Magellan đã trình bày kế hoạch của ông với vua Charles I của Tây Ban Nha. Nhà vua và Christopher de Haro quyết định tài trợ cho cuộc thám hiểm của Magellan. Một hạm đội được tập hợp và các nhà hàng hải Tây Ban Nha như Juan Sebastián Elcano đồng ý tham gia vào cuộc viễn chinh. Vào ngày 10 tháng 8 năm 1519, họ khởi hành từ Seville với một đội tàu gồm năm chiếc: Trinidad là kỳ hạm dưới sự chỉ huy của Magellan, San Antonio, Concepcion, Santiago và Victoria; (cái đầu là một chiếc ca-ra-vê và số còn lại là tàu carrack hay "naus") với một thủy thủ đoàn gồm khoảng 237 người đa quốc tịch, Mục tiêu của họ là Quần đảo Maluku nhưng phải tới đó từ phía Tây, đòi chủ quyền của chúng cho vương quốc Tây Ban Nha.

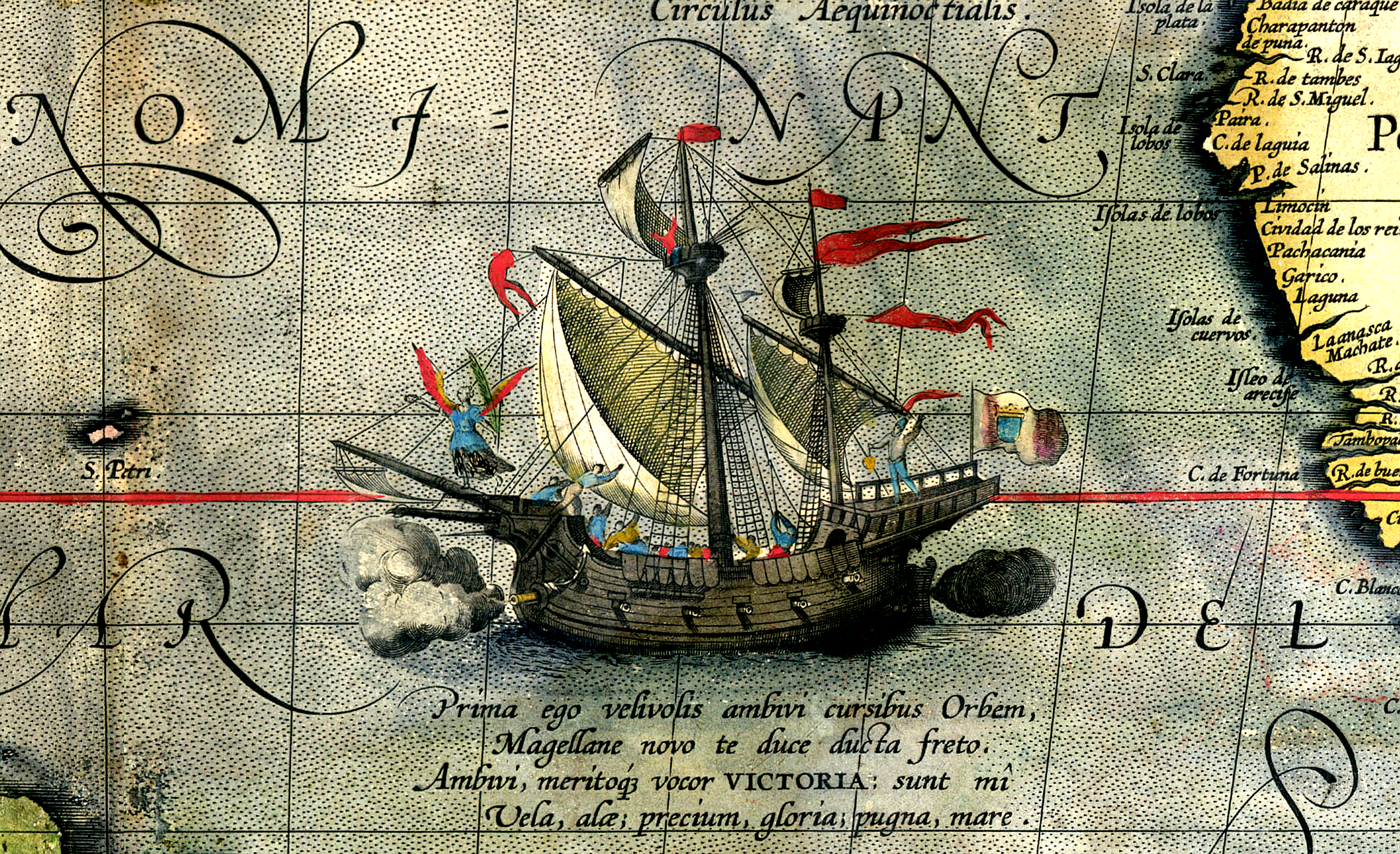
Victoria, con tàu duy nhất chinh phục chuyến đi vòng quanh thế giới. (Từ Maris Pacifici bởi Ortelius, 1589.)

Hạm đội đi xuống phía nam, tránh các lãnh thổ Bồ Đào Nha ở Brazil và trở thành những người đầu tiên đặt chân đến Tierra del Fuego ở mũi châu Mỹ. Vào ngày 21 tháng 10, bắt đầu từ Mũi Virgenes, họ vượt qua một eo biển dài 373 dặm (600 km) đầy gian nan mà Magellan đặt tên là Estrecho de Todos los Santos, chính là Eo biển Magellan hiện đại. Vào ngày 28 tháng 11, ba chiếc tàu sang được Thái Bình Dương, họ đặt tên nó là Mar Pacífico vì vùng nước lặng. Đoàn thám hiểm vượt Thái Bình Dương nhưng Magellan bỏ mạng trong trận Mactan ở Philippines. Juan Sebastián Elcano sau đó được bổ nhiệm thành lãnh đạo trong suốt hành trình còn lại, cập bến Quần đảo Gia Vị vào năm 1521. Vào ngày 6 tháng 9 năm 1522, tàu Victoria trở về Tây Ban Nha, hoàn thành chuyến đi vòng địa cầu đầu tiên trong lịch sử. Chỉ có 18 người quay trở lại Tây Ban Nha trên một con tàu duy nhất do Elcano dẫn đầu. Có thêm 17 thủy thủ khác sống sót trở về sau đó: 12 người bị Bồ Đào Nha bắt ở Mũi Verde vài tuần trước đó, và từ năm 1525 đến 1527, 5 người sống sót quay trở lại trên tàu Trinidad. Antonio Pigafetta, một học giả và lữ khách người Venice, người đã tình nguyện tham gia và trở thành trợ lý đắc lực của Magellan, giữ một nhật ký kể lại chi tiết về chuyến hành trình.
Chuyến du ngoạn này đã đem lại cho Tây Ban Nha những kiến thức quý giá về thế giới và các đại dương mà sau này sẽ giúp ích cho việc thăm dò và định cư của họ ở Philippines. Mặc dù không phải là giải pháp thay thế khả thi cho tuyến đường Bồ Đào Nha ngắn hơn quanh Châu Phi (do Eo biển Magellan quá xa về phía nam và Thái Bình Dương quá rộng lớn), các đoàn thám hiểm Tây Ban Nha đã sử dụng vốn kiến thức này để khám phá Thái Bình Dương và phát hiện các hải tuyến giao thương giữa Acapulco ở Tân Tây Ban Nha (Mexico ngày nay) với Manila ở Philippines.

### Thăm dò về phía tây và phía đông tụ họp

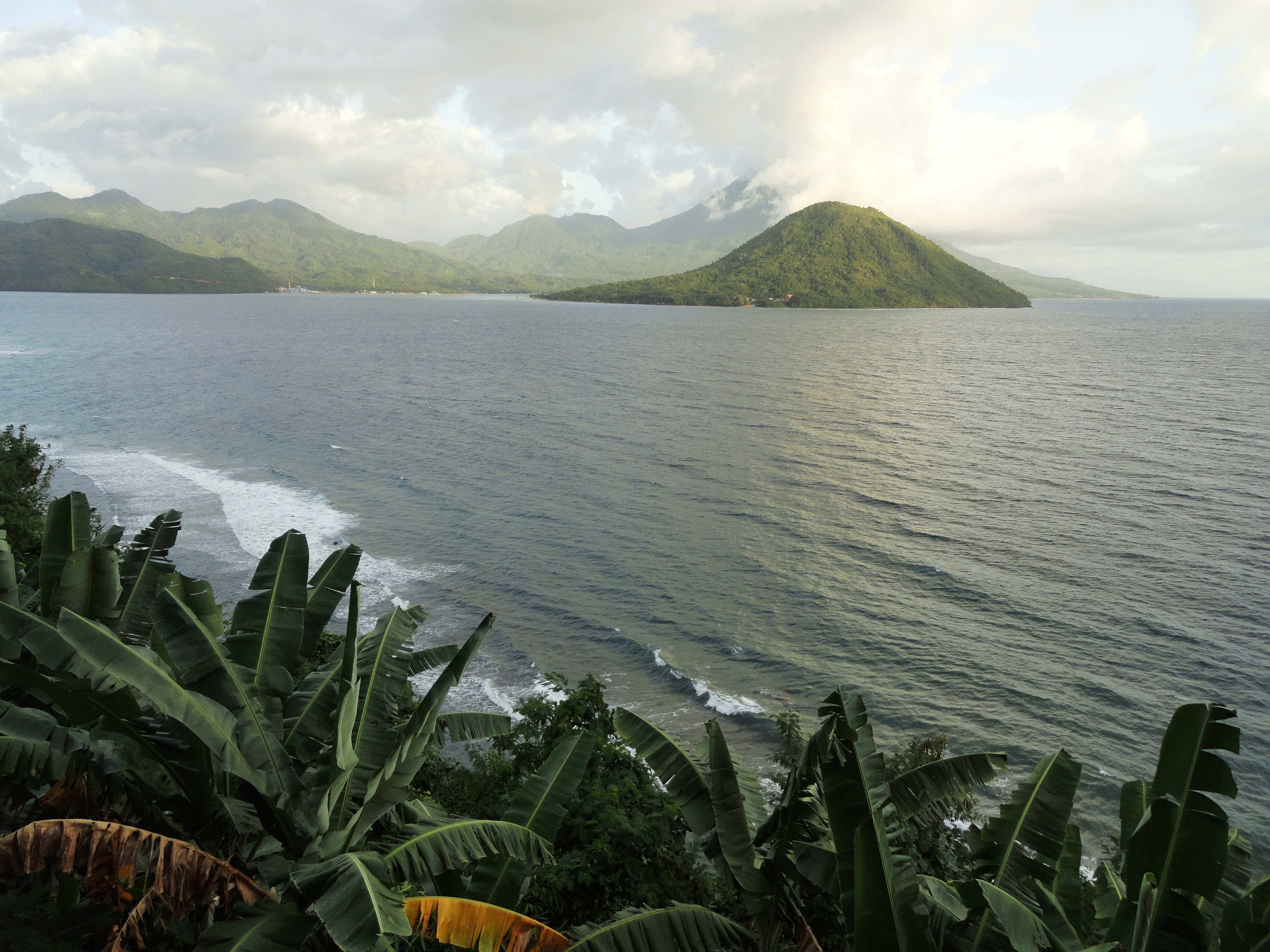
Quang cảnh nhìn từ Ternate sang các đảo Tidore tại Maluku, nơi những cuộc viễn chinh về phía đông của Bồ Đào Nha và về phía tây của Tây Ban Nha đụng chạm giữa năm 1522 và 1529

Các nỗ lực bất thành của Saavedra để tìm hải tuyến từ Maluku về Tân Tây Ban Nha (Mexico) năm 1529

Ngay sau cuộc thám hiểm của Magellan, người Bồ Đào Nha tức tốc bắt giữ số thủy thủ sống sót và cho xây một pháo đài ở Ternate. Năm 1525, Charles I của Tây Ban Nha phái một đoàn thám hiểm khác về phía tây để đánh chiếm quần đảo Maluku, tuyên bố chủ quyền của Tây Ban Nha dựa trên Hiệp ước Tordesillas. Hạm đội gồm 7 tàu và 450 thủy thủ, chỉ huy bởi García Jofre de Loaísa và quy tụ các nhà hàng hải nổi tiếng của Tây Ban Nha: Juan Sebastián Elcano và Loaísa (người đã mất mạng sau đó) và Andrés de Urdaneta.
Gần eo biển Magellan, một trong những con tàu gặp bão rồi bị đẩy xuống nam, đạt tới 56°Nam. Họ khẳng định là đã nhìn thấy nơi "tận cùng trái đất": đây là lần đầu tiên Mũi Horn bị vượt qua. Đoàn viễn chinh gặp khó khăn trong hành trình và phải cập cảng Tidore. Xung đột với người Bồ Đào Nha nổ ra ở Ternate gần đó là không thể tránh khỏi, châm ngòi gần một thập kỷ những cuộc tranh giành lãnh thổ ở biển.
Vì không có giới hạn phía đông đối với đường kẻ Tordesillas, cả hai vương quốc đã tổ chức các hội nghị để giải quyết tranh chấp lãnh thổ. Từ năm 1524-1529, các chuyên gia Bồ Đào Nha và Tây Ban Nha đã gặp nhau tại Badajoz-Elvas để tìm vị trí chính xác của đường đối lập Tordesillas, nhằm chia địa cầu thành hai bán cầu bằng nhau. Mỗi vương quốc bổ nhiệm ba nhà thiên văn học và người phác bản đồ, ba thuyền trưởng và ba nhà toán học. Lopo Homem, người phác bản đồ và nhà thiên văn học Bồ Đào Nha đã tham gia hội ý, cùng với người phác bản đồ Diogo Ribeiro bên phái đoàn Tây Ban Nha. Hội đồng tụ họp nhiều lần mà không đi đến được thỏa thuận nào: kiến thức tại thời điểm đó không đủ để tính toán kinh độ chính xác của đường kẻ còn các bên thì cương quyết đòi chủ quyền các hòn đảo. Vấn đề được giải quyết vào năm 1529, sau một cuộc đàm phán dai dẳng, kết thúc bằng việc ký kết Hiệp ước Zaragoza, quy kết quần đảo Maluku cho Bồ Đào Nha và Philippines cho Tây Ban Nha.
Từ năm 1525 đến 1528, Bồ Đào Nha đã gửi một số chuyến thám hiểm quanh Quần đảo Maluku. Gomes de Sequeira và Diogo da Rocha được gửi lên phía bắc bởi thống đốc Ternate Jorge de Menezes và họ trở thành những người châu Âu đầu tiên đến Quần đảo Caroline, nơi họ đặt tên là "Quần đảo de Sequeira". Năm 1526, Jorge de Meneses cập cảng các đảo Biak và Waigeo ở Papua New Guinea. Dựa trên những khám phá này mà nhà sử học người Úc Kenneth McIntyre đã đề xướng giả thuyết khám phá Úc của Bồ Đào Nha, khẳng định rằng Cristóvão de Mendonça và Gomes de Sequeira đã tìm ra châu Úc đầu tiên.

## Tây Ban Nha tiến hành cuộc chinh phạt Châu Mỹ (1519–1532)
Tin đồn về các hòn đảo chưa được khám phá ở tây bắc của Hispaniola đã đến tai Tây Ban Nha vào năm 1511 và được vua Fernando II của Aragon quan tâm. Trong khi người Bồ đã đạt được những thành tựu to lớn ở Ấn Độ Dương, người Tây Ban Nha lại đầu tư vào công cuộc khám phá nội địa châu Mỹ để tìm kiếm vàng và các tài nguyên quý giá khác. Thành viên của những cuộc khám phá này được gọi là những "conquistador". Họ có xuất thân khác nhau, người là nghệ nhân, người là thương nhân, có khi lại là giáo sĩ, tiểu quý tộc và đôi khi là cả nô lệ tự do, nhưng họ có cùng chung một mục đích là tìm kiếm tiền tài và danh vọng ở Tân Thế Giới. Các conquistador phải tự chu cấp cho các cuộc viễn chinh và đa số họ đều không có kinh nghiệm chinh chiến.
Ở châu Mỹ, người Tây Ban Nha đã tìm thấy nhiều đế quốc rộng lớn và tấp nập như ở châu Âu. Mặc cho quân số conquistador ít hơn, họ vẫn lật đổ được những liệt cường này. Trong thời kì này, đại dịch bệnh từ châu Âu như bệnh đậu mùa tàn phá dân cư bản địa. Sau khi chủ quyền của Tây Ban Nha được thiết lập, Tây Ban Nha tập trung vào việc khai thác và xuất khẩu vàng và bạc.
Năm 1512, để trao thưởng cho Juan Ponce de León vì đã phát hiện Puerto Rico vào năm 1508, vua Ferdinand đã thúc giục ông khám phá những vùng đất mới. Ông sẽ được ban chức thống đốc của những vùng đất mà ông khám phá, nhưng phải tự mình chu cấp cho tất cả các cuộc thám hiểm đó. Với ba con tàu và khoảng 200 thủy thủ, Léon khởi hành từ Puerto Rico vào tháng 3 năm 1513. Vào tháng 4, họ nhìn thấy đất liền và đặt tên dải đất đó là La Florida, vì đang là mùa Phục sinh (Florida). Ông là người châu Âu đầu tiên đặt chân lên vùng đất này, nơi mà ông lầm tưởng là một hòn đảo. Địa điểm đổ bộ của León đang bị tranh cãi giữa St. Augustine, Ponce de León Inlet và Melbourne Beach. Họ tiến về phía nam và vào ngày 8 tháng 4 đã gặp một dòng chảy mạnh đến nỗi nó đẩy họ lùi lại: đây là cuộc chạm trán đầu tiên với dòng Hải lưu Gulf Stream, sau này sẽ cực kì quan trọng trong chuyến hành trình từ Ấn về Âu. Họ tiến tới Vịnh Biscayne, Dry Tortugas rồi chuyển hướng về phía tây nam nhằm vòng qua Cuba để trở về, cập bến Grand Bahama vào tháng Bảy.

### Cortés ở Mexico và Đế quốc Aztec

Lộ trình của Cortés trong nội địa Trung Bộ Mỹ 1519–1521

Năm 1517, thống đốc Velázquez de Cuéllar của Cuba cử một hạm đội dẫn đầu bởi Hernández de Córdoba đi khám phá bán đảo Yucatán. Họ đổ bộ và được người Maya chào đón, nhưng bị phục kích lúc ban đêm và chỉ còn một số ít quay trở về. Velázquez sau đó cử một đoàn thám hiểm khác do cháu trai ông Juan de Grijalva chỉ huy, đi thuyền về phía nam dọc bờ biển tới Tabasco, lãnh thổ của đế quốc Aztec. Năm 1518, Velázquez trao cho thị trưởng thủ phủ của Cuba, Hernán Cortés, một đoàn thám hiểm để thám thính nội địa Mexico, nhưng do hiếm khích cũ giữa họ, đã khước từ lời đề nghị.
Vào tháng 2 năm 1519, Cortés vẫn ra khơi chống chế. Với khoảng 11 tàu, 500 thủy thủ, 13 con ngựa và một số lượng nhỏ pháo đổ bộ lên Yucatán, lãnh thổ của người Maya, tuyên bố giành đất cho vương miện Tây Ban Nha. Từ Trinidad, ông tiến tới Tabasco và giành chiến thắng trước người bản xứ. Ông được trao cho một nữ nô lệ tên La Malinche, người tình tương lai của ông. Bà biết nói hai ngôn ngữ là tiếng Nahuatl (Aztec) và tiếng Maya, rồi trở thành một thông dịch viên và cố vấn có giá trị. Thông qua bà, Cortés biết về Đế quốc Aztec thịnh vượng.
Vào tháng 7, người của ông tiếp quản Veracruz và ông thuyết phục được vị vua mới Charles I của Tây Ban Nha bảo hộ cuộc chinh phạt.[121] Cortés yêu cầu được gặp mặt Hoàng đế Aztec Montezuma II, người liên tục khước từ lời đề nghị của ông. Họ tiến đến Tenochtitlan và trên đường lập liên minh với nhiều bộ lạc và thành bang thù địch người Aztec. Vào tháng 10, đoàn Tây Ban Nha hội quân với 3.000 chiến binh Tlaxcaltec, hành quân đến Cholula, thành bang lớn thứ hai tại miền trung Mexico. Để gieo rắc nỗi sợ và răn đe những kẻ chống đối, ông cho hành quyết hàng ngàn quý tộc và cho đốt một phần thành phố.

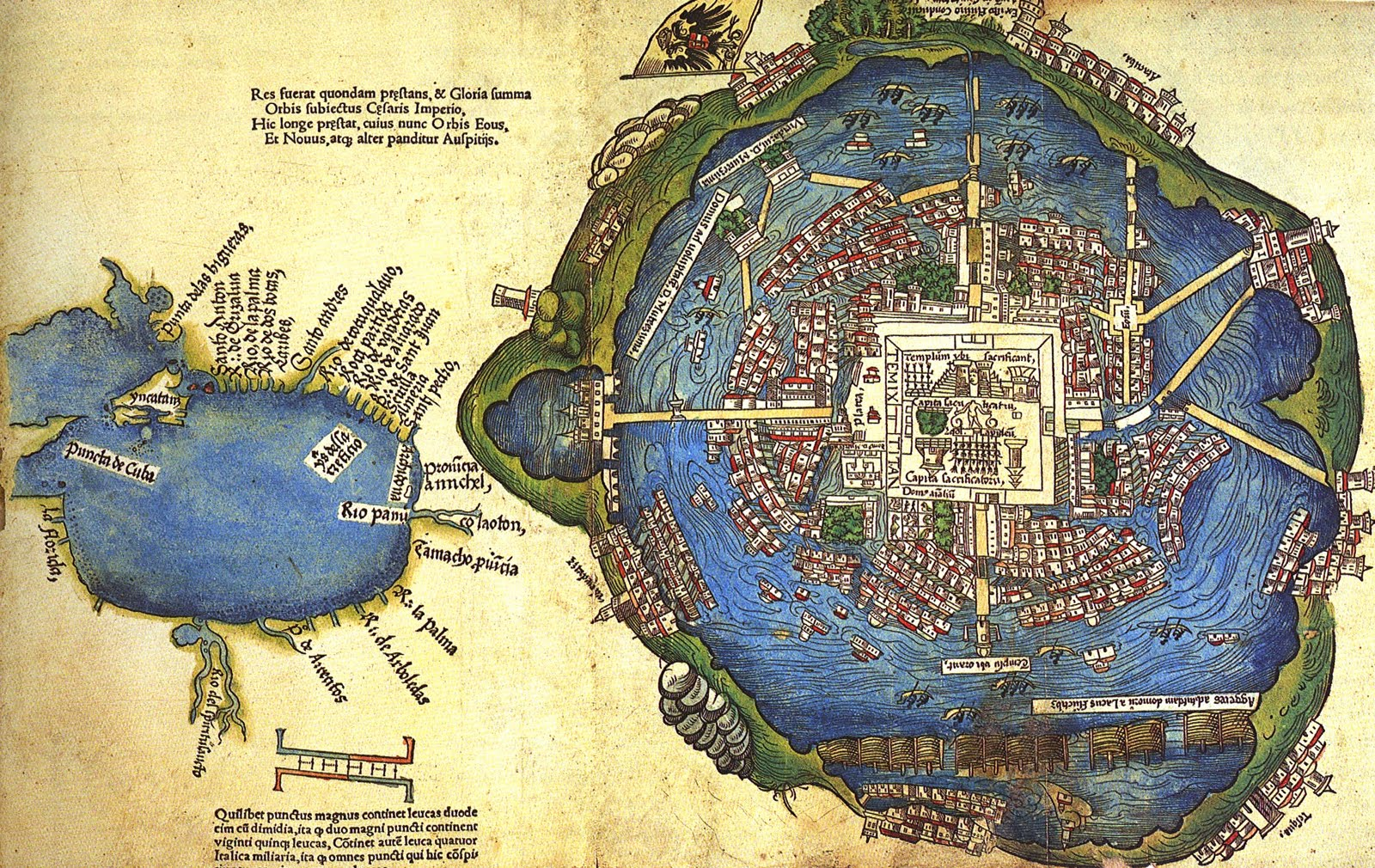
Sơ đồ thành Tenochtitlán và vịnh Mexico phác thảo bởi người của Cortés, năm 1524, Thư viện Newberry, Chicago

Đến được Tenochtitlan vào ngày 8 tháng 11, họ được Moctezuma II đón tiếp tử tế, cố tình cho Cortés vào trung tâm của Đế quốc Aztec nhằm hiểu rõ hơn ý định của người Tây Ban Nha và đánh bại họ sau này. Vị hoàng đế dâng tặng họ những món quà xa hoa bằng vàng, thứ mà người Tây Ban Nha thèm khát. Trong những bức thư gửi cho vua Charles, Cortés huênh hoang khẳng định rằng ông được người Aztec coi là sứ giả của vị thần rắn có lông Quetzalcoatl hoặc chính là vị Quetzalcoatl-một chi tiết gây tranh cãi trong cộng đồng sử gia hiện đại. Hay tin quân Aztec đánh úp người của Cortés trên bờ biển, Cortés bắt giữ Hoàng đế làm con tin và đòi tiền chuộc để dâng về cho vua Charles.
Trong khi đó, Velasquez đã gửi một đoàn thám hiểm khác, chỉ huy bởi Pánfilo de Narváez đi bắt Cortès, cập bến Mexico vào tháng 4 năm 1520 với 1.100 lính. Cortés để lại 200 lính ở Tenochtitlan và mang phần còn lại đối đầu với Narvaez. Cortés chiến thắng và thuyết phục quân của Narváez đi cùng ông. Ở Tenochtitlán, một trong số các trung úy của Cortés thảm sát quý tộc Aztec tại Đền Lớn, châm ngòi cho cuộc khởi nghĩa của người Aztec. Cortés nhanh chóng quay trở lại, thuyết phục Moctezuma trấn áp đám đông nhưng hoàng đế Aztec đã bị giết (không rõ thủ phạm). Quân Tây Ban Nha tháo chạy về Tlaxcaltec trong sự kiện Noche Triste (Đêm Sầu) với thương vong lớn. Phần lớn kho báu cướp phá được bị đánh rơi trong cuộc chạy trốn. Sau trận Otumba, họ chạy về Tlaxcala, mất 870 lính. Sau khi có được sự trợ giúp của các đồng minh và quân tiếp viện từ Cuba, Cortés vây hãm Tenochtitlán và bắt Cuauhtémoc vào tháng 8 năm 1521. Đế quốc Aztec chính thức sụp đổ sau khi thành đô Tenochtitlan thất thủ, Cortés tuyên bố chủ quyền của Tây Ban Nha và thành lập Thành phố Mexico.

### Pizarro ở Peru và Đế quốc Inca

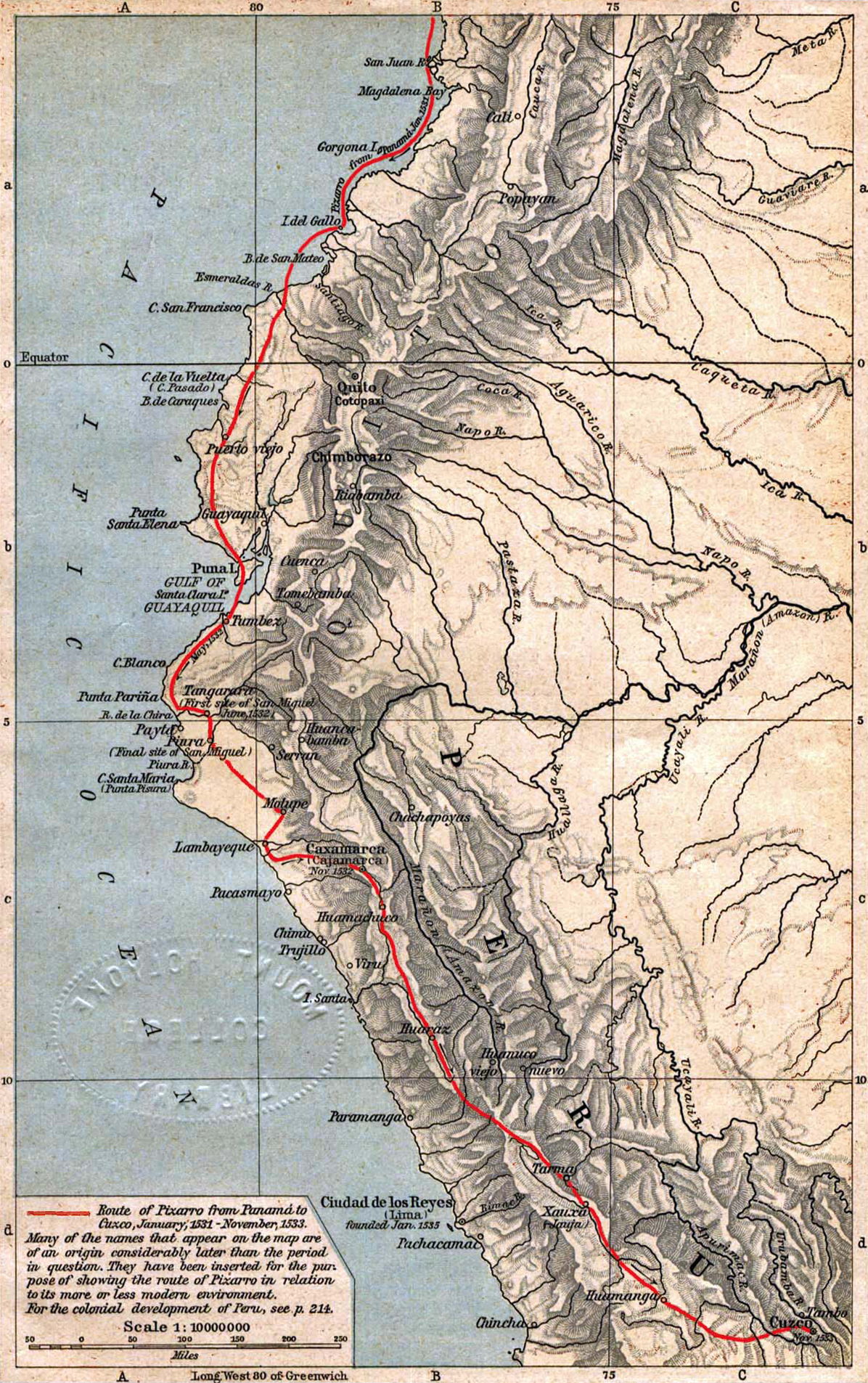
Lộ trình của Francisco Pizarro trong cuộc chinh phạt Peru (1531–1533)

Nỗ lực đầu tiên để khám phá miền tây Nam Mỹ là vào năm 1522 bởi Pascual de Andagoya. Người Nam Mỹ bản địa kể với ông về một đất nước thịnh vượng trên một con sông tên là Pirú. Đến sông San Juan (Colombia), Andagoya đổ bệnh và trở về Panama, nơi ông lan truyền tin tức về "Pirú", thành phố bằng vàng El Dorado huyền thoại. Những tin tức này, cùng với các cuộc chinh phạt mới đây của Hernán Cortés, đã thu hút sự chú ý của Pizarro.
Francisco Pizarro khởi hành cùng Balboa trong chuyến vượt eo đất Panama. Năm 1524, ông thiết lập quan hệ đối tác với linh mục Hernando de Luque và conquistador Diego de Almagro để khám phá miền nam, đồng ý sẻ chia lợi nhuận. Họ thành lập tập đoàn viễn chinh với tên là "Empresa del Levante" (tiếng Anh: Company of the Levant): Pizarro là chỉ huy, Almagro cung cấp quân lực và thực phẩm, và Luque sẽ chịu trách nhiệm về tài chính và nhu yếu phẩm bổ sung.
Vào ngày 13 tháng 9 năm 1524, chuyến thám hiểm đầu tiên trong ba cuộc thám hiểm Peru gồm khoảng 80 người và 40 con ngựa. Cuộc thám hiểm là một thất bại, họ tới được Colombia nhưng chịu thua do thời tiết xấu, cái đói và xung đột với dân bản địa thù địch, Almagro còn bị mất một mắt. Các địa danh được đặt dọc theo tuyến đường của họ sở hữu những cái tên như Puerto deseado (cảng mong muốn), Puerto del hambre (cảng đói) và Puerto quemado (cảng thiêu rụi), chứng thực cho những khó khăn trong hành trình gian nan của họ. Hai năm sau, cuộc thám hiểm thứ hai được thành lập với sự cho phép miễn cưỡng từ Thống đốc Panama. Vào tháng 8 năm 1526, họ rời đi với 2 con tàu, 160 người và nhiều con ngựa. Khi đến sông San Juan, họ tách ra, Pizarro ở lại để khám phá bờ biển đầm lầy và Almagro trở lại Panama để lấy thêm đồ tiếp viện. Thuyền trưởng chính của Pizarro dòng buồm về phía nam và sau khi băng qua đường xích đạo, đã bắt được một chiếc bè từ Tumbes. Họ ngạc nhiên khi nó chở đầy vải dệt, gốm, vàng, bạc và ngọc lục bảo. Almagro kịp thời mang thêm quân tiếp viện và họ lại tiếp tục chuyến hành trình. Sau chuyến đi phải đối mặt với những cơn gió và dòng chảy mạnh, họ đến được Atacames nơi tìm thấy một khu định cư lớn nằm dưới ách cai trị của người Inca.
Pizarro vẫn an toàn gần bờ biển, trong khi Almagro và Luque quay trở lại lấy thêm tiếp viện và mang theo bằng chứng về vàng được đồn đại. Thống đốc mới khước từ một cuộc thám hiểm thứ ba và ra lệnh cho hai con tàu ngay lập tức trở về Panama. Almagro và Luque quyết định gia nhập với Pizarro. Khi họ đến Isla de Gallo, Pizarro đã vẽ một đường trên cát, nói dõng dạc: "Peru ở đó với sự giàu có của nó; Panama ở đây với sự nghèo khổ của nó. Hãy chọn, mỗi người, điều tốt nhất để trở thành một người Castilia dũng cảm." Mười ba người đàn ông quyết định ở lại và đời sau gọi họ là The Famous Thirteen. Đoàn của Pizarro tới La Isla Gorgona, nơi họ ở lại bảy tháng chờ đồ tiếp tế.
Họ quyết định đi thuyền về phía nam và đến tháng 4 năm 1528, đổ bộ lên Tumbes phía tây bắc Peru và được người Tumpis địa phương đón chào nồng nhiệt. Hai người của Pizarro đã báo cáo sự giàu có đáng kinh ngạc, bao gồm cả đồ trang trí bằng vàng và bạc xung quanh nhà của tù trưởng. Lần đầu tiên họ nhìn thấy một con llama mà Pizarro gọi là "những con lạc đà nhỏ". Người bản địa đặt tên cho người Tây Ban Nha là "Những đứa trẻ của Mặt trời" vì nước da trắng và những chiếc áo giáp rực rỡ mà họ mặc. Sau đó, họ quyết định trở về Panama để chuẩn bị một chuyến thám hiểm cuối cùng. Trước khi rời đi, họ đi thuyền về phía nam qua các vùng lãnh thổ mà họ đặt tên là Cabo Blanco, cảng Payta, Sechura, Punta de Aguja, Santa Cruz và Trujillo, đạt đến 9 độ nam.
Vào mùa xuân năm 1528, Pizarro về Tây Ban Nha, nơi ông diện kiến vua Charles I. Nhà vua đã nghe về những chuyến thám hiểm của ông ở vùng đất giàu vàng và bạc và hứa sẽ trợ cấp cho ông. Capitulación de Toledo ủy quyền cho Pizarro tiến hành cuộc chinh phạt Peru. Pizarro sau đó đã có thể thuyết phục được nhiều bạn bè và người thân tham gia chuyến viễn chinh, bao gồm: Hernándo Pizarro, Juan Pizarro, Gonzalo Pizarro và cả Francisco de Orellana, người sau này sẽ khám phá sông Amazon, và người anh em họ Pedro Pizarro.
Chuyến thám hiểm thứ ba và cuối cùng của Pizarro rời Panama đến Peru vào ngày 27 tháng 12 năm 1530. Với ba con tàu và 180 người, họ xuống thuyền gần Ecuador và đi thuyền đến Tumbes, thấy rằng nơi này đã bị phá hủy. Họ tiến vào sâu trong nội địa và thành lập khu định cư Tây Ban Nha đầu tiên ở Peru, San Miguel de Piura. Một trinh sát của đoàn gặp một phái viên Inca và báo tin lại cho đoàn thám hiểm chuẩn bị cho một cuộc gặp mặt. Tumbes bị hủy diệt là do đế quốc Inca đang chìm trong một cuộc nội chiến đẫm máu và Atahualpa đang ở miền bắc Peru, sau khi đánh bại Huáscar. Sau khi hành quân được hai tháng, họ diện kiến trước hoàng đế Atahualpa. Tuy nhiên, vị hoàng đế khinh thường người Tây Ban Nha và "không quy thuận bất kỳ ai". Người Tây Ban Nha có 200 quân đối đầu với 80.000 quân Inca. Tuy bị áp đảo, Pizarro chiến thắng trận Cajamarca, bắt sống Atahualpa và đòi tiền chuộc. Mặc dù đã thực hiện lời hứa "vàng lấp đầy một phòng và bạc lấp đầy hai phòng", ông bị kết án vì giết anh trai Huáscar và âm mưu chống lại Pizarro. Vị hoàng đế cuối cùng của đế quốc Inca độc lập bị hành quyết.
Năm 1533, Pizarro chiếm thành Cuzco cùng với quân đồng minh bản địa và viết cho vua Charles I: "Thành phố này có thể coi là vĩ đại nhất và đẹp nhất ở đất nước này hoặc bất cứ nơi nào ở Ấn Độ... nó quả thật rất đẹp và có những tòa nhà lộng lẫy đến mức nó sẽ nổi bật ngay cả ở Tây Ban Nha." Sau khi người Tây Ban Nha hoàn thành cuộc chinh phạt Peru, Jauja tại Thung lũng Mantaro màu mỡ được lấy làm thủ đô tạm thời của Peru, nhưng do ở trên núi, không thuận tiện việc đi lại, Pizarro cho thành lập Lima vào ngày 18 tháng 1 năm 1535, mà Pizarro coi là thành tựu đáng nhớ nhất trong cuộc đời ông.

## Tuyến giao thương mới (1542–1565)

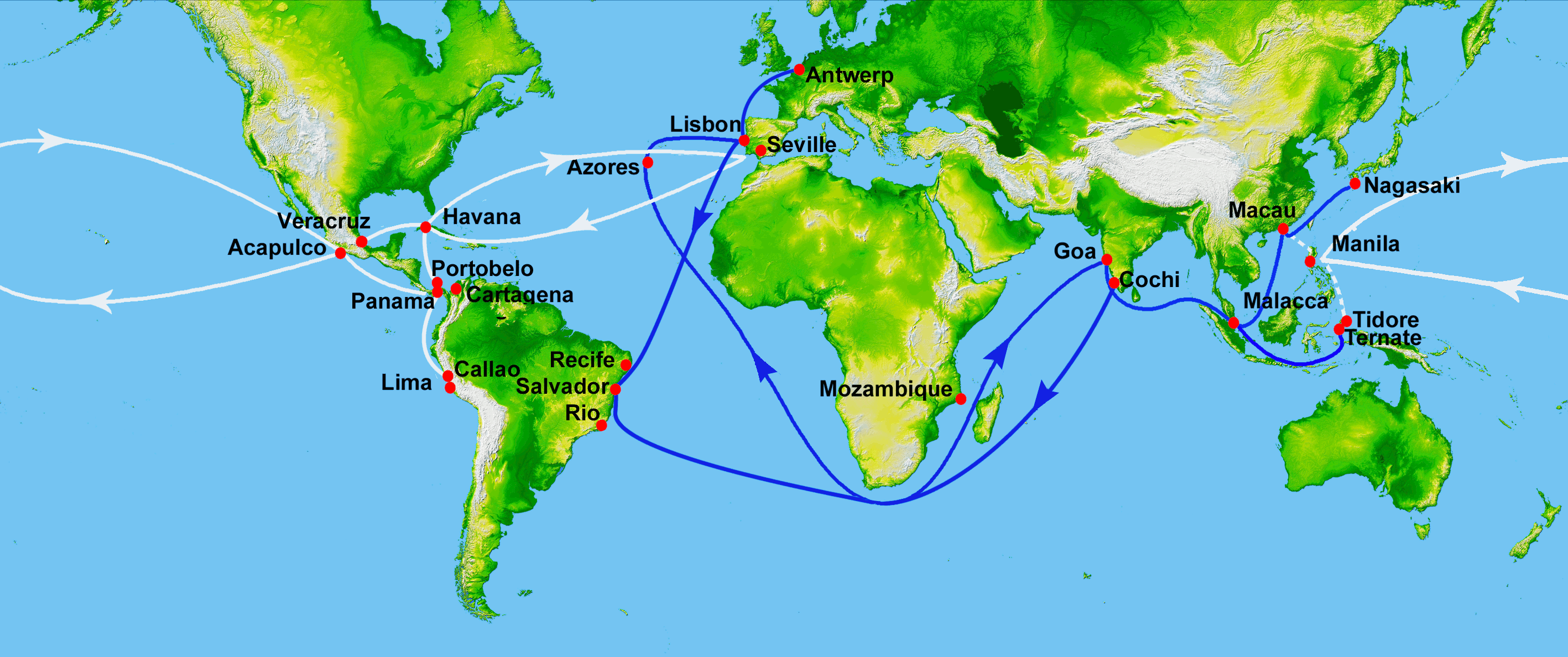
Tuyến thương mại của người Bồ (xanh lam) và tuyến giao thương Galeón de Manila của Tây Ban Nha (trắng) thành lập năm 1568

Năm 1543, ba thương nhân Bồ Đào Nha vô tình trở thành những người phương Tây đầu tiên cập bến và giao dịch với Nhật Bản. Theo Fernão Mendes Pinto, người tự nhận là đã tham gia cuộc hành trình đó, họ đã đến Tanegashima, nơi dân địa phương rất ấn tượng với công nghệ súng của họ, mà sau này được người Nhật học hỏi và chế tạo trên quy mô lớn.
Vua Philip II của Tây Ban Nha phát động cuộc chinh phạt Phillipines và bổ nhiệm Andrés de Urdaneta đi đánh chiếm quần đảo. Urdaneta chấp thuận nhưng không trực tiếp chỉ huy quân đội; Miguel López de Legazpi thay thế ông làm lãnh đạo. Đoàn viễn chinh ra khơi vào tháng 11 năm 1564. Sau khi dành một chút thời gian trên các hòn đảo, Legazpi gửi Urdaneta đi tìm tuyến đường trở về thuận lợi hơn. Urdaneta rời San Miguel trên đảo Cebu vào ngày 1 tháng 6 năm 1565, nhưng buộc phải tới tận 38 độ vĩ Bắc để đón gió.

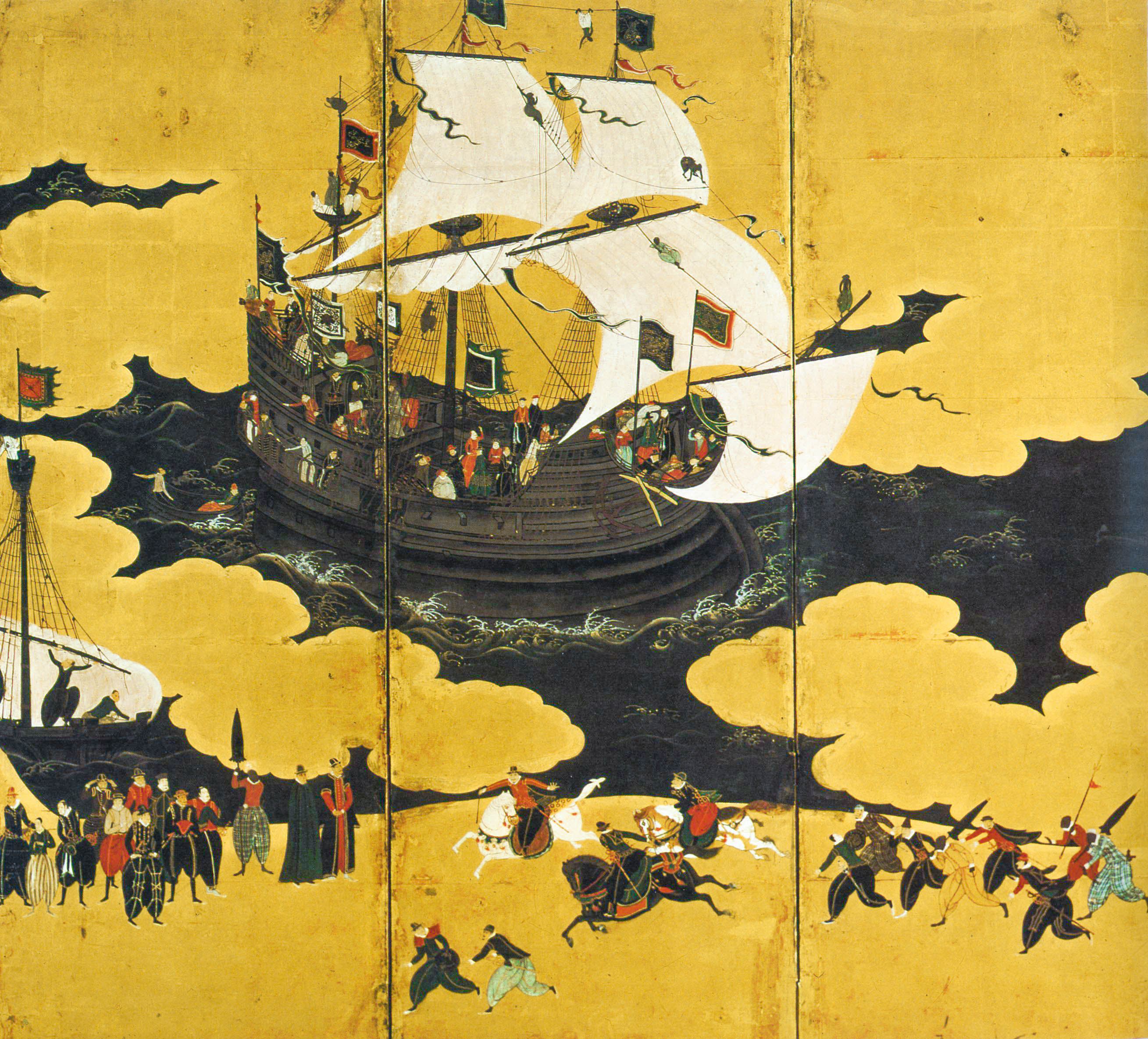
Tàu carrack của Bồ Đào Nha tại Nagasaki, tranh Nanban của Kanō Naizen, 1570–1616 tại Nhật Bản

Ông lý luận rằng gió mậu dịch Thái Bình Dương thổi theo kiểu vòng hải lưu giống gió Đại Tây Dương. Nếu ở Đại Tây Dương, tàu thuyền phải thực hiện Volta do mar để đón gió đưa chúng trở về từ Madeira, thì, ông giả định, bằng cách đi lên bắc trước khi sang phía đông, ông có thể đón gió mậu dịch đưa tàu sang bờ Bắc Mỹ. Linh cảm của ông quả là không sai và cơn gió đưa ông đến Mũi Mendocino, California, rồi giong buồm xuống nam. Con tàu cập cảng Acapulco ngày 8 tháng 10 năm 1565, vượt thành công 12.000 dặm đường biển (19.312 km) chỉ trong 130 ngày. Mười bốn thủy thủ thiệt mạng; chỉ có Urdaneta và Felipe de Salcedo (cháu trai của López de Legazpi) còn đủ sức để thả neo.
Từ đó, một hải tuyến xuyên Thái Bình Dương đã được thiết lập giữa Mexico và Philippines. Trong một thời gian dài, các hải tuyến này được sử dụng bởi các thuyền galleon Manila, tạo ra một mạng lưới thương mại nối liền Trung Quốc, Châu Mỹ và Châu Âu thông qua các tuyến xuyên Thái Bình Dương và xuyên Đại Tây Dương.

## Bắc Âu góp sức (1595 – thế kỷ XVII)

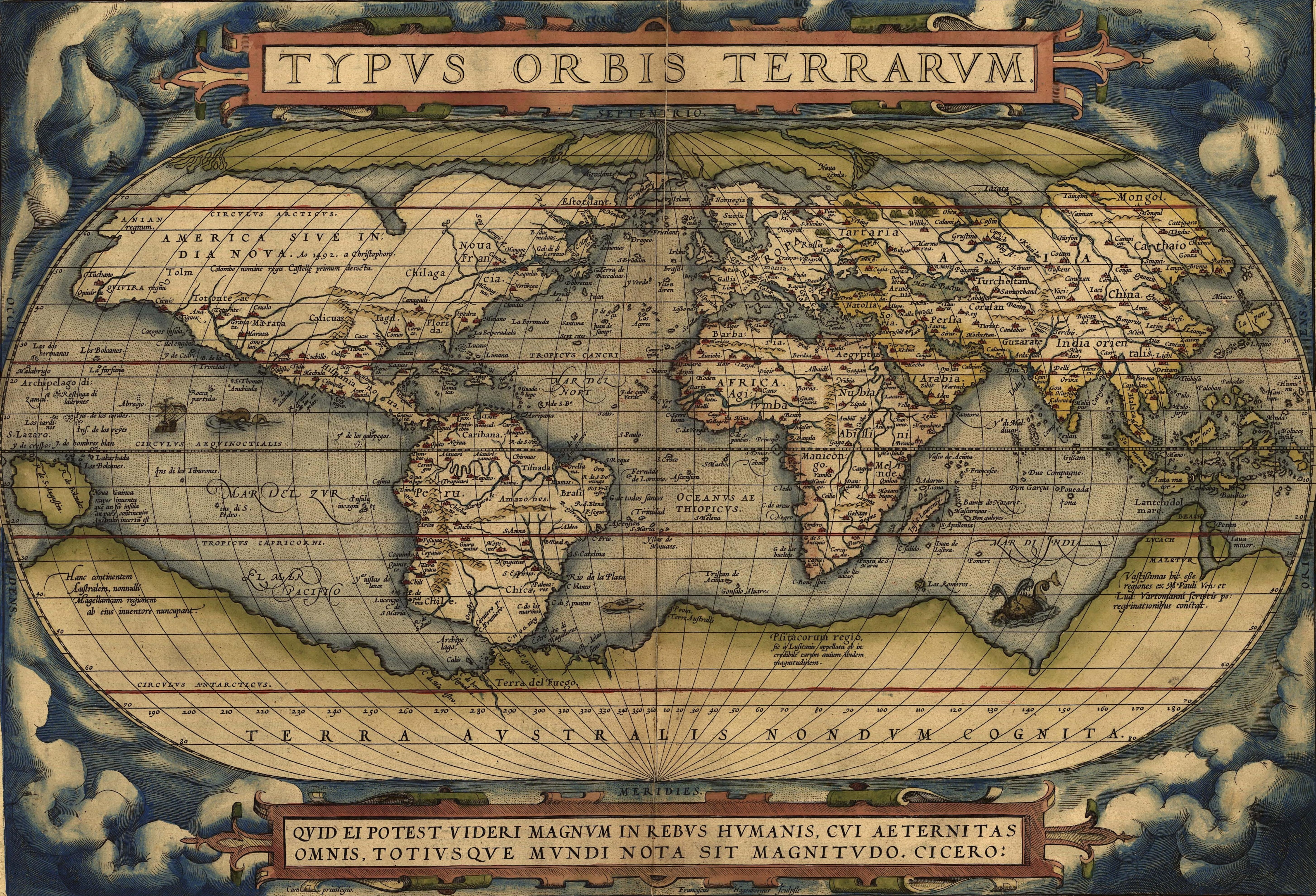
Ngày 20 tháng 5 năm 1570, Gilles Coppens de Diest tại Antwerp xuất bản 53 tấm bản đồ được vẽ bởi Abraham Ortelius dưới nhan đề Theatrum Orbis Terrarum. Nó được coi là "tấm atlas hiện đại đầu tiên" của thế giới. Ba ấn bản Latinh (cùng một bản Hà Lan, một bản Pháp và một bản Đức) được in ấn cuối năm 1572 và tiếp tục được bán rất chạy cho tới năm 1612.

Các nước ngoại Iberia không thừa nhận Hiệp ước Tordesillas. Pháp, Hà Lan và Anh cũng có truyền thống hàng hải lâu đời. Bất chấp sự bưng bít của người Iberia, các công nghệ và bản đồ mới đã sớm lan tới phía bắc.
Năm 1568, người Hà Lan nổi dậy chống Felipe II của Tây Ban Nha dẫn đến Chiến tranh Tám mươi năm. Chiến tranh giữa Anh và Tây Ban Nha cũng đang diễn ra. Năm 1580, Philip II thừa kế Vương miện, đăng cơ Vua Bồ Đào Nha.
Quân đội của Philip đánh chiếm các thành phố then chốt Bruges và Ghent. Antwerp, khi đó là hải cảng quan trọng bậc nhất trên thế giới, bị chiếm vào năm 1585. Dân Kháng Cách được trao hai năm để giải quyết thủ tục trước khi rời khỏi thành phố. Nhiều người tái định cư ở Amsterdam. Những người này chủ yếu là thợ thủ công lành nghề, thương nhân giàu có của các thành phố cảng và người tị nạn chạy trốn khỏi cuộc đàn áp tôn giáo, đặc biệt là người Do Thái Sephardi từ Bồ Đào Nha và Tây Ban Nha, và sau đó, người Huguenots từ Pháp. Những Cha Hành Hương cũng dành thời gian ở đó trước khi đến Thế giới mới. Cuộc di dân hàng loạt này là một động lực quan trọng: từng là một cảng nhỏ vào năm 1585, Amsterdam nhanh chóng nở rộ thành một trong những trung tâm thương mại quan trọng nhất trên thế giới. Sau thất bại của Hạm đội Tây Ban Nha năm 1588, thương mại hàng hải được mở rộng mặc dù thất bại của Hạm đội Anh vào năm sau đã khẳng định uy lực khủng khiếp của hải quân Tây Ban Nha.
Sự trỗi dậy của Hà Lan rất nhanh chóng và đáng chú ý: nhiều thủy thủ Hà Lan đã từng tham gia vào các chuyến đi của Bồ Đào Nha đến phía đông. Năm 1592, Cornelis de Houtman được các thương nhân Hà Lan gửi đến Lisbon để thu thập thông tin về Quần đảo Gia Vị. Năm 1595, thương nhân và nhà thám hiểm Jan Huyghen van Linschoten, đi tới Ấn Độ Dương nhân danh xứ Bồ Đào Nha, đã xuất bản cuốn "Reys-gheschrift vande navigatien der Portugaloysers in Orienten" ("Báo cáo về hành trình thông qua sự điều hướng của người Bồ Đào Nha ở phía Đông") ở Amsterdam. Cuốn sách bao gồm các hướng dẫn về cách di chuyển từ Bồ Đào Nha và Đông Ấn đến Nhật Bản. Cùng năm đó, Houtman dẫn đầu chuyến thám hiểm đầu tiên của Hà Lan theo chỉ dẫn trong cuốn sách kể trên và phát hiện ra một tuyến đường biển mới, đi thẳng từ Madagascar đến Eo biển Sunda ở Indonesia và ký hiệp ước với Quốc vương Banten.
Mối quan tâm của Hà Lan và Anh đã dẫn đến một phong trào mở rộng thương mại và kiến lập nền tảng của các công ty hiến chương Anh (1600) và Hà Lan (1602). Hà Lan, Pháp và Anh bắt đầu gửi các đội tàu vào vùng biển của Bồ Đào Nha, tập trung chủ yếu ở các khu vực ven bờ.

### Khai phá Bắc Mỹ

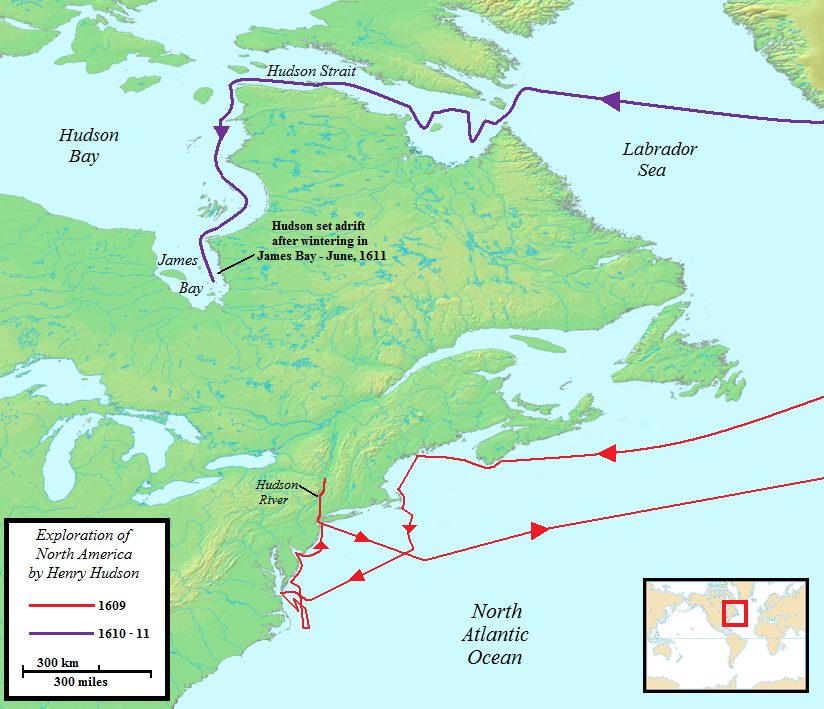
Bản đồ cuộc hành trình 1609–1611 của Henry Hudson đến Bắc Mỹ với danh nghĩa Công ty Đông Ấn Hà Lan (VOC)

Cuộc thám hiểm của Anh năm 1497 do người Venice tên John Cabot (Giovanni Caboto) dẫn đầu là chuyến hành trình đầu tiên trong một loạt các sứ mệnh của Pháp và Anh nhằm khám phá Bắc Mỹ. Tây Ban Nha không mấy tập trung vào phía bắc châu Mỹ, vì tài nguyên ở Trung và Nam Mỹ dồi dào hơn. Những cuộc thám hiểm này được kỳ vọng là sẽ tìm thấy một tuyến Tây Bắc đại dương để giao thương với châu Á. Con đường đó chưa bao giờ được phát hiện nhưng nhiều phương án khác đã được tìm ra, và vào đầu thế kỷ XVII, dân định cư từ một số nước Bắc Âu bắt đầu định cư ở bờ biển phía đông Bắc Mỹ. Khoảng năm 1520–1521, João Álvares Fagundes cùng với các cặp vợ chồng từ Bồ Đào Nha và Azores đi khai phá Newfoundland và Nova Scotia (có lẽ họ đã đến Vịnh Fundy trên lưu vực Minas) và thành lập một thuộc địa chài lưới tại Mũi Đảo Breton, tồn tại đến đến khoảng năm 1570 hoặc gần cuối thế kỷ XVI.
Năm 1524, Giovanni da Verrazzano ra khơi nhân danh vua François I của Pháp, thúc đẩy bởi sự thiếu tôn trọng các nước khác của hiệp ước chia cắt thế giới làm hai giữa Tây Ban Nha và Bồ Đào Nha. Verrazzano khám phá Bờ Đại Tây Dương của Bắc Mỹ, từ Nam Carolina đến Newfoundland, và là người châu Âu đầu tiên được ghi nhận đến thăm nơi mà sau này sẽ trở thành Thuộc địa Virginia và Hoa Kỳ. Cùng năm đó, Estevão Gomes, người phác bản đồ Bồ Đào Nha đi theo hạm đội của Ferdinand Magellan, khám phá Nova Scotia, giong thuyền về phía Nam vượt Maine, rồi tới được nơi mà nay là Cảng New York, sông Hudson và cuối cùng đến được Florida vào tháng 8 năm 1525. Từ kết quả của chuyến thám hiểm, bản đồ thế giới năm 1529 của Diogo Ribeiro phác thảo bờ đông của Bắc Mỹ gần như hoàn hảo. Từ 1534 đến 1536, nhà thám hiểm người Pháp Jacques Cartier, được cho là đã đi cùng Verrazzano tới Nova Scotia và Brazil, là người châu Âu đầu tiên tiến vào nội địa Bắc Mỹ, mô tả Vịnh Saint Lawrence, mà ông đặt tên là "Quốc gia Canada" phỏng theo tên gốc tiếng Iroquois, tuyên bố chủ quyền Canada là thuộc về François I của Pháp.

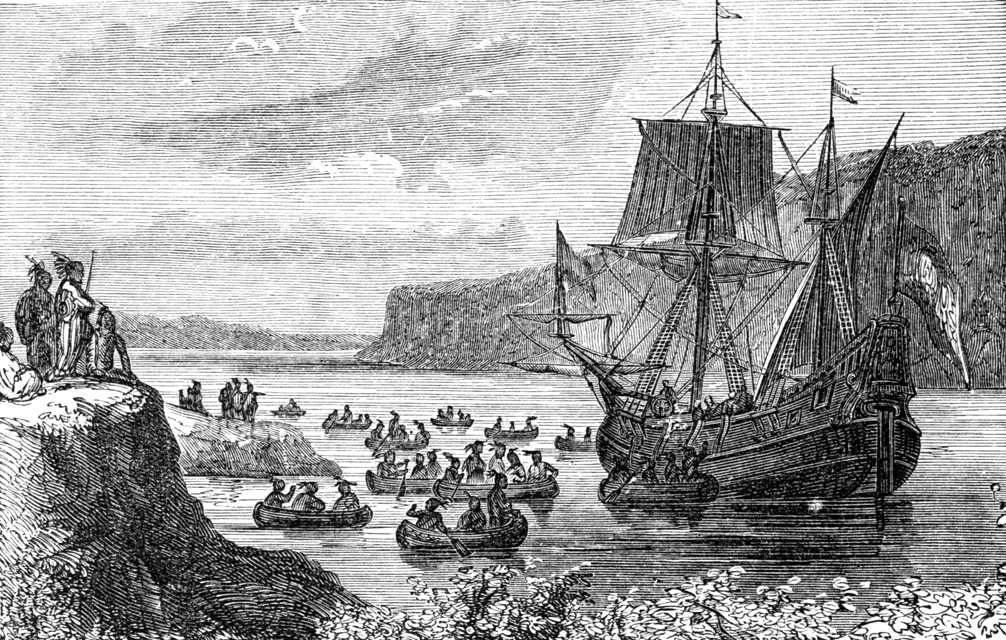
Con tàu của Henry Hudson mang tên Halve Maen tại Sông Hudson

Người châu Âu bắt đầu khám phá bờ Thái Bình Dương vào giữa thế kỷ XVI. Francisco de Ulloa khám phá bờ Thái Bình Dương của Mexico mà ngày nay có tên là Vịnh California, chứng minh rằng Baja California thực chất là một bán đảo. Bất chấp khám phá này, châu Âu vẫn tin rằng California là một hòn đảo. Ghi chép của ông lần đầu tiên sử dụng tên "California". João Coleues Cabrilho, hoa tiêu người Bồ Đào Nha phụng sự Vương quốc Tây Ban Nha, là người châu Âu đầu tiên đặt chân đến California, đổ bộ lên bờ vào ngày 28 tháng 9 năm 1542 ở vịnh San Diego và tuyên bố California thuộc về Tây Ban Nha. Ông cũng tới San Miguel ở Quần đảo Channel và đi đến tận Point Reyes. Sau khi ông qua đời, thủy thủ đoàn tiếp tục thám hiểm đến tận phía bắc Oregon.
Năm 1579, chỉ huy hải quân người Anh, Francis Drake, men theo đường bờ biển quanh phía bắc nơi Cabrillo đổ bộ, nơi Drake đáp xuống vẫn còn là một bí ẩn và chưa được xác định[137][138] Drake tuyên bố vùng đất này là của Anh[139] với tên gọi Nova Albion. Do đó, thuật ngữ "Nova Albion" đã được sử dụng trên nhiều bản đồ châu Âu để chỉ định lãnh thổ phía bắc các khu định cư Tây Ban Nha.
Giữa năm 1609-1611, sau nhiều chuyến đi thay mặt cho các thương nhân người Anh khám phá Tuyến đường Đông Bắc giả thuyết để đến Ấn Độ, Henry Hudson của Vương quốc Anh, với sự bảo trợ từ Công ty Đông Ấn Hà Lan (VOC), đã khám phá khu vực xung quanh Thành phố New York ngày nay, để tìm kiếm một tuyến đường sang phía tây đến châu Á. Ông đã khám phá sông Hudson và đặt nền móng cho quá trình thuộc địa hóa khu vực này của người Hà Lan. Chuyến thám hiểm cuối cùng của Hudson tiến xa hơn lên phía bắc để tìm kiếm hành lang Tây Bắc, dẫn đến phát hiện Eo biển Hudson và Vịnh Hudson. Sau khi trú đông ở Vịnh James, Hudson cố gắng tiếp tục hành trình vào mùa xuân năm 1611, nhưng thủy thủ đoàn của ông nổi loạn và bỏ rơi ông trên biển.

### Tìm kiếm hải tuyến phía Bắc

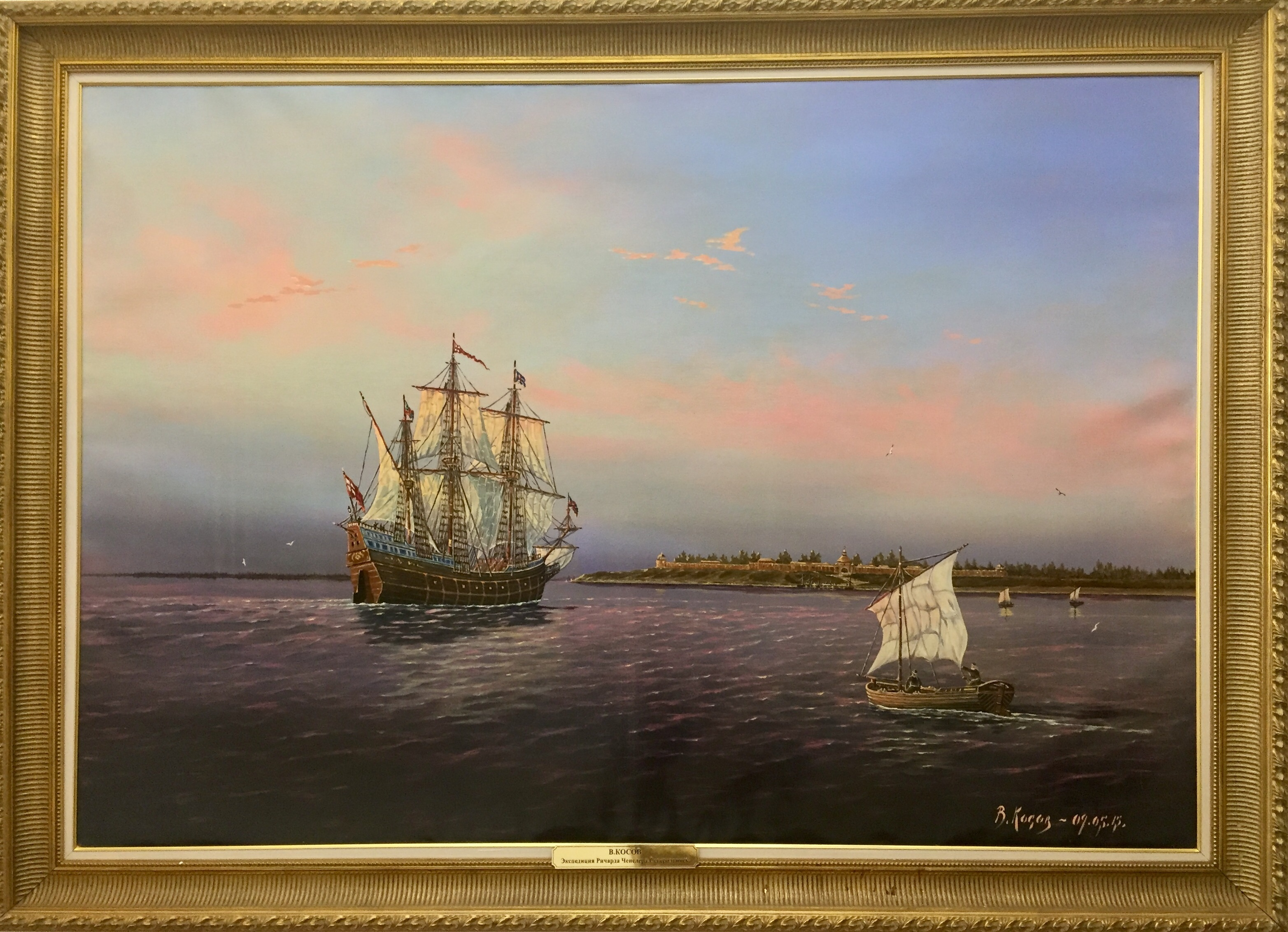
Cuộc thám hiểm của Richard Chancellor 1553 Nyonoks. Jagry. Severodvinsk. Vladimir Kosov 137х198 dầu trên vải. 2015

Bản đồ của vùng Cực năm 1598 bởi Willem Barentsz trong chuyến hành trình thứ ba của ông

Pháp, Hà Lan và Anh bị bỏ lại trong cuộc đua tìm tuyến đường biển đến châu Á, chỉ có thể qua châu Phi hoặc Nam Mỹ. Khi nhận ra rằng không có con đường nào xuyên qua trái tim của châu Mỹ, họ chuyển sự chú ý tới vùng biển phía bắc mà người Anh gọi là hành lang Tây Bắc. Mong muốn thiết lập một tuyến đường như vậy đã thúc đẩy phần lớn cuộc thám hiểm châu Âu ở cả hai bờ biển Bắc Mỹ và Nga. Ở Nga, ý tưởng về một con đường biển khả dĩ nối Đại Tây Dương và Thái Bình Dương lần đầu tiên được đưa ra bởi nhà ngoại giao Gerasimov vào năm 1525, mặc dù những người định cư Nga trên bờ Biển Trắng (người Pomors) đã khám phá nhiều phần của nơi này ngay từ Thế kỷ XI.
Năm 1553, nhà thám hiểm người Anh Hugh Willoughby cùng với thuyền trưởng Richard Chancellor đã được phái đi cùng với ba tàu của Công ty thương gia Luân Đôn thám hiểm đến vùng đất mới để tìm kiếm hành lang. Trong chuyến hành trình qua Biển Barents, Willoughby cho rằng ông đã nhìn thấy những hòn đảo ở phía bắc và nhiều hòn đảo có tên Willoughby's Land được hiển thị trên bản đồ do Plancius và Mercator xuất bản vào những năm 1640. Hải đoàn bị cản trở bởi "những cơn lốc khủng khiếp" trên biển Na Uy và Willoughby phải tiến vào một vịnh gần biên giới hiện tại giữa Phần Lan và Nga. Thi thể đóng băng của thủy thủ đoàn và các con tàu, bao gồm Thuyền trưởng Willoughby và nhật ký của ông, được ngư dân Nga phát hiện một năm sau dó. Richard Chancellor neo đậu thành công ở Biển Trắng và đi tới Moscow diện kiến Sa hoàng Ivan, mở cửa thương mại giữa Nga và Công ty sau này trở thành Công ty Muscovy.

#### Barentsz khám phá vùng cực Bắc
Ngày 5 tháng 6 năm 1594, nhà vẽ bản đồ người Hà Lan Willem Barentsz khởi hành từ Texel với một hạm đội gồm ba tàu tiên vào Biển Kara với hy vọng tìm thấy Hành lang Đông Bắc phía trên Siberia. Tại đảo Williams, thủy thủ đoàn lần đầu tiên bắt gặp một con gấu Bắc cực. Họ chật vật để đưa con thú lên thuyền, nhưng con gấu quá hung hăng khiến cho thủy thủ đoàn đành phải giết nó. Barentsz đổ bộ bờ phía tây Novaya Zemlya và men theo nó lên phía bắc, nhưng bị buộc phải quay trở lại khi đối mặt với những tảng băng lớn.
Vào năm sau, Hoàng tử Maurice xứ Nasau dẫn đầu đoàn thám hiểm mới gồm 6 chiếc thuyền, chứa đầy hàng hóa thương mại mà người Hà Lan hy vọng sẽ dùng để giao dịch với Trung Quốc. Cả nhóm tình cờ gặp "những người hoang dã" Samoyed nhưng cuối cùng phải quay lại khi phát hiện ra biển Kara bị đóng băng. Năm 1596, Quốc hội Hà Lan treo thưởng hậu hĩnh cho bất kỳ ai vượt thành công Đoạn đường Đông Bắc. Hội đồng thị trấn Amsterdam đã mua và trang bị hai tàu nhỏ, lái bởi Jan Rijp và Jacob van Heemskerk, để tìm kiếm tuyến đường cổ tích này dưới sự chỉ huy của Barents. Họ lên đường vào tháng 5, và vào tháng 6 phát hiện ra Đảo Bear và Spitsbergen, nhìn thấy bờ phía tây bắc của nó. Họ nhìn thấy một vịnh lớn, sau này được gọi là Raudfjorden và tiến vào Magdalenefjorden mà họ đặt tên là Vịnh Tusk, đi lối vào phía bắc của Forlandsundet mà họ gọi là Keerwyck, nhưng bị buộc phải quay lại vì một bãi cạn. Vào ngày 28 tháng 6, họ đi vòng quanh mũi phía bắc của Prins Karls Forland, nơi họ đặt tên là Vogelhoek, sở hữu quần thể chim phong phú, và đi thuyền về phía nam, qua Isfjorden và Bellsund, có tên trên bản đồ của Barentsz là Grooten Inwyck và Inwyck.

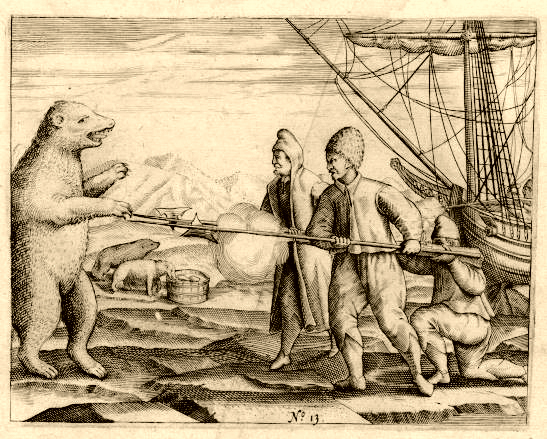
Nhóm của Willem Barentsz đụng độ với một con gấu Bắc cực

Các con tàu một lần nữa lại về đảo Bear vào ngày 1 tháng 7, dẫn đến sự bất đồng. Họ đồng ý tách ra, Barentsz tiếp tục về phía đông bắc, còn Rijp đi lên phía bắc. Barentsz đến Novaya Zemlya và để tránh bị vướng vào băng, ông hướng đến eo biển Vaigatch nhưng bị mắc kẹt trong các tảng băng trôi. Bị mắc kẹt, thủy thủ đoàn 16 người đã buộc phải trú đông trên băng. Họ sử dụng gỗ xẻ từ tàu để xây dựng một căn nhà trú tạm mà họ gọi là Het Behouden Huys (Nhà Kept). Để đối phó với cái lạnh cực độ, họ đã sử dụng số vải buôn làm chăn và quần áo, bắt cáo Bắc Cực bằng bẫy thủ công để ăn. Khi tháng 6 đến và băng chưa chịu tan, những người sống sót bị uốn ván đành đưa hai chiếc thuyền nhỏ ra biển. Barentsz bỏ mạng trên biển vào ngày 20 tháng 6 năm 1597, khi đang nghiên cứu biểu đồ. Phải mất 7 tuần nữa những chiếc thuyền mới đến được Kola, nơi họ được một tàu buôn Nga cứu giúp. Chỉ còn 12 thuyền viên sống sót, cập cảng Amsterdam vào tháng 11. Hai trong số các thuyền viên của Barentsz sau đó đã xuất bản các nhật ký của họ, Jan Huyghen van Linschoten, người đã đi cùng Barentsz trong hai chuyến đi đầu tiên, và Gerrit de Veer, người đóng vai trò là thợ mộc của con tàu cuối cùng.
Năm 1608, Henry Hudson thực hiện một nỗ lực thứ hai. Ông đến được Novaya Zemlya nhưng buộc phải quay lại. Giữa năm 1609-1611, Hudson sau nhiều chuyến đi thay mặt cho các thương nhân người Anh khám phá tuyến đường biển phía Bắc đến Ấn Độ, đã khám phá khu vực xung quanh thành phố New York hiện đại trong khi tìm kiếm một tuyến đường phía tây đến châu Á dưới sự bảo trợ của Công ty Đông Ấn Hà Lan (VOC).

### Úc Hà Lan và New Zealand

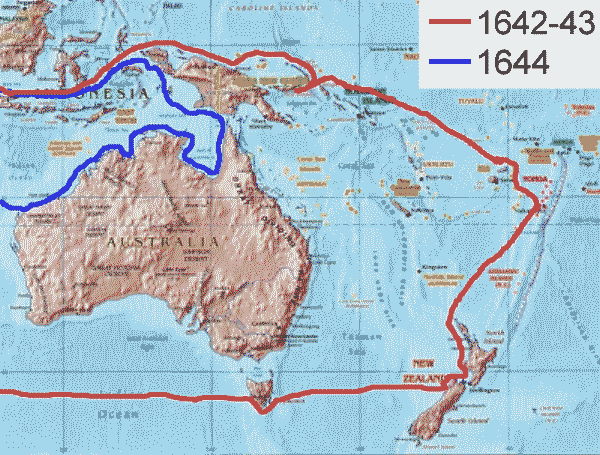
Lộ trình của Abel Tasman năm 1642 và 1644 tại New Holland (Úc) dưới danh nghĩa VOC (Công ty Đông Ấn Hà Lan)

Terra Australis Ignota (tiếng Latin, "vùng đất vô danh của miền nam") là một lục địa giả định xuất hiện trên bản đồ châu Âu từ thế kỷ XV đến thế kỷ XVIII, bắt nguồn từ một quan niệm mà Aristotle khởi xướng. Nó được mô tả trên bản đồ Dieppe giữa thế kỷ XVI, nơi đường bờ biển của nó xuất hiện ngay phía nam của các hòn đảo Đông Ấn. Những khám phá mới đây đã thu hẹp phạm vi tìm kiếm lục địa này; tuy nhiên, nhiều người vẽ bản đồ theo quan điểm của Aristotle, như Gerardus Mercator (1569) và Alexander Dalrymple thậm chí đến tận năm 1767 đã tranh luận về sự tồn tại của nó, với những lập luận kiểu như nên có một vùng đất rộng lớn ở Nam bán cầu để đối trọng các vùng đất được biết đến ở Bắc bán cầu. Khi những vùng đất mới được phát hiện, chúng thường được coi là một phần của lục địa giả định này.
Juan Fernandez, xuất phát từ Chile năm 1576, tuyên bố ông đã phát hiện ra lục địa phía Nam. Luis Váez de Torres, một hoa tiêu người Galicia phụng sự Vương quốc Tây Ban Nha, đã chứng minh sự tồn tại của một lối đi ở phía nam New Guinea, nay là Eo biển Torres. Pedro Fernandes de Queirós, một hoa tiêu người Bồ Đào Nha phụng sự Vương miện Tây Ban Nha, đã nhìn thấy một hòn đảo lớn ở phía nam New Guinea vào năm 1606, mà ông đặt tên là La Australia del Espiritu Santo. Trên thực tế, đó không phải là Úc mà là một hòn đảo ở Vanuatu ngày nay.
Nhà hàng hải và thống đốc thuộc địa Hà Lan, Willem Janszoon khởi hành từ Hà Lan đến Đông Ấn lần thứ ba vào ngày 18 tháng 12 năm 1603, với tư cách là thuyền trưởng của tàu Duyfken (hay Duijfken, nghĩa là "Chim bồ câu nhỏ"), một trong 12 tàu của hạm đội Steven van der Hagen.[146] Khi ở Ấn Độ, Janszoon được cử đi tìm kiếm các thương điếm khác, đặc biệt là ở "vùng đất lớn của Nova Guinea và các vùng Đông và Nam khác". Vào ngày 18 tháng 11 năm 1605, Duyfken xuất phát từ Bantam đến bờ biển phía tây New Guinea. Janszoon sau đó băng qua mũi phía đông của Biển Arafura nhưng không thấy Eo biển Torres, tiến vào Vịnh Carpentaria. Vào ngày 26 tháng 2 năm 1606, ông đổ bộ xuống sông Pennefather thuộc bờ phía tây của Cape York ở Queensland, gần thị trấn Weipa hiện đại. Đây là cuộc đổ bộ châu Âu đầu tiên được ghi nhận trên lục địa Úc. Janszoon tiến vào khoảng 320 km (199 dặm) nội địa, mà ông nghĩ là một phần mở rộng phía nam của New Guinea. Năm 1615, chuyến đi vòng Mũi Horn của Jacob le Maire và Willem Schouten đã chứng minh rằng Tierra del Fuego là một hòn đảo tương đối nhỏ.

## Nga thám hiểm Siberia (1581–1660)

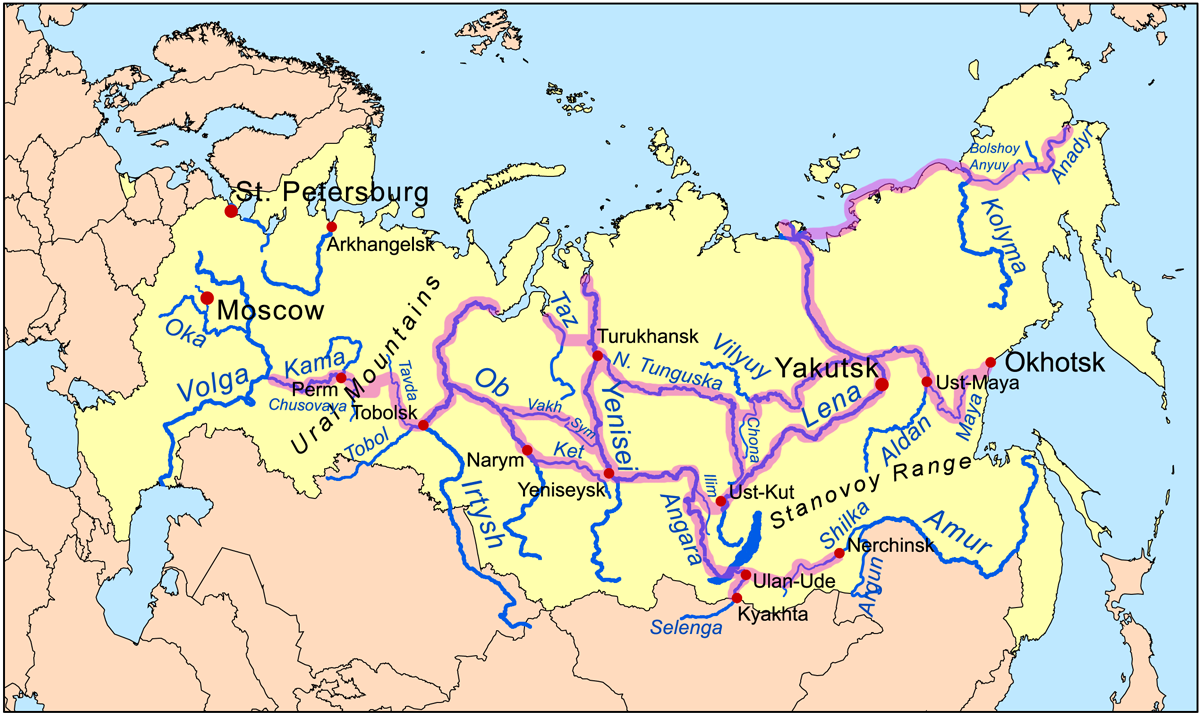
Tuyến đường sông Siberia đóng vai trò rất quan trọng trong tiến trình khám phá Siberia.

Vào giữa thế kỷ XVI, Sa quốc Nga đánh chiếm các hãn quốc người Tatar là Kazan và Astrakhan, sáp nhập toàn bộ Vùng Volga và mở đường đến Dãy núi Ural. Cuộc thuộc địa hóa những vùng viễn đông mới của Nga được dẫn dắt bởi các thương nhân nhà Stroganov giàu có. Sa hoàng Ivan IV ban những vùng đất rộng lớn gần dãy Urals cho Anikey Stroganov, người đã tổ chức các cuộc di dân quy mô lớn đến những vùng đất này. Stroganov khuyến khích phát triển nông nghiệp, săn bắn, làm muối, đánh cá và khai thác quặng ở Urals và giao thương với các bộ lạc Siberia.

### Cuộc chinh phạt Hãn quốc Sibir
Khoảng năm 1577, Semyon Stroganov và các con trai của Anikey Stroganov thuê một thủ lĩnh Cossack tên Yermak bảo vệ vùng đất của họ khỏi các cuộc tấn công của vị Hãn Kuchum. Đến năm 1580, Stroganov và Yermak đề xuất một cuộc viễn chinh quân sự nhằm tiêu diệt Kuchum. Năm 1581, Yermak bắt đầu tiến sâu vào Siberia. Sau một vài chiến thắng trước quân đội của Kuchum, quân của Yermak đánh tan lực lượng của vị hãn trên sông Irtysh trong Trận Chuvash Cape kéo dài 3 ngày vào năm 1582. Tàn quân của Kuchum rút về vùng thảo nguyên và Yermak kiểm soát hoàn toàn Hãn quốc có thủ đô là Qashliq gần Tobolsk hiện đại. Kuchum chưa chịu quy hàng và đột kích Yermak vào năm 1585 trong đêm khuya. Yermak bị thương và cố gắng bơi qua sông Wagay (nhánh sông Irtysh), nhưng bị chết đuối dưới sức nặng của áo giáp. Các cossack triệt thoái khỏi Siberia nhưng nhờ các khám phá tuyến sông chính ở Tây Siberia, người Nga đã tái chiếm thành công những vùng đất này.

### Tuyến sông Siberia
Vào đầu thế kỷ XVII, cuộc đông tiến của người Nga bị đình trệ do các vấn đề nội bộ trong nước thời kì Đại Loạn. Tuy nhiên, ngay sau đó, việc thăm dò và thực dân hóa các vùng lãnh thổ rộng lớn ở Siberia lại tiến triển, chủ yếu tiên phong bởi những Cossack săn lùng các loại lông thú và ngà có giá trị. Cossack đến từ Nam Urals, một làn sóng người Nga khác đến Bắc Băng Dương. Đây là những người Pomors từ miền Bắc nước Nga, những thương gia trao đổi lông thú với Mangazeya ở phía bắc miền Tây Siberia trong một thời gian khá dài. Năm 1607, khu định cư Turukhansk được thành lập ở phía bắc sông Yenisei, gần cửa sông Tunguska và vào năm 1619, Yeniseysky Ostrog được thành lập ở giữa Yenisei cửa sông Tunguska.
Giữa năm 1620 và 1624, một nhóm các thợ săn lông thú dẫn đầu bởi Demid Pyanda rời Turukhansk và khám phá khoảng 1.430 dặm (2.301 km) Hạ Tunguska, trú đông gần các dòng sông Vilyuy và sông Lena. Theo các ghi chép truyền miệng sau này (truyện dân gian thu thập được một thế kỷ sau), Pyanda đã phát hiện ra sông Lena. Ông được cho là đã khám phá khoảng 1.500 dặm (2.414 km) chiều dài của nó, đo tới tận trung tâm Yakutia. Ông quay trở lại Lena do địa hình xấu và sang đến sông Angara. Do đó, Pyanda có lẽ là người Nga đầu tiên gặp người Yakut và Buryat. Ông đóng thuyền mới và khám phá khoảng 870 dặm (1.400 km) sông Angara, cuối cùng đến Yeniseysk và phát hiện ra rằng dòng Angara (tên con sông theo người Buryat) và Thượng Tunguska (ban đầu có tên Verkhnyaya Tunguska) là cùng một dòng sông.
Năm 1627, Pyotr Beketov được bổ nhiệm làm Voivode Yenisei ở Siberia. Ông thực hiện thành công hành trình thu thuế từ các Buryat vùng Zabaykalye, trở thành người Nga đầu tiên bước chân vào Buryatia. Ông thành lập khu định cư đầu tiên của Nga ở đó, Rybinsky Ostrog. Beketov được gửi đến sông Lena vào năm 1631. Năm 1632, ông thành lập Yakutsk và gửi các Cossack đi khám phá Aldan và xuôi dòng Lena, để thành lập các pháo đài mới và thu thuế.
Yakutsk sớm trở thành bàn đạp cho các cuộc thám hiểm xa hơn của Nga về phía đông, phía nam và phía bắc. Maksim Perfilyev, một trong những người sáng lập Yeniseysk, đã thành lập Bratsky Ostrog tại Angara vào năm 1631 và vào năm 1638, ông trở thành người Nga đầu tiên bước vào Transbaikalia, đi từ Yakutsk.

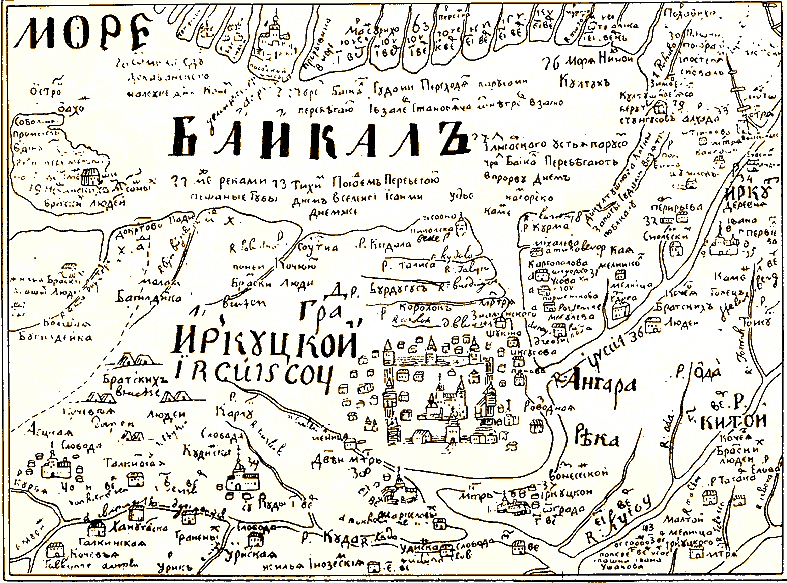
Bản đồ của Irkutsk và Hồ Baikal miêu tả trong cuốn Biên niên sử Remezov thế kỷ thứ XVII

Năm 1643, Kurbat Ivanov dẫn đầu một nhóm Cossack từ Yakutsk đến phía nam dãy núi Baikal và phát hiện ra hồ Baikal, thăm đảo Olkhon. Sau đó, Ivanov lập bản đồ và ghi lại các mô tả đầu tiên về Baikal.

### Người Nga đến Thái Bình Dương
Năm 1639, một nhóm các nhà thám hiểm do Ivan Moskvitin dẫn đầu trở thành những người Nga đầu tiên đến Thái Bình Dương và khám phá Biển Okhotsk. Họ xây dựng một trại trú đông trên bờ sông Ulya. Cossack biết được từ người dân địa phương về con sông Amur rộng lớn phía nam. Năm 1640, họ đi thuyền về phía nam, khám phá bờ biển phía đông nam của Biển Okshotsk, có lẽ đến được cửa sông Amur và khám phá Quần đảo Chaiar trên đường trở về. Dựa trên ghi chép của Moskvitin, Kurbat Ivanov phác họa bản đồ Viễn Đông đầu tiên của Nga vào năm 1642.
Năm 1643, Vasily Poyarkov vượt dãy Stanovoy và đến thượng nguồn sông Zeya thuộc đất của người Đạt Oát Nhĩ, chư hầu cống nạp của nhà Thanh. Sau khi trú đông năm 1644, Poyarkov tiến xuống sông Zeya và trở thành người Nga đầu tiên đến sông Amur. Ông đi thuyền trên sông Amur và cuối cùng phát hiện ra cửa sông lớn từ đất liền. Vì Cossack của ông kích động người dân bản địa, Poyarkov chọn đường khác để trở về. Họ đóng thuyền và vào năm 1645, đi thuyền dọc theo bờ biển Okshotsk đến sông Ulya và trải qua mùa đông tiếp theo trong những túp lều được Ivan Moskvitin xây dựng sáu năm trước đó. Năm 1646, họ trở lại Yakutsk.

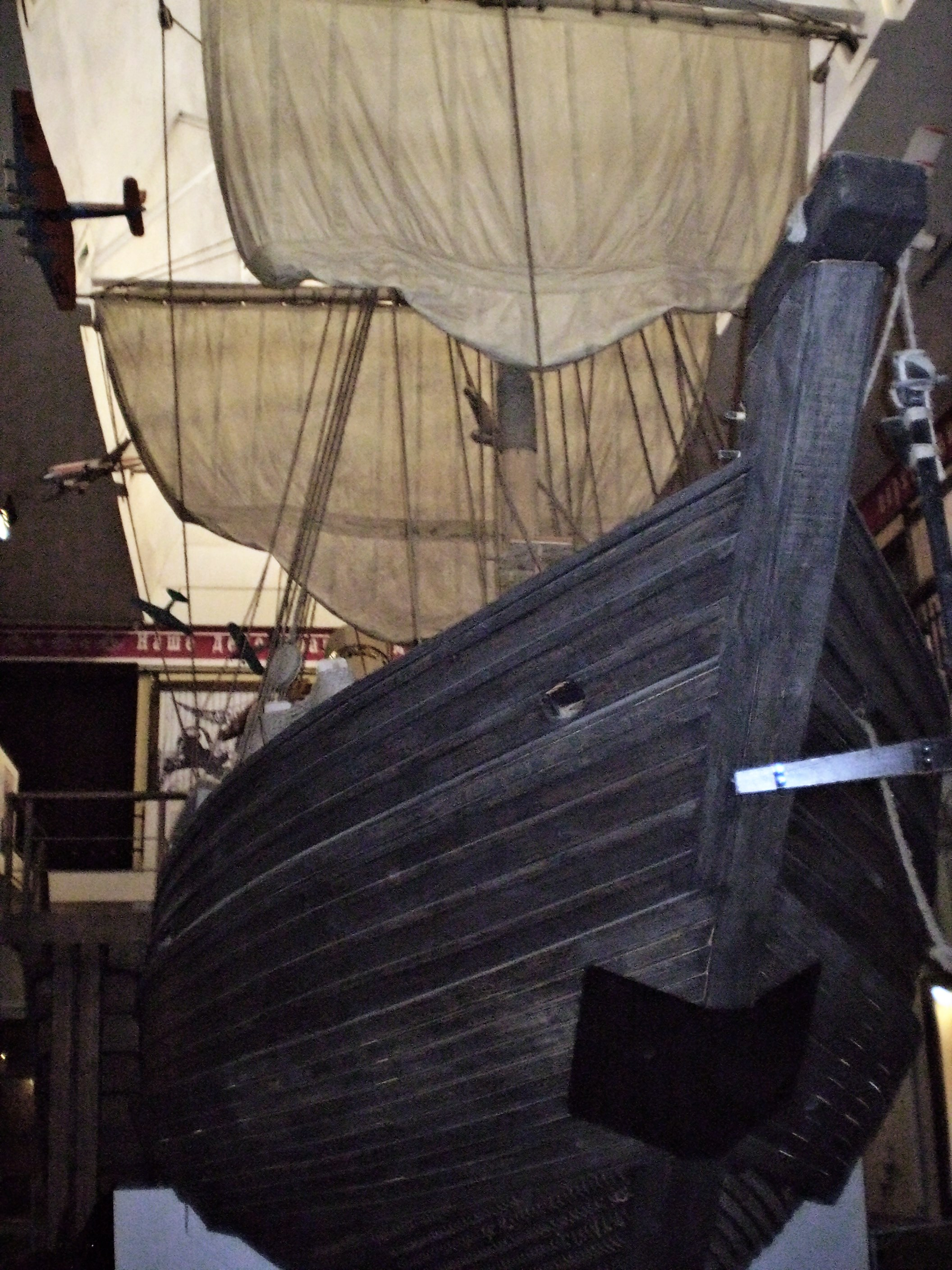
Một cái koch thế kỷ XVII tại bảo tàng ở Krasnoyarsk. Kochi là loại thuyền phá băng sớm nhất được dùng bởi người Nga tại Bắc cực và trên các con sông Siberia.

Năm 1644, Mikhail Stadukhin phát hiện ra sông Kolyma và thành lập Srednekolymsk. Thương nhân tên Fedot Alekseyev Popov tổ chức một cuộc thám hiểm xa hơn về phía đông và Semyon Dezhnyov trở thành thuyền trưởng của tàu kochi (loại tàu Nga phù hợp cho điều kiện băng tuyết). Năm 1648, họ đi thuyền từ Srednekolymsk tới Bắc Cực rồi đi vòng qua Mũi Dezhnyov, trở thành những nhà thám hiểm đầu tiên băng qua Eo biển Bering để khám phá Chukotka và Biển Bering. Tất cả kochi của họ và hầu hết thủy thủ đoàn (bao gồm cả chính Popov) mất mạng do các cơn bão và xung đột với người bản địa. Một nhóm nhỏ do Dezhnyov dẫn đầu đến được cửa sông Anadyr và men theo nó vào năm 1649, đóng tàu mới từ xác tàu đắm. Họ thành lập Anadyrsk và bị mắc kẹt ở đó, cho đến khi Stadukhin tìm thấy họ sau khi ông đi từ Kolyma bằng đường bộ. Năm 1651, Stadukhin khởi hành xuống phía nam và phát hiện ra Vịnh Penzhin trên bờ biển phía bắc của Biển Okshotsk. Ông cũng có thể đã khám phá bờ biển phía tây Kamchatka.
Vào khoảng năm 1649–50, Yerofey Khabarov trở thành người Nga thứ hai khám phá sông Amur. Qua các dòng sông Olyokma, Tungur và Shilka, ông đến Amur (Dauria) rồi trở về Yakutsk và sau đó trở lại Amur với một đội lớn hơn vào năm 1650. Lần này ông gặp kháng chiến vũ trang. Ông xây dựng các khu phố mùa đông tại Albazin rồi đi thuyền theo sông Amur và tìm thấy Achansk, Khabarovsk ngày nay, đánh bại hoặc trốn tránh các đội quân của Mãn Châu Ngoại Baikal và Hàn Quốc trên đường thám hiểm. Ông lập bản đồ sông Amur trong cuốn Phác họa dòng Amur.[152] Người Nga kiểm soát vùng Amur cho đến năm 1689, khi Hiệp ước Nerchinsk ra đời, vùng đất này được nhượng lại cho nhà Thanh (tuy nhiên, Hiệp ước Aigun sau đó đã trao trả vùng này về tay Nga năm 1858).
Vào khoảng năm 1659–65, Kurbat Ivanov là người thừa kế Anadyrsky sau Semyon Dezhnyov. Năm 1660, ông đi thuyền từ Vịnh Anadyr đến Mũi Dezhnyov. Trên các biểu đồ tiên phong trước đây của ông, Ivanov được cho là đã tạo ra bản đồ ban đầu của Chukotka và Eo biển Bering, lần đầu tiên bao gồm Đảo Wrangel chưa được khám phá, cả Quần đảo Diomede và Alaska, dựa trên thông tin thu thập được từ người bản địa Chukotka.
Vào giữa thế kỷ XVII, người Nga đã thiết lập biên giới đất nước của họ gần giống ngày nay và khám phá gần như toàn bộ Siberia, ngoại trừ phần phía đông Kamchatka và một số khu vực phía bắc Vòng Bắc Cực. Cuộc chinh phạt Kamchatk sẽ được Vladimir Atlasov thực hiện vào đầu những năm 1700, trong khi các khám phá bờ biển Bắc Cực và Alaska sẽ được hoàn thành bởi cuộc thám hiểm miền Bắc vĩ đại 1733–1743..

## Tác động toàn cầu

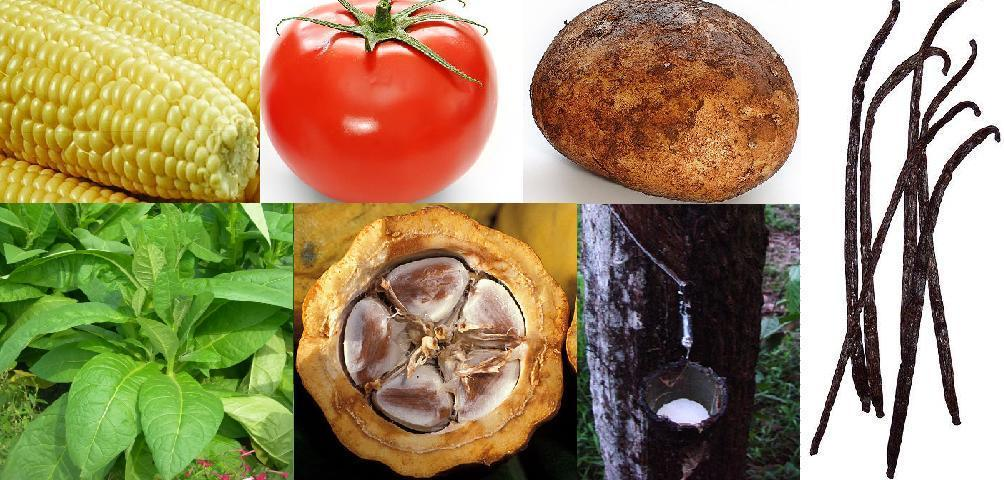
Các loại cây trồng của Tân Thế giới. Theo chiều kim đồng hồ từ trên bên trái: 1. Ngô (Zea mays) 2. Cà chua (Solanum lycopersicum) 3. Khoai tây (Solanum tuberosum) 4. Vani (chi Vanilla, đặc biệt là Vanilla planifolia) 5. Cây cao su Pará (Hevea brasiliensis) 6. Cacao (Theobroma cacao) 7. Thuốc lá (Nicotiana rustica)

Sự bành trướng của châu Âu đã tạo nên cây cầu nối giữa Cựu Thế giới và Tân Thế giới, thường được gọi là Tuyến mậu dịch Columbus, đặt theo tên Columbus, giúp thiết lập mạng lưới giao dịch bạc toàn cầu từ thế kỷ XVI đến XVIII và hội nhập thương mại châu Âu với Trung Quốc. Người châu Âu mang gia súc, ngựa và cừu đến châu Mỹ, và từ châu Mỹ, người châu Âu mang về thuốc lá, khoai tây và ngô. Các mặt hàng khác trở nên quan trọng trong thương mại toàn cầu là mía, bông châu Mỹ và vàng bạc.
Mạng lưới xuyên đại dương của châu Âu đã dẫn đến Thời đại của chủ nghĩa đế quốc, khi mà các cường quốc thực dân châu Âu kiểm soát hầu hết địa cầu. Thương mại, hàng hóa, đế quốc và nô lệ ảnh hưởng rất lớn lên nhiều khu vực trên thế giới. Đế quốc Tây Ban Nha đã tiêu diệt các đế quốc bản địa châu Mỹ, bắt thổ dân cải đạo và xóa bỏ tín ngưỡng của họ khỏi lịch sử. Mô hình xâm lược kiểu này được áp dụng bởi nhiều đế quốc châu Âu khác, nổi bật là Hà Lan, Nga, Pháp và Anh. Kitô giáo thay thế các tôn giáo "ngoại đạo" cũ, cũng như ngôn ngữ, văn hóa chính trị và văn hóa tình dục, và ở một số khu vực như Bắc Mỹ, Úc, New Zealand và Argentina, người dân bản địa bị lạm dụng và bị đánh đuổi khỏi các vùng đất tổ tiên của họ, giờ đã trở thành những dân tộc thiểu số.
Tương tự, ở vùng duyên hải châu Phi, các quốc gia bản địa cung cấp nô lệ cho châu Âu, thay đổi xã hội của các đát nước châu Phi ven biển và bản chất của chế độ nô lệ châu Phi, tác động đến xã hội và nền kinh tế sâu trong đất liền. (Xem buôn bán nô lệ Đại Tây Dương).
Ngô và sắn được người Bồ Đào Nha du nhập vào châu Phi vào thế kỷ 16. Chúng bây giờ là thực phẩm cơ bản quan trọng, thay thế cây trồng bản địa châu Phi. Alfred W. Crosby suy đoán rằng việc sản xuất ngô, sắn và các loại cây trồng của tân thế giới tăng lên dẫn đến sự tập trung dân số ở những nơi mà chủ nô bắt nô lệ.
Trong thương mại bạc toàn cầu từ thế kỷ XVI đến thế kỷ XVIII, kinh tế nhà Minh được kích thích bởi các giao thương với Bồ Đào Nha, Tây Ban Nha và Hà Lan. Phần lớn số bạc của châu Âu chỉ chảy một chiều vào Trung Quốc và người Trung Quốc nắm bắt hoàn toàn nhập khẩu bạc. Từ năm 1600-1800, Trung Quốc nhập 100 tấn bạc trung bình mỗi năm. Đa phần các hộ gia đình vào cuối thế kỷ XVI ở Hạ Dương Tử kiếm được trung bình hàng trăm lượng bạc. Tổng cộng, hơn 150.000 tấn bạc đã được xuất khẩu từ Potosí vào cuối thế kỷ XVIII. Từ năm 1500-1800, Mexico và Peru sản xuất khoảng 80% sản lượng bạc toàn thế giới với hơn 30% được vận chuyển sang Trung Quốc (phần lớn là do các thương gia châu Âu sử dụng bạc để mua các mặt hàng độc lạ của Trung Quốc). Vào cuối thế kỷ XVI và đầu thế kỷ XVII, Nhật Bản cũng đang xuất khẩu nhiều vào Trung Quốc và tham gia vào ngoại thương nói chung. Thương mại với các cường quốc châu Âu và Nhật đã mang lại một lượng bạc khổng lồ thay thế đồng và tiền giấy để trở thành phương tiện trao đổi phổ biến nhất ở Trung Quốc. Trong những thập kỷ cuối đời Minh, dòng chảy bạc vào Trung Quốc giảm đi đáng kể, làm suy yếu nguồn thu của nhà nước và nói chung là toàn bộ nền kinh tế nhà Minh. Thiệt hại này lên nền kinh tế cộng thêm những ảnh hưởng đến nông nghiệp do Thời kỳ băng hà nhỏ, thiên tai, mất mùa và dịch bệnh. Cuộc đảo lộn lớn này khiến cho các cuộc khởi nghĩa nông dân nổi lên, ví dụ như cuộc khởi nghĩa của Lý Tự Thành, thách thức chính quyền nhà Minh.

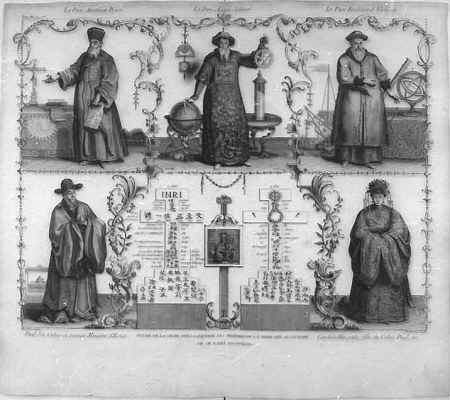
Các tu sĩ Jesuit đã cộng tác với nhiều nhà khoa học Trung Quốc, giới thiệu cho họ Các nguyên lý Copernicus. Trên: Matteo Ricci, Adam Schaal và Ferdinand Verbiest (1623–1688); Dưới: Từ Quang Khải, Colao hay Lễ Bộ Thượng thư, và cháu gái Candide Hiu

Các loại cây trồng mới từ châu Mỹ thông qua thực dân Tây Ban Nha vào thế kỷ XVI đã góp phần vào sự gia tăng dân số của châu Á. Mặc dù phần lớn hàng nhập khẩu sang Trung Quốc là bạc, người Trung Quốc cũng mua các loại cây trồng của Tân Thế giới từ Đế quốc Tây Ban Nha. Các loại cây trồng đó bao gồm khoai lang, ngô và đậu phộng. Những loại thực vật mới này có thể được trồng ở những vùng đất mà các loại cây trồng chủ lực của Trung Quốc - lúa mì, kê và gạo - không thể trồng được, do đó tạo điều kiện cho dân số Trung Quốc bùng nổ. Đời nhà Tống (960–1279), gạo trở thành cây lương thực chính của người nghèo nhưng sau khi khoai lang được du nhập vào Trung Quốc khoảng năm 1560, nó dần thay thế và trở thành cây lương thực chính của tầng lớp thấp.
Sự xuất hiện của người Bồ Đào Nha ở Nhật Bản vào năm 1543 đã khởi đầu cho thời kỳ mậu dịch Nanban. Người Nhật tiếp thu các công nghệ và văn hóa của người Bồ, như: súng hỏa mai arcabuz, giáp coriaceus, tàu bè châu Âu, Cơ đốc giáo, nghệ thuật trang trí và ngôn ngữ. Sau khi Trung Quốc ra lệnh cấm thương nhân buôn bán với Nhật Bản, người Bồ đã trở thành mối giao dịch giữa Trung Quốc và Nhật Bản. Người Bồ mua lụa của Trung Quốc rồi bán cho người Nhật để đổi lấy bạc do người Nhật khai thác; vì bạc có giá trị cao hơn ở Trung Quốc, người Bồ sau đó sử dụng bạc Nhật để mua nhiều lụa Trung Quốc hơn. Tuy nhiên, đến năm 1573 - sau khi người Tây Ban Nha thiết lập thương điếm ở Manila - kiểu thương mại trung gian của Bồ Đào Nha bị lấn át bởi nguồn bạc chính nhập vào Trung Quốc từ châu Mỹ thuộc Tây Ban Nha. Mặc dù Trung Quốc đóng vai trò là kẻ điều hành bánh xe thương mại toàn cầu trong suốt thế kỷ XVI đến thế kỷ XVIII, đóng góp to lớn của Nhật Bản về xuất khẩu bạc sang Trung Quốc là rất quan trọng đối với nền kinh tế thế giới và tính thanh khoản, sự thành công của Trung Quốc đối với hàng hóa của họ.
Tu sĩ Dòng Tên người Ý Matteo Ricci (1552–1610) là người châu Âu đầu tiên được phép vào Tử Cấm Thành. Ông dạy người Trung Quốc cách chế tạo và chơi nhạc cụ ppinet, dịch các văn bản tiếng Trung sang tiếng Latinh và ngược lại, và thảo luận toán học với cộng sự người Hán Từ Quang Khải (1562–1633).

### Tác động kinh tế ở Châu Âu

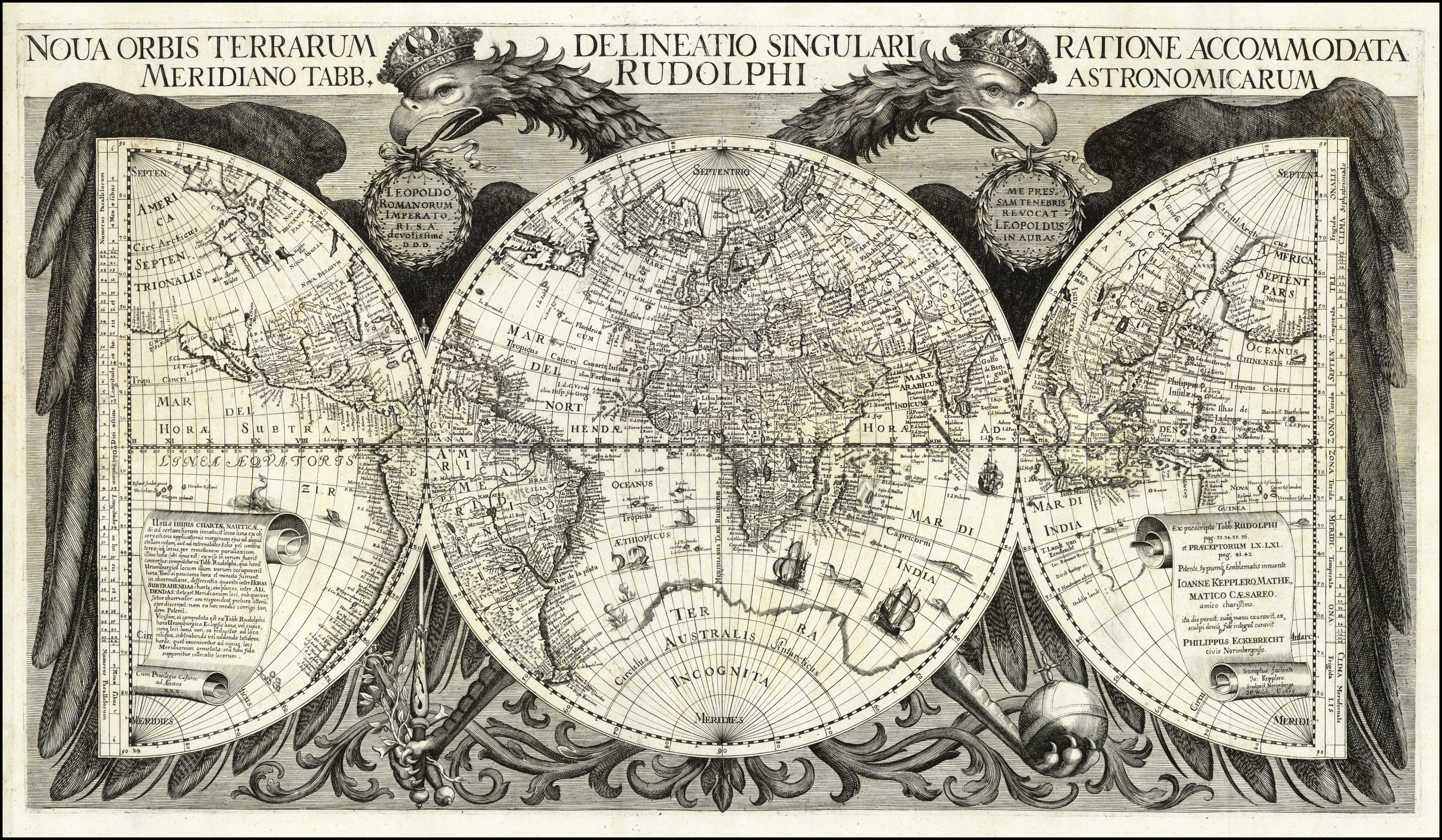
Bản đồ Thế giới từ Rudolphine Tables của Johannes Kepler (1627).
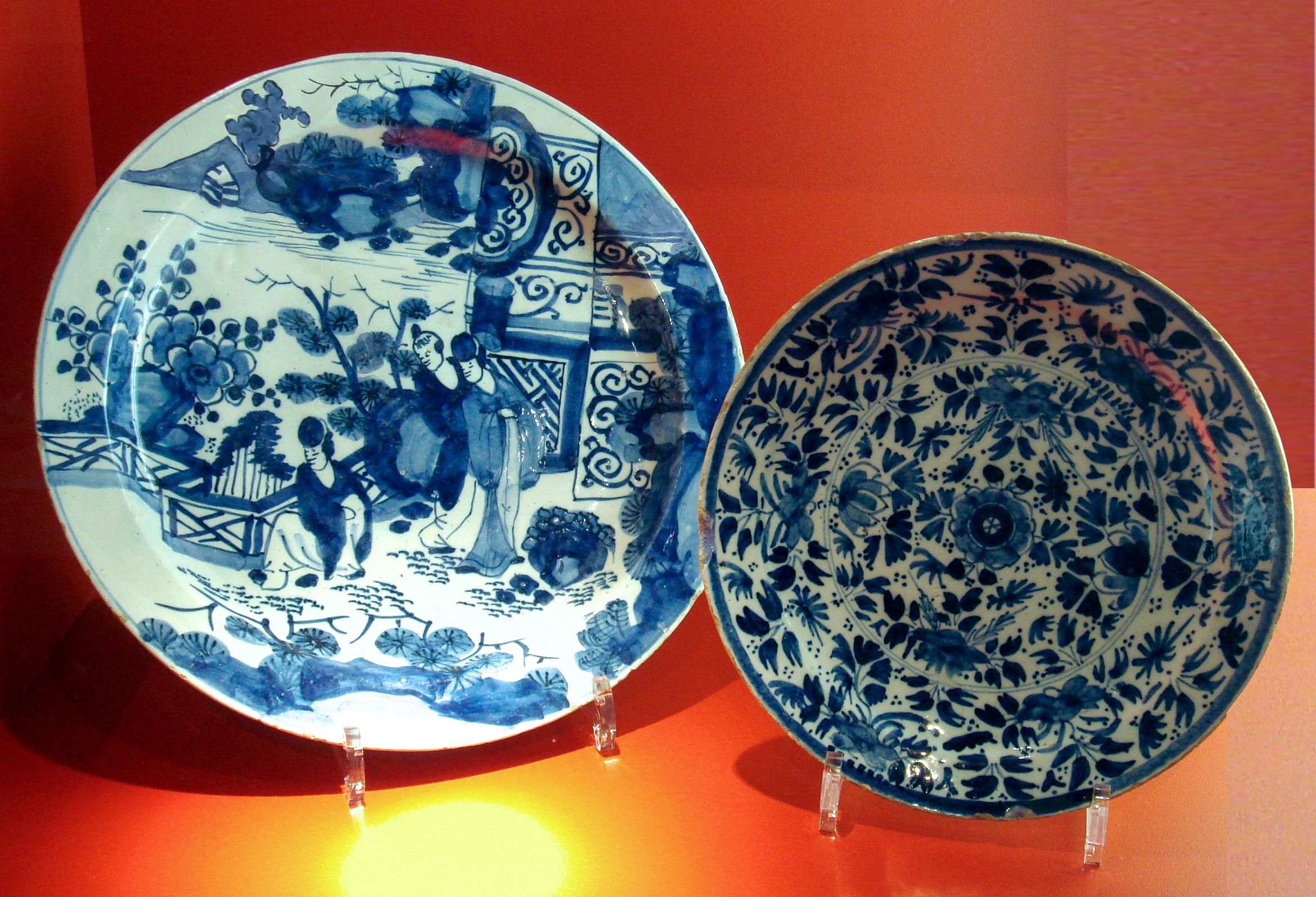
Delftware theo kiểu Trung Quốc, thế kỷ thứ 18. Bảo tàng Ernest Cognacq
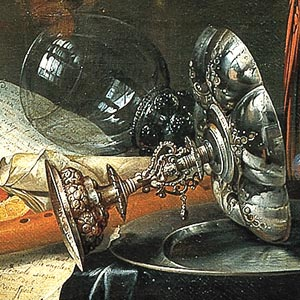
Jan Davidsz. de Heem, họa tiết của đồ bạc từ A Richly Laid Table with Parrots, k. 1650

Nhiều loại hàng hóa đa dạng xa xỉ trên toàn cầu tràn vào thị trường châu Âu từ đường biển khiến các thị trường hàng xa xỉ trước đó bị đình trệ. Mậu dịch Đại Tây Dương giờ đây thế chỗ mậu dịch của các cường quốc thương mại như ở Ý và Đức, vốn đã giàu có nhờ vào các giao thương với Baltic, Nga và Hồi giáo. Các mặt hàng mới cũng góp phần gây ra sự chuyển biến xã hội, khi đường, hương liệu, lụa và đồ sành sứ xâm nhập vào thị trường châu Âu.
Trọng tâm kinh tế châu Âu chuyển từ Địa Trung Hải sang Tây Âu. Thành phố Antwerp, một phần của Công quốc Brabant, trở thành "trung tâm của toàn bộ nền kinh tế quốc tế", và là thành phố giàu có nhất ở châu Âu vào thời điểm này. Đứng sau Antwerp phải kể đến là thành phố Amsterdam, "Thời kỳ hoàng kim của Hà Lan" có liên kết chặt chẽ với Thời đại khám phá. Francesco Guicciardini, một phái viên từ Venice, từng nói rằng hàng trăm con tàu đi qua Antwerp mỗi ngày và 2.000 chiếc xe ngựa đi vào thành phố mỗi tuần. Các tàu của Bồ Đào Nha chở đầy hạt tiêu và quế sẽ dỡ hàng của họ tại đây. Do nhiều thương nhân nước ngoài cư trú trong thành phố và nơi đây bị quản lý bởi một tổ chức tài phiệt gồm chủ ngân hàng-quý tộc bị cấm tham gia buôn bán, nền kinh tế của Antwerp bị người nước ngoài kiểm soát, khiến nó trở thành thành phố toàn cầu, quy tụ các thương gia và nhà buôn đến từ Venice, Ragusa, Tây Ban Nha và Bồ Đào Nha. Không những thế, do chính sách nhân nhượng của chính quyền, thành phố còn thu hút cả một cộng đồng Do Thái Chính thống giáo lớn. Thành phố trải qua ba lần bùng nổ trong thời kỳ hoàng kim, lần đầu dựa trên hạt tiêu, lần thứ hai dựa trên bạc Tân Thế giới đến từ Seville (kết thúc do sự phá sản của Tây Ban Nha năm 1557), và lần bùng nổ thứ ba theo sau Hiệp ước Cateau-Cambresis năm 1559, dựa trên ngành dệt may.
Sau sự bình thường hóa quan hệ Bồ-Trung năm 1549, vương quốc Bồ Đào Nha cử các phái đoàn thương mại hằng năm đến đảo Thương Xuyên ở Trung Quốc. Năm 1557, họ thuyết phục được triều đình nhà Minh ký kết hiệp ước thành lập cảng hợp pháp tại Ma Cao và biến nó thành thuộc địa thương mại chính thức của Bồ Đào Nha. Vị giáo chủ người Bồ Đào Nha Gaspar da Cruz đã viết cuốn sách hoàn chỉnh đầu tiên về Trung Quốc và nhà Minh được xuất bản ở châu Âu; cuốn sách bao gồm các thông tin về địa lý, tỉnh lị, hoàng gia, tầng lớp quan chức, bộ máy hành chính, vận chuyển, kiến trúc, nông nghiệp, thủ công, buôn bán, trang phục, phong tục, xã hội, âm nhạc, chữ viết, giáo dục và luật pháp của Trung Quốc thời bấy giờ.
Các mặt hàng xuất khẩu chính của Trung Quốc là lụa và đồ sứ, được chế tác để đáp ứng thị hiếu của người châu Âu. Các đồ gốm xuất khẩu của Trung Quốc được coi trọng ở châu Âu đến nỗi, trong tiếng Anh, china trở thành một từ đồng nghĩa với đồ sứ. Đồ sứ Kraak (có lẽ được đặt theo tên của các tàu carrack Bồ Đào Nha vận chuyển chúng) là một trong những đồ sứ Trung Quốc đầu tiên nhập vào châu Âu với số lượng lớn. Chỉ những người giàu nhất mới có thể mua được những món đồ nhập khẩu này và Kraak thường xuất hiện trong các bức tranh tĩnh của Hà Lan. Công ty Đông Ấn Hà Lan thiết lập một giao thương sôi động với phương Đông, nhập khẩu 6 triệu món đồ sứ từ Trung Quốc sang châu Âu trong khoảng thời gian từ năm 1602 đến năm 1682. Tay nghề của người Trung Quốc khiến người châu Âu rất thán phục. Giữa năm 1575 và 1587, đồ sứ Medici từ Florence là nỗ lực thành công đầu tiên bắt chước đồ sứ Trung Quốc. Ban đầu, các thợ gốm Hà Lan không bắt chước đồ sứ Trung Quốc, nhưng lại bắt tay vào làm điều đó khi chuỗi cung ứng cho châu Âu bị gián đoạn sau cái chết của Minh Thần Tông năm 1620. Kraak, chủ yếu là đồ sứ màu xanh trắng, được bắt chước trên khắp thế giới bởi những người thợ gốm ở Arita, Nhật Bản, ở Ba Tư (nơi các thương nhân Hà Lan tìm đến sau khi nhà Minh sụp đổ khiến mặt hàng gốc khan hiếm), rồi hàng sứ Delftware xuất hiện. Delftware của Hà Lan và của Anh lấy cảm hứng từ đồ sứ Trung Quốc tồn tại từ khoảng năm 1630 đến giữa thế kỷ XVII cùng với các mẫu châu Âu khác.